# Systematik der Begonien
Hier geht es um die Systematik der Pflanzengattung Begonien (Begonia L.). Diese Gattung enthält bis auf eine Art alle Arten der Familie der Begoniengewächse oder Schiefblattgewächse (Begoniaceae), denn die Familie enthält nur eine weitere Gattung: Hillebrandia Oliv. mit der einzigen Art Hillebrandia sandwicensis Oliv. Synonyme von Begonia L. sind: Begoniella Oliv., Casparya Klotzsch, Diploclinium Lindl., Gireoudia Klotzsch, Gurltia Klotzsch, Lepsia Klotzsch, Mezierea Gaudich., Mitscherlichia Klotzsch, Pritzelia Klotzsch, Semibegoniella C.E.C.Fisch., Symbegonia Warb., Tittlebachia Klotzsch, Trendelenburgia Klotzsch, Wageneria Klotzsch.

## Untergattungen
Die Gattung Begonien (Begonia) ist 2004 in 65 Sektionen gegliedert:
| - Sektion Alicida - Sektion Apterobegonia - Sektion Augustia - Sektion Baccabegonia J.M.Reitsma - Sektion Barya (Klotzsch) A.DC. - Sektion Baryandra A.DC. - Sektion Begonia - Sektion Bracteibegonia A.DC. - Sektion Casparya - Sektion Coelocentrum - Sektion Cristasemen J.J.de Wilde - Sektion Cyathocnemis - Sektion Diploclinium - Sektion Donaldia (Klotzsch) A.DC. - Sektion Doratometra - Sektion Erminea - Sektion Eupetalum - Sektion Filicibegonia - Sektion Gaerdtia - Sektion Gireoudia - Sektion Gobenia A.DC. | - Sektion Haagea - Sektion Heeringia - Sektion Hydristyles - Sektion Knesebeckia (Klotzsch) A.DC. - Sektion Lauchea - Sektion Leprosae (T.C.Ku) Y.M.Shui - Sektion Lepsia - Sektion Loasibegonia A.DC. - Sektion Mezierea - Sektion Monophyllon - Sektion Monopteron - Sektion Muscibegonia - Sektion Nerviplacentaria - Sektion Parietoplacentalia - Sektion Parvibegonia - Sektion Peltaugustia (Warburg) Barkley - Sektion Petermannia - Sektion Pilderia - Sektion Platycentrum - Sektion Pritzelia - Sektion Putzeysia - Sektion Quadrilobaria - Sektion Quadriperigonia | - Sektion Reichenheimia - Sektion Ridleyella - Sektion Rossmannia - Sektion Rostrobegonia - Sektion Ruizopavonia - Sektion Scheidweileria - Sektion Scutobegonia - Sektion Semibegoniella - Sektion Sexalaria A.DC. - Sektion Solananthera A.DC. - Sektion Sphenanthera - Sektion Squamibegonia - Sektion Symbegonia (Warb.) L.L.Forrest & Hollingsw. - Sektion Tetrachia - Sektion Tetraphila A.DC. - Sektion Trachelocarpus (Müll.Berol.) A.DC. - Sektion Trendelenburgia (Klotzsch) A.DC. - Sektion Urniformia Houghton ex Ziesenh. - Sektion Wageneria (Klotzsch) A.DC. - Sektion Warburgina Kuntze - Sektion Weilbachia (Klotzsch & Oerst.) A.DC. |

## Arten
Es gibt 1400 bis 1500 Arten in der Gattung Begonien (Begonia) (Sektionen in Klammern) (Stand 2004, auch im 21. Jahrhundert werden fortlaufend Arten erstbeschrieben):

## A
- Begonia abbottii Urb. (Sektion Begonia)

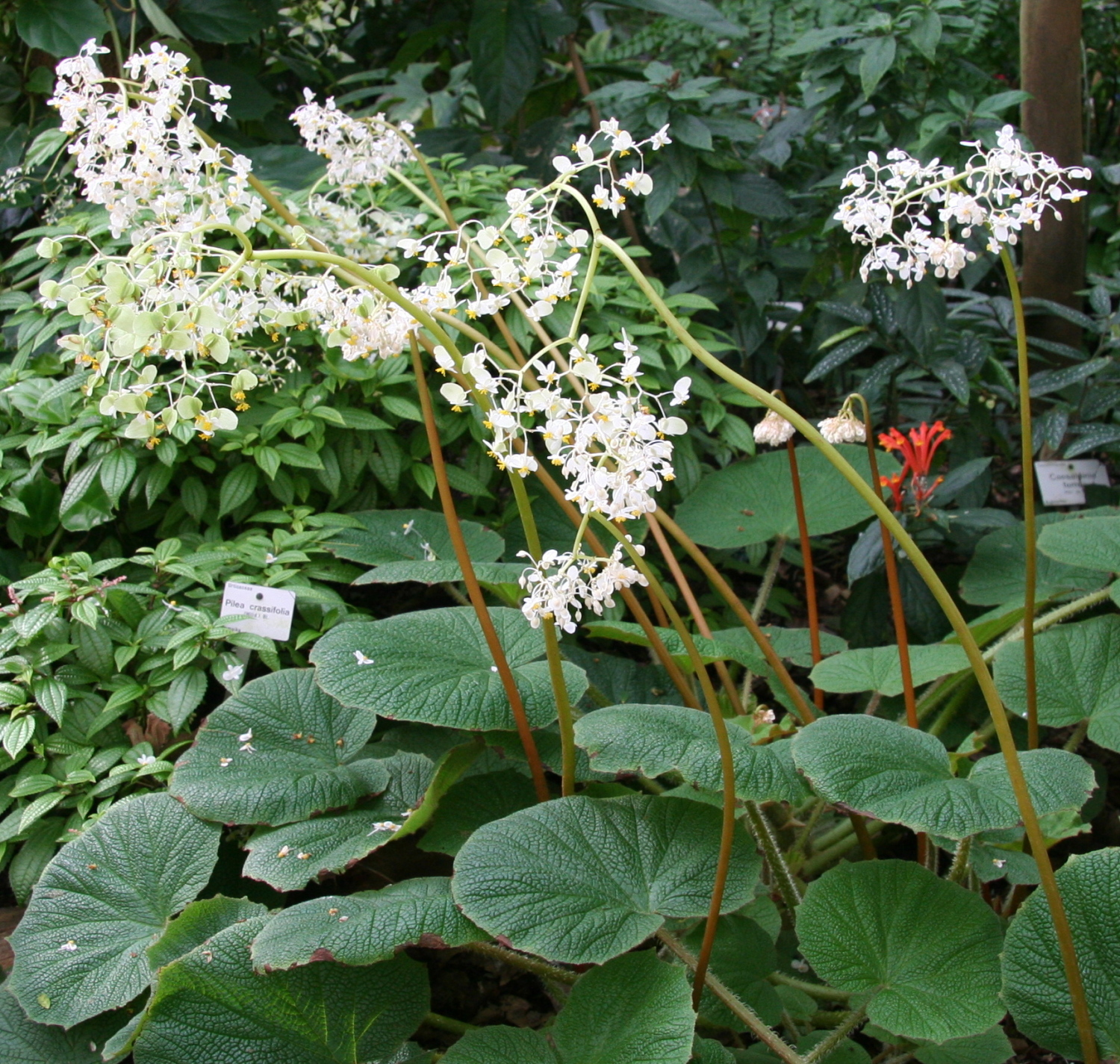
Begonia acida

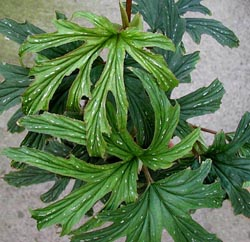
Begonia aconitifolia

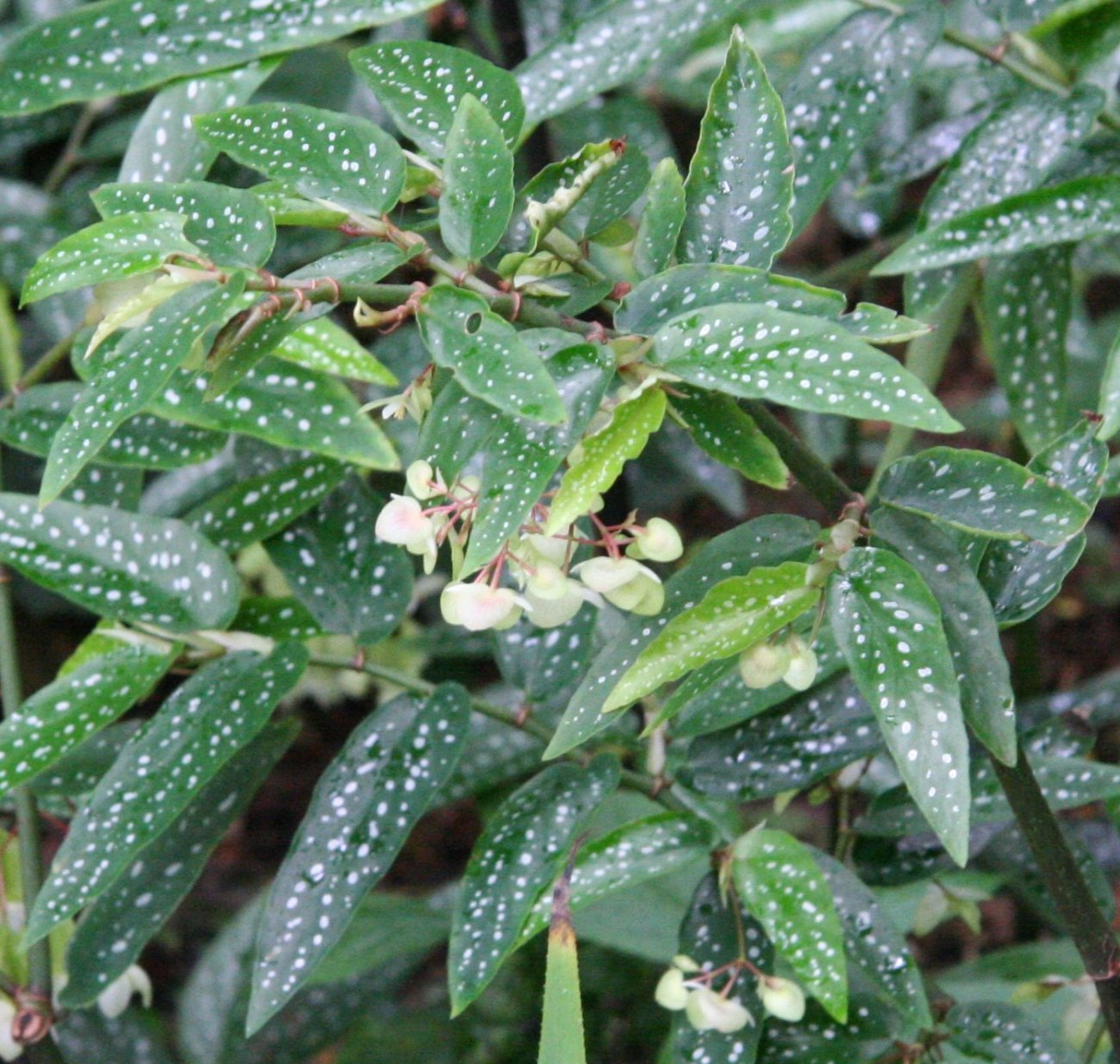
Begonia albopicta

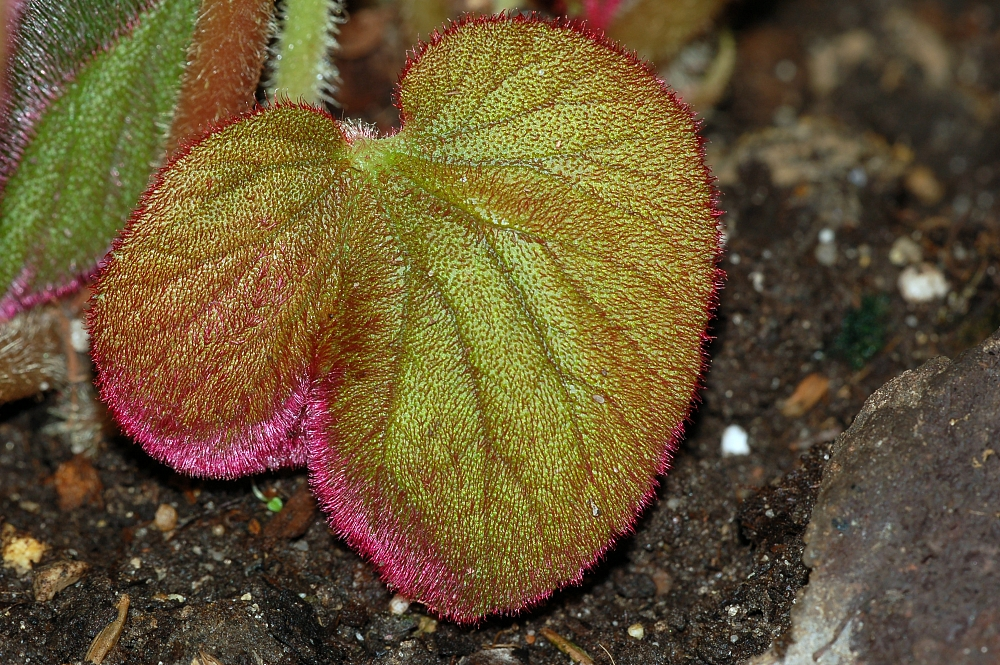
Begonia annulata

- Begonia aberrans Irmsch. (Sektion Bracteibegonia)
- Begonia aborensis Dunn (Sektion Sphenanthera)
- Begonia acaulis Merr. & L.M.Perry (Sektion Diploclinium)
- Begonia acerifolia Kunth (Sektion Knesebeckia)
- Begonia aceroides Irmsch. (Sektion Diploclinium)
- Begonia acetosa Vell. (Sektion Pritzelia)
- Begonia acetosella Craib (Syn.: Begonia tetragona Irmsch.) (Sektion Sphenanthera)
- Begonia acida Vell. (Sektion Pritzelia)
- Begonia aconitifolia A.DC. (Sektion Knesebeckia)
- Begonia acuminatissima Merr. (Sektion Diploclinium)
- Begonia acutifolia Jacq. (Sektion Begonia)
- Begonia acutiloba Liebm. (Sektion Weilbachia)
- Begonia acutitepala K.Y.Guan & D.K.Tian (Sektion Diploclinium)
- Begonia adenodes Irmsch. (Sektion Petermannia)
- Begonia adenopoda Lem. (Sektion Lauchea)
- Begonia adenostegia Stapf (Sektion Platycentrum)
- Begonia admirabilis Brade (Sektion Begonia)
- Begonia adpressa Sosef (Sektion Loasibegonia)
- Begonia adscendens C.B.Clarke (Sektion Diploclinium)
- Begonia aenea Linden & André (Sektion Platycentrum)
- Begonia aequata A.Gray (Sektion Petermannia)
- Begonia aequatorialis L.B.Sm. & B.G.Schub. (Sektion Eupetalum)
- Begonia aequilateralis Irmsch. (Sektion Platycentrum)
- Begonia aeranthos L.B.Sm. & B.G.Schub. (Sektion Wageneria)
- Begonia affinis Merr. (Sektion Petermannia)
- Begonia aggeloptera N.Hallé (Sektion Scutobegonia)
- Begonia agusanensis Merr. (Sektion Petermannia)
- Begonia alba Merr. (Sektion Diploclinium)
- Begonia albidula Brade (Sektion Begonia)
- Begonia albobracteata Ridl. (Sektion Petermannia)
- Begonia albococcinea Hook. (Sektion Reichenheimia)
- Begonia albomaculata C.DC. ex Huber (Sektion Cyathocnemis)
- Begonia albopicta W.Bull (Sektion Gaerdtia)
- Begonia alcarrasica J.Sierra (Sektion Begonia)
- Begonia alchemilloides Meisn. ex A.DC. (Sektion Begonia)
- Begonia alemanii Brade (Sektion Doratometra)
- Begonia algaia L.B.Sm. & Wassh. (Sektion Platycentrum)
- Begonia alice-clarkiae Ziesenh. (Sektion Weilbachia)
- Begonia aliciae C.E.C.Fisch. (Sektion Parvibegonia)
- Begonia alicida C.B.Clarke (Sektion Alicida)
- Begonia almedana Burt-Utley & Utley (Sektion Weilbachia)
- Begonia alnifolia A.DC. (Sektion Ruizopavonia)
- Begonia alpina L.B.Sm. & Wassh. (Sektion Platycentrum)
- Begonia altamiroi Brade (Sektion Pritzelia)
- Begonia altissima Ridl. (Sektion Petermannia)
- Begonia altoperuviana A.DC. (Sektion Cyathocnemis)
- Begonia alvarezii Merr. (Sektion Diploclinium)
- Begonia alveolata T.T.Yu (Syn.: Begonia pingbienensis C.Y.Wu) (Sektion Diploclinium)
- Begonia amabilis Linden (Sektion Platycentrum)
- Begonia amphioxus Sands (Sektion Petermannia)
- Begonia ampla Hook. f. (Sektion Squamibegonia)
- Begonia anaimalaiensis Bedd.
- Begonia andamensis Parish ex C.B.Clarke (Sektion Parvibegonia)
- Begonia andina Rusby (Sektion Hydristyles)
- Begonia androrangensis Humbert ex Bosser & Keraudren (Sektion Erminea)
- Begonia anemoniflora Irmsch. (Sektion Eupetalum)
- Begonia angilogensis Merr.
- Begonia angolensis Irmsch. (Sektion Augustia)
- Begonia angraensis Brade (Sektion Trachelocarpus)
- Begonia angulata Vell. (Sektion Pritzelia)
- Begonia angustilimba Merr. (Sektion Petermannia)
- Begonia angustiloba A.DC. (Sektion Quadriperigonia)
- Begonia anisoptera Merr. (Sektion Diploclinium)
- Begonia anisosepala Hook. f. (Sektion Scutobegonia)
- Begonia anjuanensis Humbert ex Keraudren & Bosser (Sektion Quadrilobaria)
- Begonia ankaranensis Humbert ex Keraudren & Bosser (Sektion Quadrilobaria)
- Begonia annobonensis A.DC. (Sektion Sexalaria)
- Begonia annulata K.Koch (Sektion Platycentrum)
- Begonia anodifolia A.DC. (Sektion Quadriperigonia)
- Begonia antaisaka Humbert ex Bosser & Keraudren
- Begonia anthonyi Kiew (Sektion Petermannia)
- Begonia antongilensis Humbert ex Bosser & Keraudren (Sektion Erminea)
- Begonia antsingyensis Humbert ex Bosser & Keraudren (Sektion Quadrilobaria)
- Begonia antsiranensis Aymonin & Bosser (Sektion Quadrilobaria)
- Begonia apayaoensis Merr. (Sektion Petermannia)
- Begonia apparicioi Brade (Sektion Pritzelia)
- Begonia aptera Blume (Sektion Sphenanthera)
- Begonia arborescens Raddi (Sektion Pritzelia)
- Begonia arboreta Y.M.Shui (Sektion Diploclinium)
- Begonia archboldiana Merr. & L.M.Perry
- Begonia areolata Miq. (Sektion Platycentrum)
- Begonia arfakensis (Gibbs) L.L.Forrest & Hollingsw. (Syn.: Symbegonia arfakensis Gibbs) (Sektion Symbegonia)
- Begonia argentea Linden (Sektion Platycentrum)
- Begonia aridicaulis Ziesenh. (Sektion Weilbachia)
- Begonia arnottiana (Wight) A.DC. (Syn.: Diploclinium arnottianum Wight) (Sektion Diploclinium)
- Begonia arrogans Irmsch. (Sektion Knesebeckia)
- Begonia articulata Irmsch. (Sektion Petermannia)
- Begonia artior Irmsch. (Sektion Petermannia)
- Begonia asperifolia Irmsch. (Sektion Diploclinium)
- Begonia aspleniifolia Hook. f. (Sektion Filicibegonia)
- Begonia assurgens Irmsch. (Sektion Weilbachia)
- Begonia asympeltata L.B.Sm. & Wassh. (Sektion Knesebeckia)
- Begonia atricha (Miq.) A.DC. (Syn.: Diploclinium atrichum Miq.) (Sektion Petermannia)
- Begonia atroglandulosa Sosef (Sektion Loasibegonia)
- Begonia augustae Irmsch. (Sektion Petermannia)
- Begonia augustinei Hemsl. (Sektion Platycentrum)
- Begonia auriculata Hook. f. (Sektion Filicibegonia)
- Begonia austrotaiwanensis Y.K.Chen & C.I.Peng (Sektion Platycentrum)
- Begonia awongii Sands
- Begonia axillaris Ridl. (Sektion Petermannia)
- Begonia axillipara Ridl. (Sektion Petermannia)
- Begonia azuensis Urb. & Ekman (Sektion Begonia)

## B

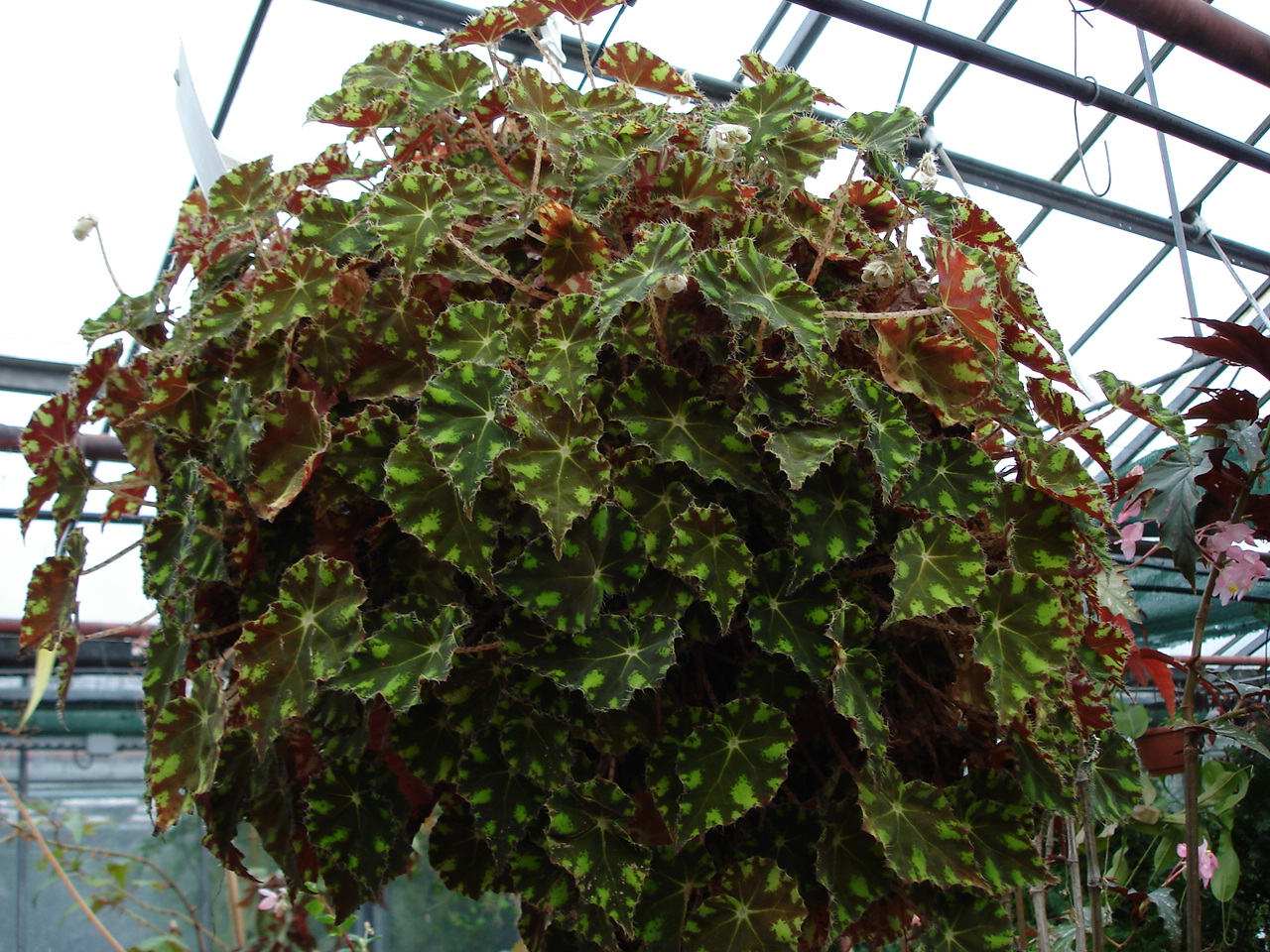
Begonia bowerae

- Begonia baccata Hook. f. (Sektion Baccabegonia)
- Begonia bagotiana Humbert ex Keraudren & Bosser (Sektion Quadrilobaria)
- Begonia bahakensis Sands
- Begonia bahiensis A.DC. (Sektion Pritzelia)
- Begonia balansae C.DC. (Sektion Begonia)
- Begonia balansana Gagnep. (Syn.: Begonia handelii Irmsch., Begonia xinyiensis T.C.Ku) (Sektion Sphenanthera)
- Begonia balmisiana Bálmis (Sektion Quadriperigonia)
- Begonia banaoensis J.Sierra (Sektion Begonia)
- Begonia bangii Kuntze (Sektion Ruizopavonia)
- Begonia baramensis Merr. (Sektion Petermannia)
- Begonia barbellata Ridl. (Sektion Petermannia)
- Begonia barkeri Knowles & Westc. (Sektion Gireoudia)
- Begonia barkleyana L.B.Sm. (Sektion Knesebeckia)
- Begonia baronii Baker (Sektion Nerviplacentaria)
- Begonia barrigae L.B.Sm. & B.G.Schub. (Sektion Ruizopavonia)
- Begonia bartlettiana Merr. & L.M.Perry (Sektion Diploclinium)
- Begonia baturongensis Kiew (Sektion Petermannia)
- Begonia baumannii Lemoine (Sektion Eupetalum)
- Begonia baviensis Gagnep. (Sektion Platycentrum)
- Begonia beccariana Ridl. (Sektion Platycentrum)
- Begonia beccarii Warb. (Sektion Diploclinium)
- Begonia beddomei Hook. f. (Sektion Platycentrum)
- Begonia bekopakensis Aymonin & Bosser (Sektion Quadrilobaria)
- Begonia bequaertii Robyns & Lawalrée (Sektion Rostrobegonia)
- Begonia berhamanii Kiew (Sektion Petermannia)
- Begonia bernieri A.DC. (Sektion Quadrilobaria)
- Begonia beryllae Ridl. (Sektion Petermannia)
- Begonia beslerifolia Schott (Sektion Ruizopavonia)
- Begonia betsimisarka Humbert ex Bosser & Keraudren (Sektion Erminea)
- Begonia bettinae Ziesenh. (Sektion Gireoudia)
- Begonia bidentata Raddi (Sektion Pritzelia)
- Begonia biflora T.C.Ku (Sektion Coelocentrum)
- Begonia bifolia Ridl. (Sektion Petermannia)
- Begonia bifurcata L.B.Sm. & B. G. Schub. (Sektion Knesebeckia)
- Begonia biguassuensis Brade (Sektion Pritzelia)
- Begonia biliranensis Merr. (Sektion Diploclinium)
- Begonia binuangensis Merr. (Sektion Petermannia)
- Begonia bipinnatifida J.J.Sm. (Sektion Petermannia)
- Begonia biserrata Lindl. (Sektion Quadriperigonia)
- Begonia bissei J.Sierra (Sektion Begonia)
- Begonia bogneri Ziesenh. (Sektion Erminea)
- Begonia boisiana Gagnep.
- Begonia boissieri A.DC. (Sektion Quadriperigonia)
- Begonia boiviniana A.DC. (Sektion Quadrilobaria)
- Begonia boliviensis A.DC. (Sektion Barya)
- Begonia bolleana Urb. & Ekman (Sektion Begonia)
- Begonia bolsteri Merr. (Sektion Petermannia)
- Begonia bonii Gagnep. (Sektion Coelocentrum)
- Begonia bonitoensis Brade (Sektion Pritzelia)
- Begonia bonthainensis Hemsl. (Sektion Petermannia)
- Begonia bonus-henricus J.J. de Wilde (Sektion Squamibegonia)
- Begonia boraceiensis Handro (Sektion Pritzelia)
- Begonia borneensis A.DC. (Sektion Petermannia)
- Begonia bosseri Keraudren (Sektion Erminea)
- Begonia boucheana (Klotzsch) A.DC. (Syn.: Gurltia boucheana Klotzsch) (Sektion Pritzelia)
- Begonia bowerae Ziesenh. (Sektion Gireoudia)
- Begonia brachybotrys Merr. & L.M.Perry (Sektion Petermannia)
- Begonia brachyclada Urb. & Ekman (Sektion Knesebeckia)
- Begonia brachypoda O.E.Schulz (Sektion Begonia)
- Begonia brachyptera Merr. & L.M.Perry (Sektion Petermannia)
- Begonia bracteata Jack (Sektion Bracteibegonia)
- Begonia bracteosa A.DC. (Sektion Cyathocnemis)
- Begonia bradei Irmsch. (Sektion Pritzelia)
- Begonia brandbygeana L.B.Sm. & Wassh. (Sektion Knesebeckia)
- Begonia brandisiana Kurz (Sektion Reichenheimia)
- Begonia brassii Merr. & L.M.Perry (Sektion Diploclinium)
- Begonia breedlovei Burt-Utley (Sektion Gireoudia)
- Begonia brevibracteata Kupicha (Sektion Augustia)
- Begonia brevicaulis A.DC. (Sektion Parvibegonia)
- Begonia brevicordata L.B.Sm. & B.G.Schub. (Sektion Cyathocnemis)
- Begonia brevicyma C.DC. (Sektion Weilbachia)
- Begonia brevilobata Irmsch. (Sektion Pritzelia)
- Begonia brevipes Merr. (Sektion Petermannia)
- Begonia brevipetala (A.DC.) Warb. (Syn.: Casparya brevipetala A.DC.) (Sektion Casparya)
- Begonia brevirimosa Irmsch. (Sektion Petermannia)
- Begonia brevisetulosa C.Y.Wu (Sektion Platycentrum)
- Begonia bridgesii A.DC. (Sektion Hydristyles)
- Begonia broussonetiifolia A.DC. (Sektion Gireoudia)
- Begonia bruneiana Sands
- Begonia buchtienii Irmsch. (Sektion Ruizopavonia)
- Begonia buddleiifolia A.DC. (Sektion Pilderia)
- Begonia bufoderma L.B.Sm. & Wassh.
- Begonia bui-montana Yamam.
- Begonia bulbillifera Link & Otto (Sektion Quadriperigonia)
- Begonia bullata Urb. & Ekman (Sektion Begonia)
- Begonia burbidgei Stapf (Sektion Petermannia)
- Begonia burkillii Dunn (Sektion Sphenanthera)
- Begonia burle-marxii Brade (Sektion Donaldia)
- Begonia burmensis L. B. Sm. & Wassh. (Sektion Lauchea)
- Begonia buseyi Burt-Utley (Sektion Gireoudia)

## C

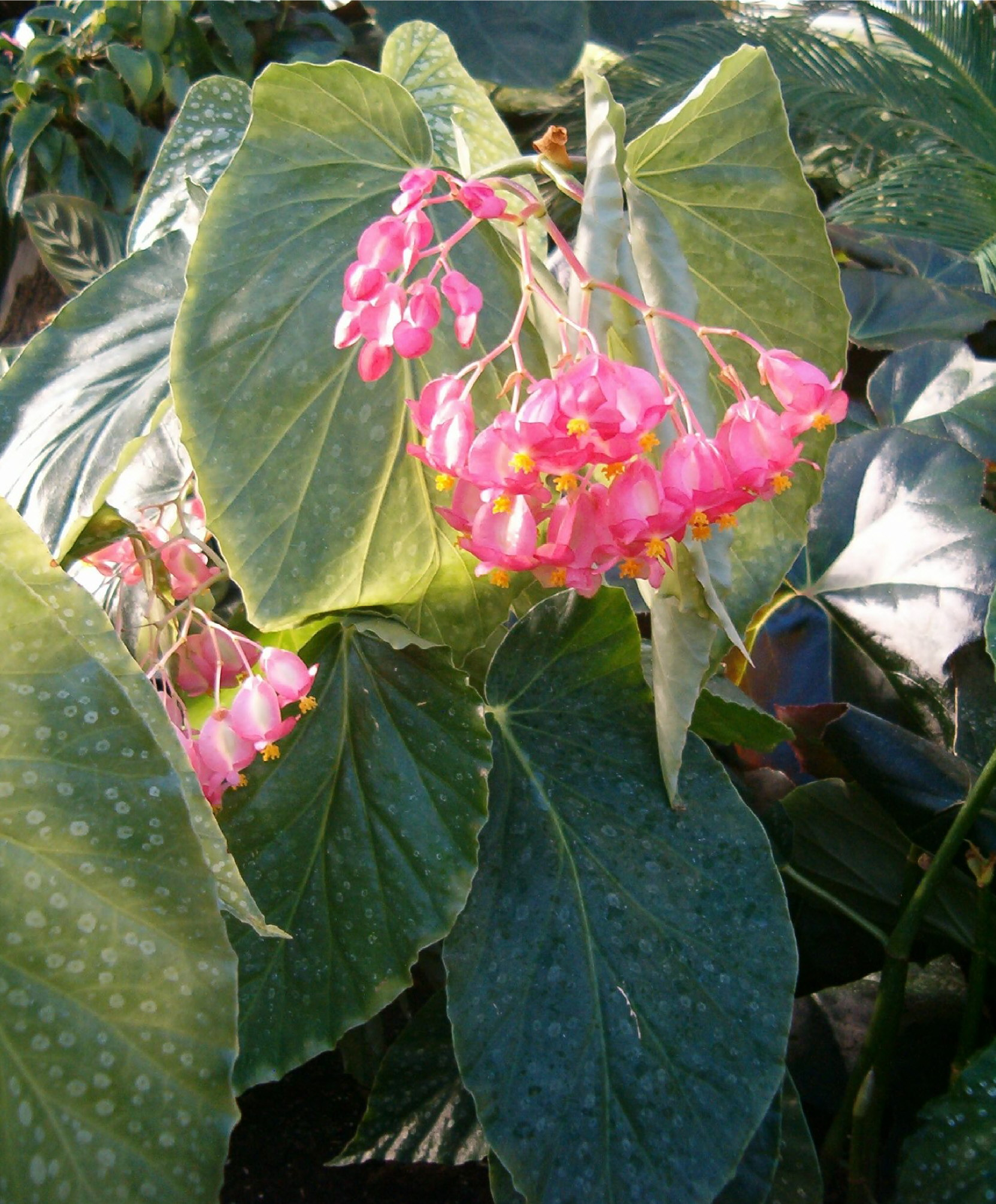
Begonia corallina-Hybride ‘President Carnot’
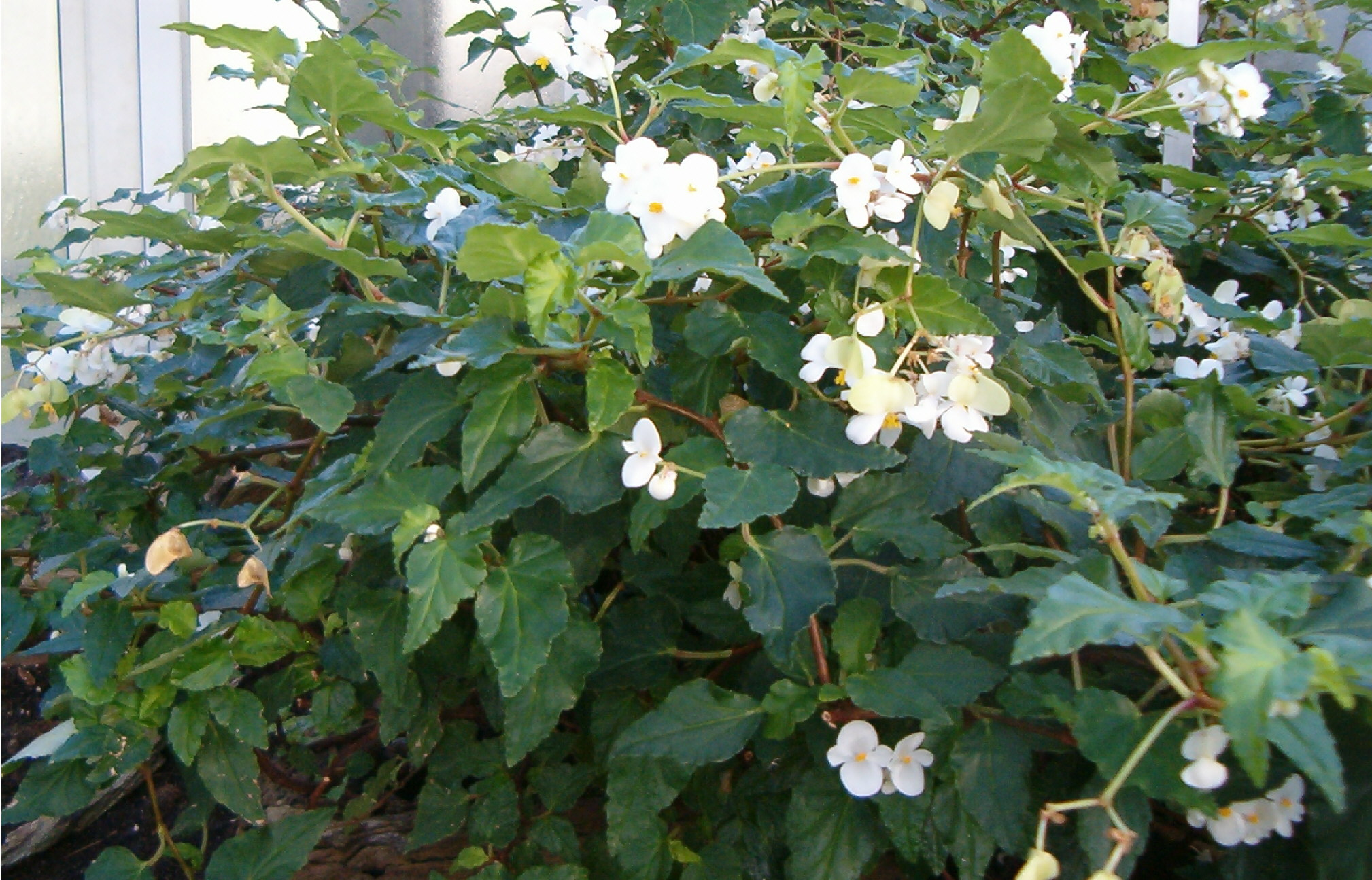
Begonia cubensis

- Begonia cacauicola L.B.Sm. ex Wassh. (Sektion Begonia)
- Begonia caespitosa Jack (Sektion Diploclinium)
- Begonia calcarea Ridl. (Sektion Diploclinium)
- Begonia calcicola Merr. (Sektion Diploclinium)
- Begonia calderonii Standl. (Sektion Weilbachia)
- Begonia calliantha Merr. & L. M. Perry (Sektion Petermannia)
- Begonia campos-portoana Brade (Sektion Pritzelia)
- Begonia canarana Miq. (Sektion Parvibegonia)
- Begonia candollei Ziesenh. (Sektion Parietoplacentalia)
- Begonia capanemae Brade (Sektion Pritzelia)
- Begonia capillipes Gilg (Sektion Tetraphila)
- Begonia capituliformis Irmsch. (Sektion Petermannia)
- Begonia caraguatatubensis Brade (Sektion Pritzelia)
- Begonia cardiocarpa Liebm. (Sektion Gireoudia)
- Begonia cardiophora Irmsch. (Sektion Reichenheimia)
- Begonia cariocana Brade ex L.B.Sm. & Wassh. (Sektion Pritzelia)
- Begonia carletonii Standl. (Sektion Weilbachia)
- Begonia carnosa Teijsm. & Binn. (Sektion Petermannia)
- Begonia carnosula Ridl. (Sektion Diploclinium)
- Begonia carolineifolia Regel (Sektion Gireoudia)
- Begonia carpinifolia Liebm. (Sektion Ruizopavonia)
- Begonia carrieae Ziesenh. (Sektion Gireoudia)
- Begonia casiguranensis Quisumb. & Merr. (Sektion Petermannia)
- Begonia castaneifolia Otto & A.Dietr.
- Begonia castilloi Merr. (Sektion Diploclinium)
- Begonia catharinensis Brade (Sektion Pritzelia)
- Begonia cathayana Hemsl. (Sektion Platycentrum)
- Begonia cathcartii Hook. f. & Thomson (Sektion Platycentrum)
- Begonia caudata Merr. (Sektion Petermannia)
- Begonia cauliflora Sands (Sektion Petermannia)
- Begonia cavaleriei H.Lév. (Sektion Diploclinium)
- Begonia cavallyensis A.Chev. (Sektion Tetraphila)
- Begonia cavum Ziesenh. (Sektion Knesebeckia)
- Begonia cebadillensis Houghton ex L.B.Sm. & B.G.Schub. (Sektion Knesebeckia)
- Begonia cehengensis T.C.Ku (Sektion Diploclinium)
- Begonia celebica Irmsch. (Sektion Petermannia)
- Begonia cerasiphylla L.B.Sm. & Wassh.
- Begonia ceratocarpa S.H.Huang & Y.M.Shui (Sektion Sphenanthera)
- Begonia chaetocarpa Kuntze (Sektion Ruizopavonia)
- Begonia chiapensis Burt-Utley (Sektion Gireoudia)
- Begonia chingii Irmsch. (Sektion Reichenheimia)
- Begonia chishuiensis T.C.Ku (Sektion Platycentrum)
- Begonia chitoensis T.S.Liu & M.J.Lai (Sektion Platycentrum)
- Begonia chivatoa Ziesenh. (Sektion Gireoudia)
- Begonia chlorandra Sands
- Begonia chlorolepis L.B.Sm. & B.G.Schub. (Sektion Casparya)
- Begonia chloroneura P.Wilkie & Sands (Sektion Diploclinium)
- Begonia chlorosticta Sands (Sektion Petermannia)
- Begonia chuniana C.Y.Wu (Sektion Platycentrum)
- Begonia ciliifera Merr. (Sektion Petermannia)
- Begonia ciliobracteata Warb. (Sektion Scutobegonia)
- Begonia cincinnifera Irmsch. (Sektion Petermannia)
- Begonia cinnabarina Hook. (Sektion Eupetalum)
- Begonia circumlobata Hance (Sektion Platycentrum)
- Begonia cirrosa L.B.Sm. & Wassh. (Sektion Coelocentrum)
- Begonia cladocarpoides Humbert ex Aymonin & Bosser (Sektion Nerviplacentaria)
- Begonia clarkei Hook. f. (Sektion Eupetalum)
- Begonia clavicaulis Irmsch. (Sektion Diploclinium)
- Begonia clemensiae Merr. & L.M.Perry (Sektion Petermannia)
- Begonia clypeifolia Hook. f. (Sektion Scutobegonia)
- Begonia coccinea Hook. (Sektion Pritzelia)
- Begonia cognata Irmsch. (Sektion Petermannia)
- Begonia collaris Brade (Sektion Pritzelia)
- Begonia collina Irmsch. (Sektion Platycentrum)
- Begonia collisiae Merr. (Sektion Diploclinium)
- Begonia colombiana L.B.Sm. & B.G.Schub. (Sektion Casparya)
- Begonia colorata Warb. (Sektion Diploclinium)
- Begonia comata Kuntze (Sektion Warburgina)
- Begonia comorensis Warb. (Sektion Mezierea)
- Begonia compacticaulis Irmsch. (Sektion Knesebeckia)
- Begonia compta W.Bull (Sektion Pritzelia)
- Begonia concanensis A.DC. (Sektion Diploclinium)
- Begonia conchifolia A.Dietr. (Sektion Gireoudia)
- Begonia concinna Schott (Sektion Pritzelia)
- Begonia confinis L.B.Sm. & Wassh. (Sektion Lepsia)
- Begonia confusa L.B.Sm. & B.G.Schub. (Sektion Weilbachia)
- Begonia congesta Ridl. (Sektion Petermannia)
- Begonia consanguinea Merr. (Sektion Petermannia)
- Begonia consobrina Irmsch. (Sektion Ruizopavonia)
- Begonia contracta Warb. (Sektion Petermannia)
- Begonia convallariodora C.DC. (Sektion Ruizopavonia)
- Begonia convolvulacea (Klotzsch) A.DC. (Syn.: Wageneria convolvulacea Klotzsch) (Sektion Wageneria)
- Begonia cooperi C.DC. ex J.M.Coult. (Sektion Ruizopavonia)
- Begonia copelandii Merr. (Sektion Diploclinium)
- Begonia copeyana C.DC. (Sektion Weilbachia)
- Begonia coptidifolia H.G.Ye et al. (Sektion Platycentrum)
- Begonia coptidimontana C.Y.Wu (Sektion Diploclinium)
- Begonia corallina Carrière (Sektion Gaerdtia)
- Begonia cordata Vell. (Sektion Pritzelia)
- Begonia cordifolia (Wight) Thwaites (Syn.: Diploclinium cordifolium Wight) (Sektion Diploclinium)
- Begonia coriacea Hassk. (Sektion Reichenheimia)
- Begonia corneri Kiew (Sektion Reichenheimia)
- Begonia cornitepala Irmsch. (Sektion Pritzelia)
- Begonia cornuta L.B.Sm. & B.G.Schub. (Sektion Casparya)
- Begonia coronensis Merr. (Sektion Diploclinium)
- Begonia corredorana C.DC. (Sektion Gireoudia)
- Begonia corzoensis Ziesenh. (Sektion Gireoudia)
- Begonia coursii Humbert ex Keraudren (Sektion Nerviplacentaria)
- Begonia cowellii Nash (Sektion Begonia)
- Begonia crassicaulis Lindl. (Sektion Gireoudia)
- Begonia crateris Exell (Sektion Baccabegonia)
- Begonia crenata Dryand. (Sektion Parvibegonia)
- Begonia crinita Oliv. ex Hook. f. (Sektion Knesebeckia)
- Begonia crispipila Elmer (Sektion Petermannia)
- Begonia crispula Brade (Sektion Pritzelia)
- Begonia cristata Warb. ex L.B.Sm. & Wassh. (Sektion Sphenanthera)
- Begonia cristobalensis Ziesenh. (Sektion Gireoudia)
- Begonia croatii Burt-Utley (Sektion Gireoudia)
- Begonia cryptocarpa L.B.Sm. & B.G.Schub. (Sektion Cyathocnemis)
- Begonia cuatrecasasiana L.B.Sm. & B.G.Schub. (Sektion Ruizopavonia)
- Begonia cubensis Hassk. (Sektion Begonia)
- Begonia cucullata Willd. (Sektion Begonia):
  - Begonia cucullata var. arenosicola (C.DC.) L.B.Sm. & B.G.Schub. (Syn.: Begonia subcucullata var. arenosicola C.DC.) (Sektion Begonia)
  - Begonia cucullata var. cucullata (Syn.: Begonia cucullata var. hookeri (A.DC.) L.B.Sm. & B.G.Schub., nom. illeg., Begonia semperflorens Link & Otto, Begonia semperflorens var. hookeri A.DC.) (Sektion Begonia)
  - Begonia cucullata var. spatulata (G.Lodd.) Golding (Syn.: Begonia spatulata G.Lodd.) (Sektion Begonia)
- Begonia cucurbitifolia C.Y.Wu (Sektion Platycentrum)
- Begonia cuernavacensis Ziesenh. (Sektion Knesebeckia)
- Begonia cumingiana A.DC. (Sektion Petermannia)
- Begonia cumingii A.Gray (Sektion Petermannia)
- Begonia cuneatifolia Irmsch. (Sektion Petermannia)
- Begonia curtii L.B.Sm. & B.G.Schub. (Sektion Pritzelia)
- Begonia curtisii Ridl. (Sektion Parvibegonia)
- Begonia cyanescens Sands
- Begonia cyathophora Poepp. & Endl. (Sektion Cyathocnemis)
- Begonia cylindrata L.B.Sm. & B.G.Schub. (Sektion Knesebeckia)
- Begonia cylindrica D.R.Liang & X.X.Chen (Sektion Leprosae)
- Begonia cymbalifera L.B.Sm. & B.G.Schub. (Sektion Ruizopavonia)

## D

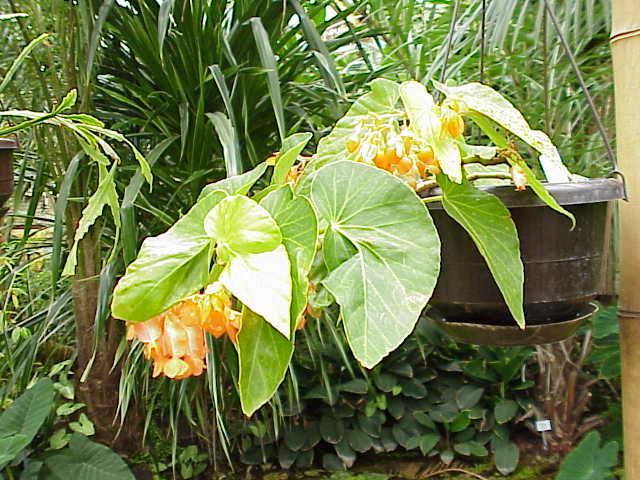
Begonia dichroa

- Begonia dasycarpa A.DC. (Sektion Donaldia)
- Begonia davidsoniae Standl. ex L.B.Sm. & B.G.Schub. (Sektion Weilbachia)
- Begonia davisii Hook. f. (Sektion Eupetalum)
- Begonia daweishanensis S.H.Huang & Y.M.Shui (Sektion Platycentrum)
- Begonia daxinensis T.C.Ku (Sektion Coelocentrum)
- Begonia dealbata Liebm. (Sektion Quadriperigonia)
- Begonia debilis King (Sektion Parvibegonia)
- Begonia decandra Pav. ex A. DC. (Sektion Begonia)
- Begonia decaryana Humbert ex Keraudren & Bosser (Sektion Quadrilobaria)
- Begonia declinata Vell. (Sektion Pritzelia)
- Begonia decora Stapf (Sektion Platycentrum)
- Begonia delicatula Parish ex C.B.Clarke (Sektion Apterobegonia)
- Begonia deliciosa Linden ex Fotsch (Sektion Platycentrum)
- Begonia demissa Craib (Sektion Parvibegonia)
- Begonia densifolia Irmsch. (Sektion Pritzelia)
- Begonia densiretis Irmsch. (Sektion Petermannia)
- Begonia dentatiloba A.DC. (Sektion Pritzelia)
- Begonia dentatobracteata C.Y.Wu (Sektion Diploclinium)
- Begonia denticulata Kunth (Sektion Cyathocnemis)
- Begonia depauperata Schott (Sektion Trachelocarpus)
- Begonia descoleana L.B.Sm. & B.G.Schub. (Sektion Begonia)
- Begonia dewildei Sosef (Sektion Scutobegonia)
- Begonia diadema Linden ex Rodigas (Sektion Platycentrum)
- Begonia dichotoma Jacq. (Sektion Pritzelia)
- Begonia dichroa Sprague (Sektion Gaerdtia)
- Begonia dielsiana E.Pritz. (Sektion Platycentrum)
- Begonia dietrichiana Irmsch. (Sektion Pritzelia)
- Begonia diffusa L.B.Sm. & B.G.Schub. (Sektion Casparya)
- Begonia diffusiflora Merr. & L.M.Perry (Sektion Petermannia)
- Begonia digitata Raddi (Sektion Scheidweileria)
- Begonia digyna Irmsch. (Sektion Platycentrum)
- Begonia dioica Buch.-Ham. ex. D.Don (Syn.: Begonia amoena Wall. ex A.DC.) (Sektion Diploclinium)
- Begonia dipetala Graham (Sektion Haagea)
- Begonia discrepans Irmsch. (Sektion Platycentrum)
- Begonia discreta Craib (Sektion Parvibegonia)
- Begonia divaricata Irmsch. (Sektion Bracteibegonia)
- Begonia diversistipulata Irmsch. (Sektion Casparya)
- Begonia diwolii Kiew (Sektion Diploclinium)
- Begonia djamuensis Irmsch. (Sektion Petermannia)
- Begonia dodsonii L.B.Sm. & Wassh. (Sektion Gobenia)
- Begonia dolichotricha Merr. (Sektion Petermannia)
- Begonia domingensis A.DC. (Sektion Begonia)
- Begonia dominicalis A.DC. (Sektion Begonia)
- Begonia donkelaariana Lem.
- Begonia dosedlae Gilli (Sektion Petermannia)
- Begonia dregei Otto & A.Dietr. (Syn.: Begonia natalensis Hook., Begonia richardsiana T.Moore) (Sektion Augustia)
- Begonia dressleri Burt-Utley (Sektion Gireoudia)
- Begonia dryadis Irmsch. (Sektion Platycentrum)
- Begonia dubia Vell.
- Begonia duclouxii Gagnep. (Sektion Platycentrum)
- Begonia dugandiana L.B.Sm. & B.G.Schub. (Sektion Ruizopavonia)
- Begonia duncan-thomasii Sosef (Sektion Loasibegonia)
- Begonia dux C.B.Clarke (Sektion Platycentrum)

## E

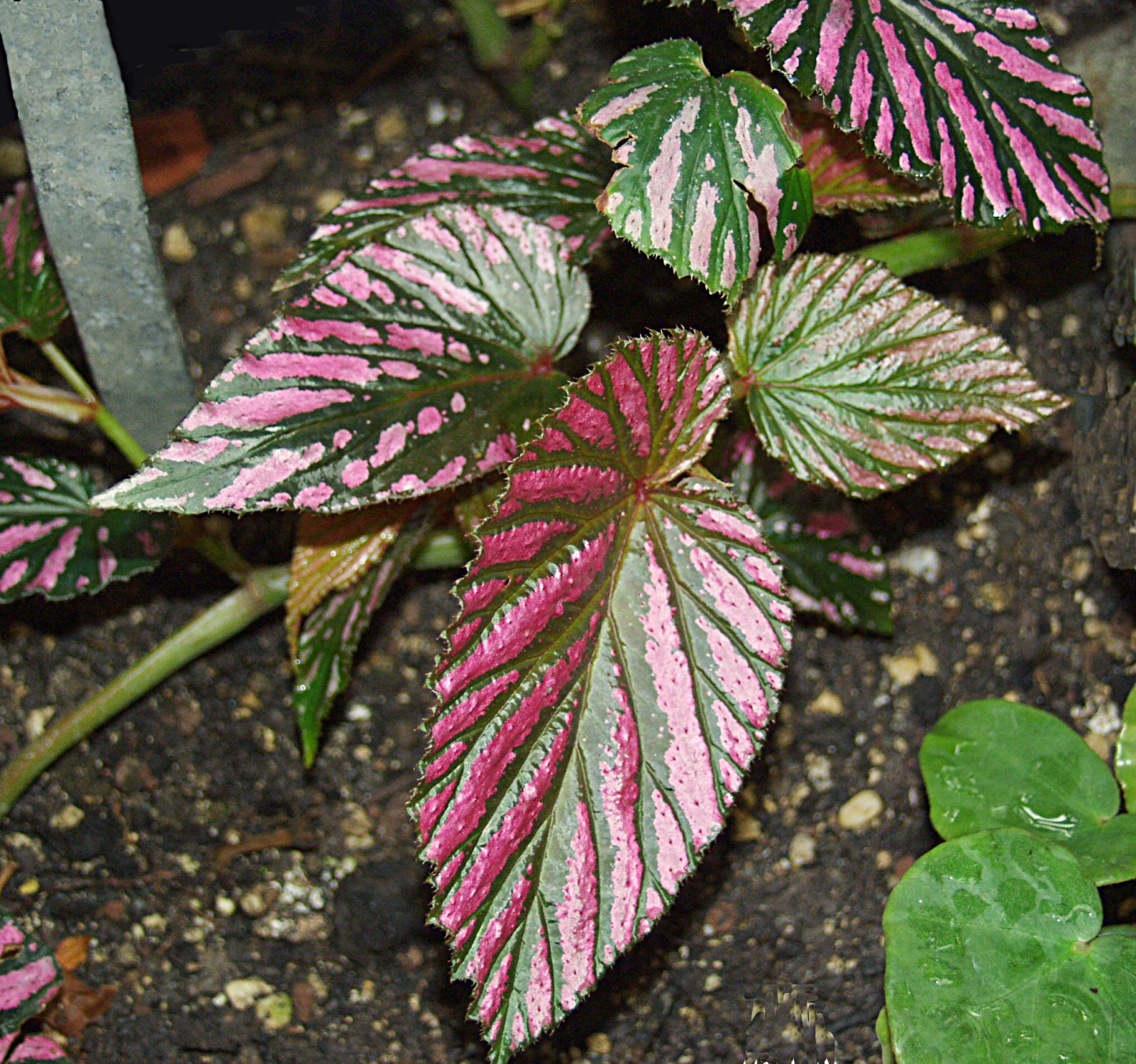
Begonia exotica, typische Blattbegonie

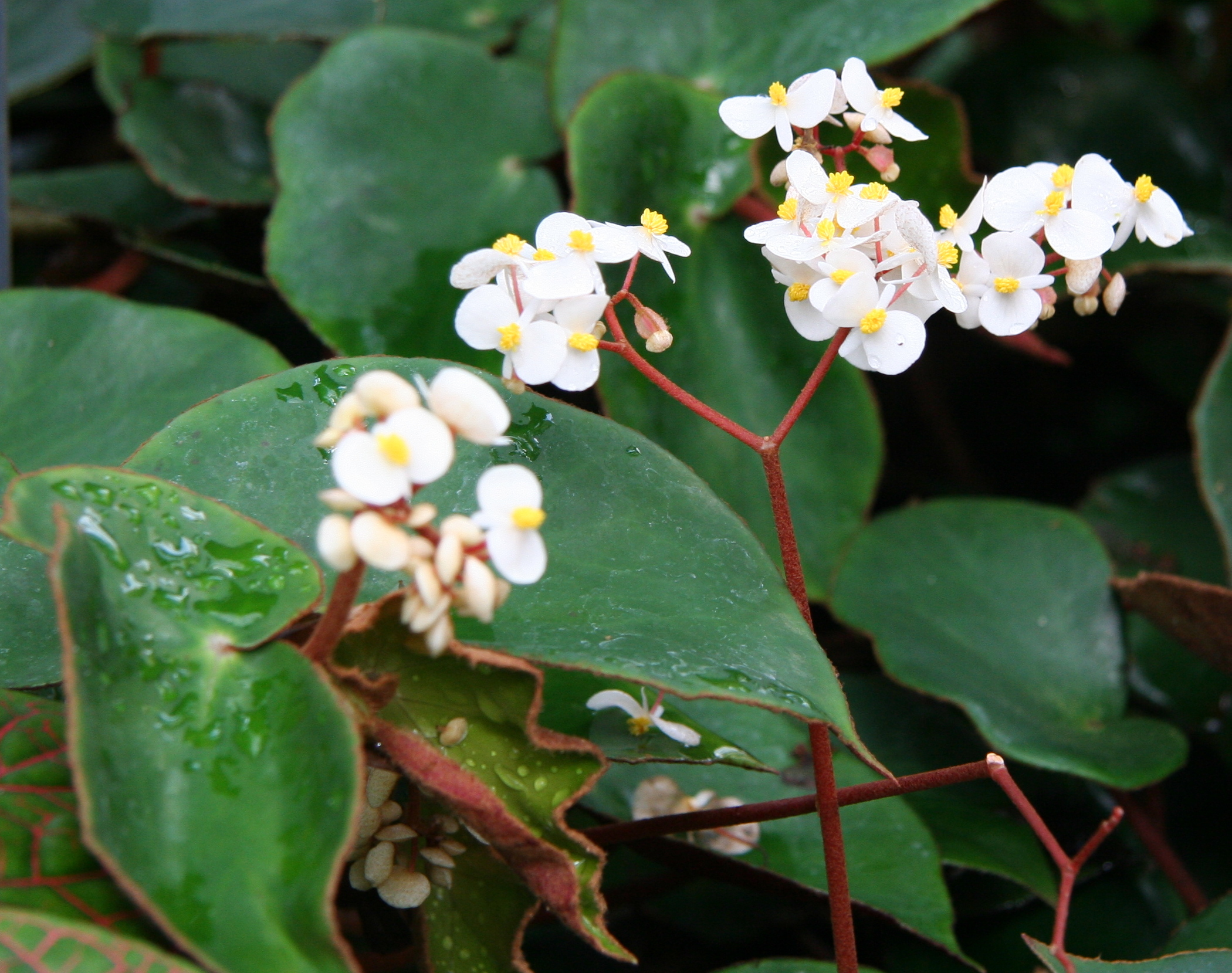
Begonia epipsila

- Begonia eberhardtii Gagnep. (Sektion Petermannia)
- Begonia ebolowensis Engl. (Sektion Tetraphila)
- Begonia echinosepala Regel (Sektion Pritzelia):
  - Begonia echinosepala var. echinosepala (Sektion Pritzelia)
  - Begonia echinosepala var. elongatifolia Irmsch. (Sektion Pritzelia)
- Begonia eciliata O.E.Schulz (Sektion Begonia)
- Begonia edanoi Merr. (Sektion Petermannia)
- Begonia edmundoi Brade (Sektion Gaerdtia)
- Begonia edulis Lév. (Sektion Platycentrum)
- Begonia egleri Brade (Sektion Donaldia)
- Begonia egregia N.E.Br. (Syn.: Begonia quadrilocularis Brade) (Sektion Tetrachia)
- Begonia eiromischa Ridl. (Sektion Ridleyella)
- Begonia ekmanii Houghton ex. L.B.Sm. & B.G.Schub. (Sektion Begonia)
- Begonia elaeagnifolia Hook. f. (Sektion Tetraphila)
- Begonia elatostematoides Merr. (Sektion Petermannia)
- Begonia elatostemma Ridl. (Sektion Petermannia)
- Begonia elatostemmoides Hook. f. (Sektion Filicibegonia)
- Begonia eliasii Warb. (Sektion Petermannia)
- Begonia elmeri Merr. (Sektion Diploclinium)
- Begonia emeiensis C.M.Hu ex C.Y.Wu & T.C.Ku (Sektion Platycentrum)
- Begonia eminii Warb. (Sektion Tetraphila)
- Begonia engleri Gilg (Sektion Rostrobegonia)
- Begonia epibaterium Mart. ex A.DC. (Sektion Wageneria)
- Begonia epipsila Brade (Sektion Pritzelia)
- Begonia erecta Vell. (Sektion Pritzelia)
- Begonia erectocaulis Sosef (Sektion Scutobegonia)
- Begonia erectotricha Sosef (Sektion Scutobegonia)
- Begonia erminea L'Hér. (Sektion Erminea)
- Begonia erosa Blume (Sektion Platycentrum)
- Begonia erythrocarpa A.DC. (Sektion Knesebeckia)
- Begonia erythrogyna Sands (Sektion Petermannia)
- Begonia ×erythrophylla Neumann (= B. hydrocotylifolia × B. manicata) (Sektion Gireoudia)
- Begonia esculenta Merr. (Sektion Petermannia)
- Begonia estrellensis C.DC. (Sektion Ruizopavonia)
- Begonia euryphylla L.B.Sm. ex Wassh. (Sektion Pritzelia)
- Begonia eutricha Sands
- Begonia everettii Merr. (Sektion Petermannia)
- Begonia exalata C.DC. (Sektion Knesebeckia)
- Begonia exigua Irmsch. (Sektion Begonia)
- Begonia exilis O.E.Schulz (Sektion Begonia)
- Begonia extensa L.B.Sm. & B.G.Schub. (Sektion Ruizopavonia)
- Begonia extranea L.B.Sm. & B.G.Schub. (Sektion Knesebeckia)

## F
- Begonia fabulosa L.B.Sm. & Wassh.

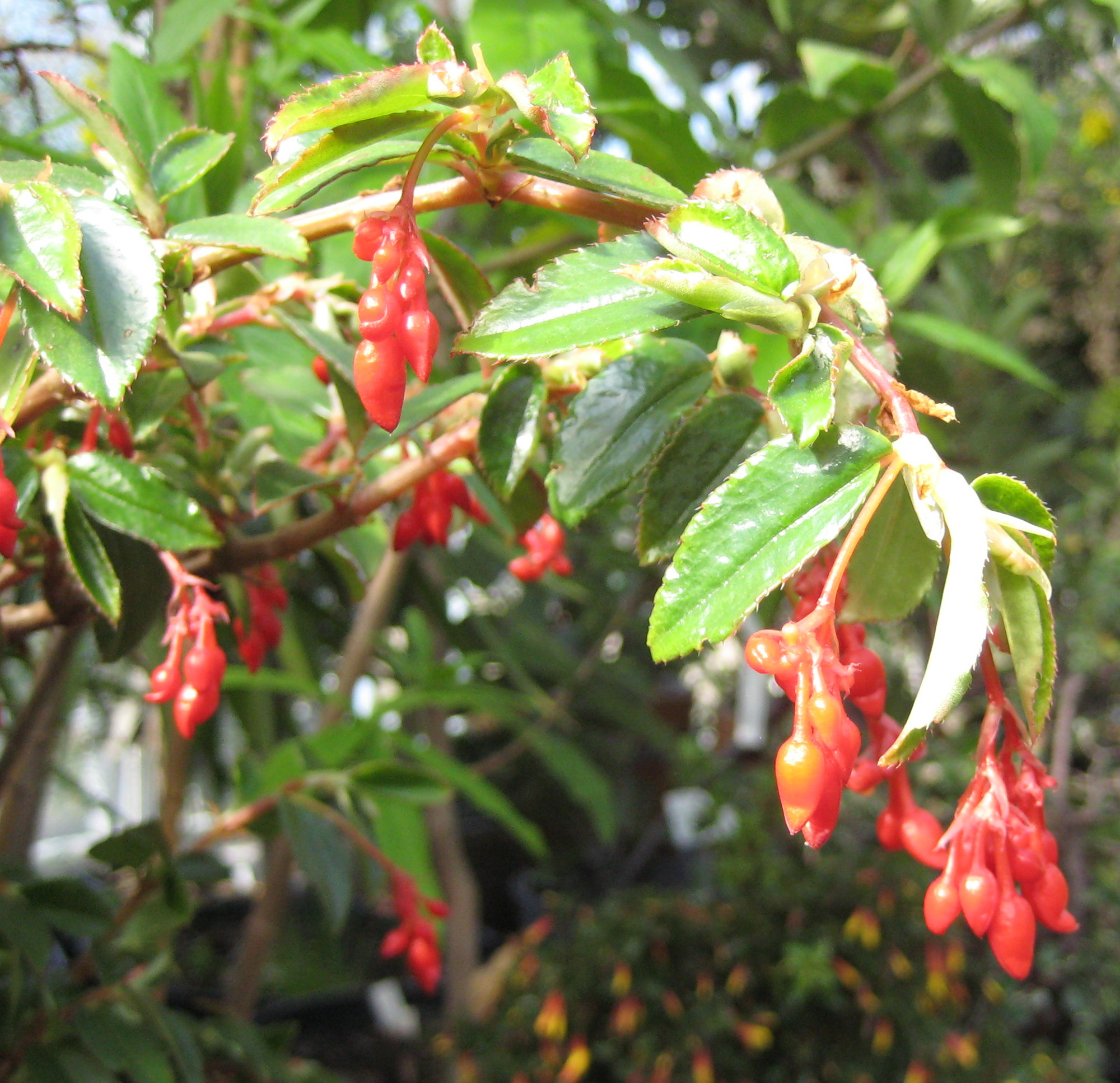
Begonia fuchsioides

- Begonia fagifolia Fisch. (Sektion Wageneria)
- Begonia falcifolia Hook. f. (Sektion Pritzelia)
- Begonia faliciloba Liebm. (Sektion Knesebeckia)
- Begonia fasciculata Jack (Sektion Petermannia)
- Begonia fasciculiflora Merr. (Sektion Petermannia)
- Begonia faustinoi Burt-Utley & Utley (Sektion Weilbachia)
- Begonia fellereriana Irmsch. (Sektion Pritzelia)
- Begonia fenicis Merr. (Sektion Diploclinium)
- Begonia fernaldiana L.B.Sm. & B.G.Schub. (Sektion Knesebeckia)
- Begonia fernandoi-costae Irmsch. (Sektion Pritzelia)
- Begonia ferramica N.Hallé (Sektion Scutobegonia)
- Begonia ferruginea L. f. (Sektion Casparya)
- Begonia festiva Craib (Sektion Diploclinium)
- Begonia fibrosa C.B.Clarke (Sektion Reichenheimia)
- Begonia fiebrigii C.DC. (Sektion Pritzelia)
- Begonia filibracteosa Irmsch. (Sektion Petermannia)
- Begonia filiformis Irmsch. (Sektion Coelocentrum)
- Begonia filipes Benth. (Sektion Doratometra)
- Begonia fimbriata Liebm. (Sektion Weilbachia)
- Begonia fimbristipula Hance (Sektion Diploclinium)
- Begonia fischeri Schrank (Syn.: Begonia patula auct.) (Sektion Begonia)
- Begonia fissistyla Irmsch. (Sektion Hydristyles)
- Begonia flacca Irmsch. (Sektion Petermannia)
- Begonia flaccidissima Kurz (Sektion Parvibegonia)
- Begonia flagellaris H.Hara (Sektion Diploclinium)
- Begonia flaviflora H. Hara (Sektion Platycentrum)
- Begonia flexicaulis Ridl. (Sektion Petermannia)
- Begonia flexula Ridl. (Sektion Petermannia)
- Begonia floccifera Bedd. (Sektion Reichenheimia)
- Begonia fluminensis Brade (Sektion Pritzelia)
- Begonia foliosa Kunth (Sektion Lepsia):
  - Begonia foliosa var. foliosa (Sektion Lepsia)
  - Begonia foliosa var. major (L.B.Sm.) Dorr (Sektion Lepsia)
  - Begonia foliosa var. microphylla (Klotzsch) Dorr (Syn.: Begonia microphylla A.DC., Lepsia microphylla Klotzsch) (Sektion Lepsia)
  - Begonia foliosa var. miniata (Planch. & Linden) L.B.Sm. & B. G.Schub. (Syn.: Begonia fuchsioides Hook., Begonia miniata Planch. & Linden) (Sektion Lepsia)
- Begonia fonsecae Standl. (Sektion Gireoudia)
- Begonia forbesii King (Sektion Reichenheimia)
- Begonia fordii Irmsch. (Sektion Diploclinium)
- Begonia forgetiana Hemsl. (Sektion Pritzelia)
- Begonia formosana (Hayata) Masam. (Syn.: Begonia laciniata var. formosana Hayata, Begonia tarokoensis M.J.Lai) (Sektion Platycentrum)
- Begonia formosissima Sandwith (Sektion Casparya)
- Begonia forrestii Irmsch. (Sektion Platycentrum)
- Begonia foveolata Irmsch. (Sektion Platycentrum)
- Begonia foxworthyi Burkill ex Ridl. (Sektion Reichenheimia)
- Begonia francisiae Ziesenh. (Sektion Weilbachia)
- Begonia francoisii Guillaumin (Sektion Quadrilobaria)
- Begonia fraseri Kiew (Sektion Platycentrum)
- Begonia friburgensis Brade (Sektion Pritzelia)
- Begonia froebelii A.DC. (Sektion Eupetalum)
- Begonia fruticella Ridl. (Sektion Petermannia)
- Begonia fruticosa (Klotzsch) A.DC. (Syn.: Trendelenburgia fruticosa Klotzsch) (Sektion Trendelenburgia)
- Begonia fuchsiiflora (A.DC.) A.I.Baranov & F.A.Barkley (Syn.: Casparya fuchsiiflora A.DC.) (Sektion Casparya)
- Begonia fuchsioides Hook.
- Begonia fulgens Lemoine (Sektion Eupetalum)
- Begonia fulvosetulosa Brade (Sektion Trachelocarpus)
- Begonia fulvovillosa Warb. (Syn.: Symbegonia fulvovillosa (Warb.) Warb.) (Sektion Symbegonia)
- Begonia furfuracea Hook. f. (Sektion Tetraphila)
- Begonia fusca Liebm. (Syn.: Begonia maxima hort. ex A.DC.) (Sektion Gireoudia)
- Begonia fuscisetosa Sands
- Begonia fuscocaulis Brade (Sektion Pritzelia)
- Begonia ×fuscomaculata A.E.Lange (= B. heracleifolia × B. strigillosa) (Sektion Gireoudia)
- Begonia fusialata Warb. (Sektion Tetraphila)
- Begonia fusibulba C.DC. (Sektion Quadriperigonia)
- Begonia fusicarpa Irmsch. (Sektion Tetraphila)
- Begonia fusocaulis Brade (Sektion Pritzelia)

## G

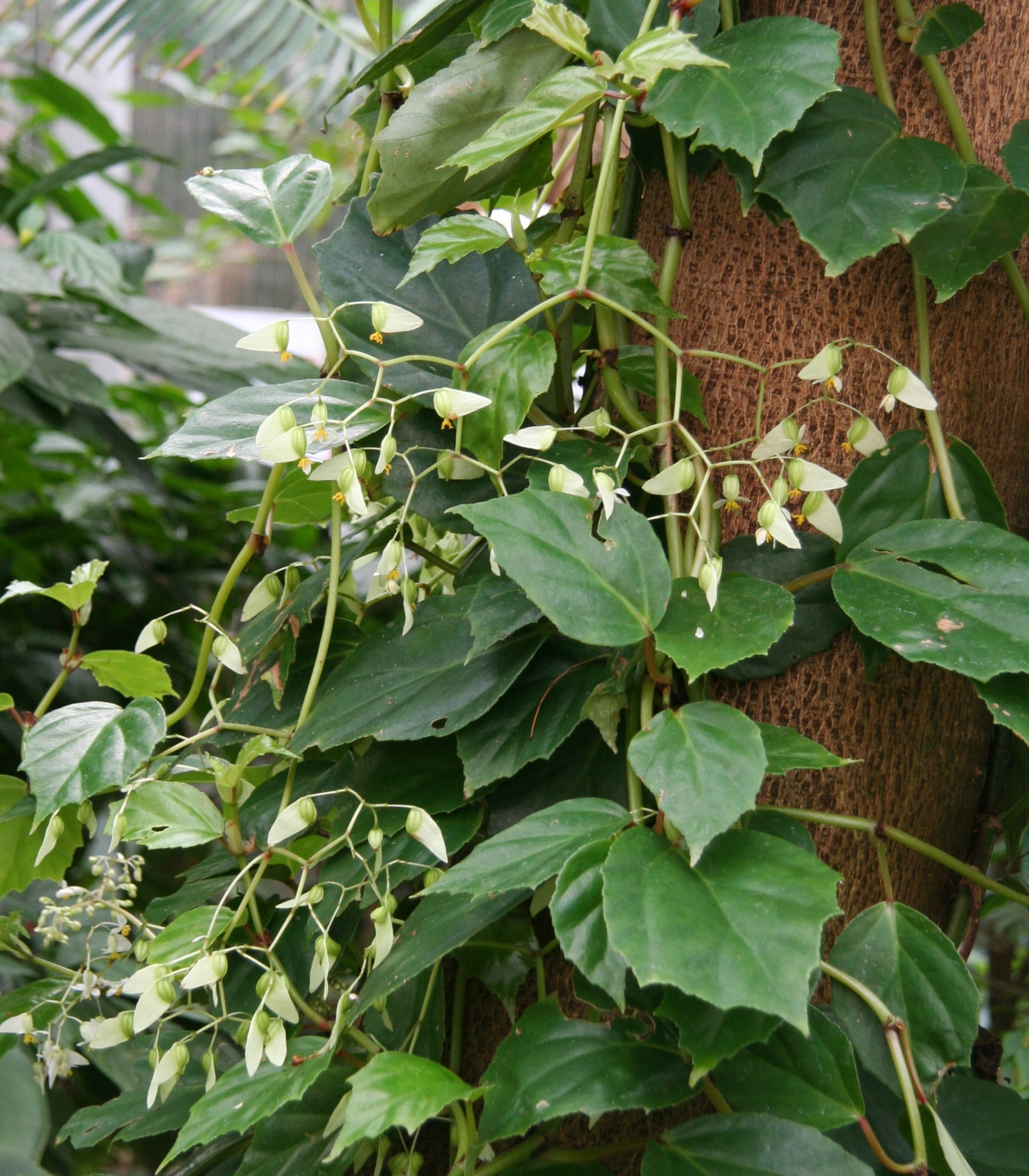
Kletter-Begonie (Begonia glabra)

- Begonia gabonensis J.J. de Wilde (Sektion Tetraphila)
- Begonia gagnepainiana Irmsch. (Sektion Platycentrum)
- Begonia gamolepis L.B.Sm. & B.G.Schub. (Sektion Casparya)
- Begonia garagarana C.DC. (Sektion Gireoudia)
- Begonia gardneri A.DC. (Sektion Pritzelia)
- Begonia garretti Craib (Sektion Diploclinium)
- Begonia garuvae L.B.Sm. & R.C.Sm. (Sektion Pritzelia)
- Begonia gehrtii Irmsch. (Sektion Pritzelia)
- Begonia gemella Warb. ex L.B.Sm. & Wassh. (Sektion Petermannia)
- Begonia geminiflora L.B.Sm. & Wassh. (Sektion Gobenia)
- Begonia gemmipara Hook. f. & Thomson (Sektion Putzeysia)
- Begonia gentilii De Wild. (Sektion Loasibegonia)
- Begonia geoffrayi Gagnep. (Sektion Diploclinium)
- Begonia geraniifolia Hook. (Sektion Eupetalum)
- Begonia geranioides Hook. f. (Sektion Augustia)
- Begonia gesnerioides L.B.Sm. & B.G.Schub. (Sektion Ruizopavonia)
- Begonia gilgiana Irmsch. (Sektion Petermannia)
- Begonia gitingensis Elmer (Sektion Diploclinium)
- Begonia glaberrima Urb. & Ekman (Sektion Begonia)
- Kletter-Begonie (Begonia glabra) Aubl. (Sektion Wageneria)
- Begonia glabricaulis Irmsch. (Sektion Petermannia)
- Begonia glandulifera Griseb. (Sektion Begonia)
- Begonia glandulosa Hook. (Sektion Platycentrum)
- Begonia glauca (Klotzsch) Ruiz & Pav. ex A.DC. (Syn.: Pritzelia glauca Klotzsch) (Sektion Cyathocnemis)
- Begonia glaucoides Irmsch. (Sektion Ruizopavonia)
- Begonia glechomifolia C.M.Hu (Sektion Diploclinium)
- Begonia goegoensis N.E.Br. (Sektion Reichenheimia)
- Begonia gomantongensis Kiew (Sektion Reichenheimia)
- Begonia goniotis C.B.Clarke (Sektion Platycentrum)
- Begonia gossweileri Irmsch. (Sektion Filicibegonia)
- Begonia goudotii A.DC. (Sektion Quadrilobaria)
- Begonia gracilior Burt-Utley & McVaugh (Sektion Quadriperigonia)
- Begonia gracilipes Merr. (Petermannia)
- Begonia gracilis Kunth (Sektion Quadriperigonia)
- Begonia gracillima A.DC. (Sektion Eupetalum)
- Begonia grandibracteolata Irmsch. (Sektion Gobenia)
- Begonia grandipetala Irmsch. (Sektion Petermannia)
- Begonia grandis Dryand. (Sektion Diploclinium):
  - Begonia grandis subsp. evansiana (Andrews) Irmsch. (Syn.: Begonia evansiana Andrews) (Sektion Diploclinium)
  - Begonia grandis subsp. sinensis (A.DC.) Irmsch. (Syn.: Begonia sinensis A.DC.) (Sektion Diploclinium)
- Begonia grantiana Craib (Sektion Parvibegonia)
- Begonia grata E.T.Geddes ex Craib (Sektion Parvibegonia)
- Begonia griffithiana (A.DC.) Warb. (Syn.: Mezierea griffithiana A.DC.) (Sektion Monopteron)
- Begonia grisea A.DC. (Sektion Pritzelia)
- Begonia groenewegensis hort. ex Koch & Fintelm.
- Begonia guaduensis Kunth (Sektion Ruizopavonia)
- Begonia guangxinensis C.Y.Wu (Sektion Coelocentrum)
- Begonia gueritziana Gibbs (Sektion Reichenheimia)
- Begonia guishanensis S.H.Huang & Y.M.Shui (Syn.: Begonia rhodophylla C.Y.Wu) (Sektion Diploclinium)
- Begonia gulinqingensis S.H.Huang & Y.M.Shui (Syn.: Begonia brevicaulis T.C.Ku, Begonia sinobrevicaulis T.C.Ku) (Sektion Diploclinium)
- Begonia gungshaniensis C.Y.Wu (Sektion Platycentrum)
- Begonia gunnerifolia Linden
- Begonia guttata Wall. ex A.DC. (Sektion Parvibegonia)

## H

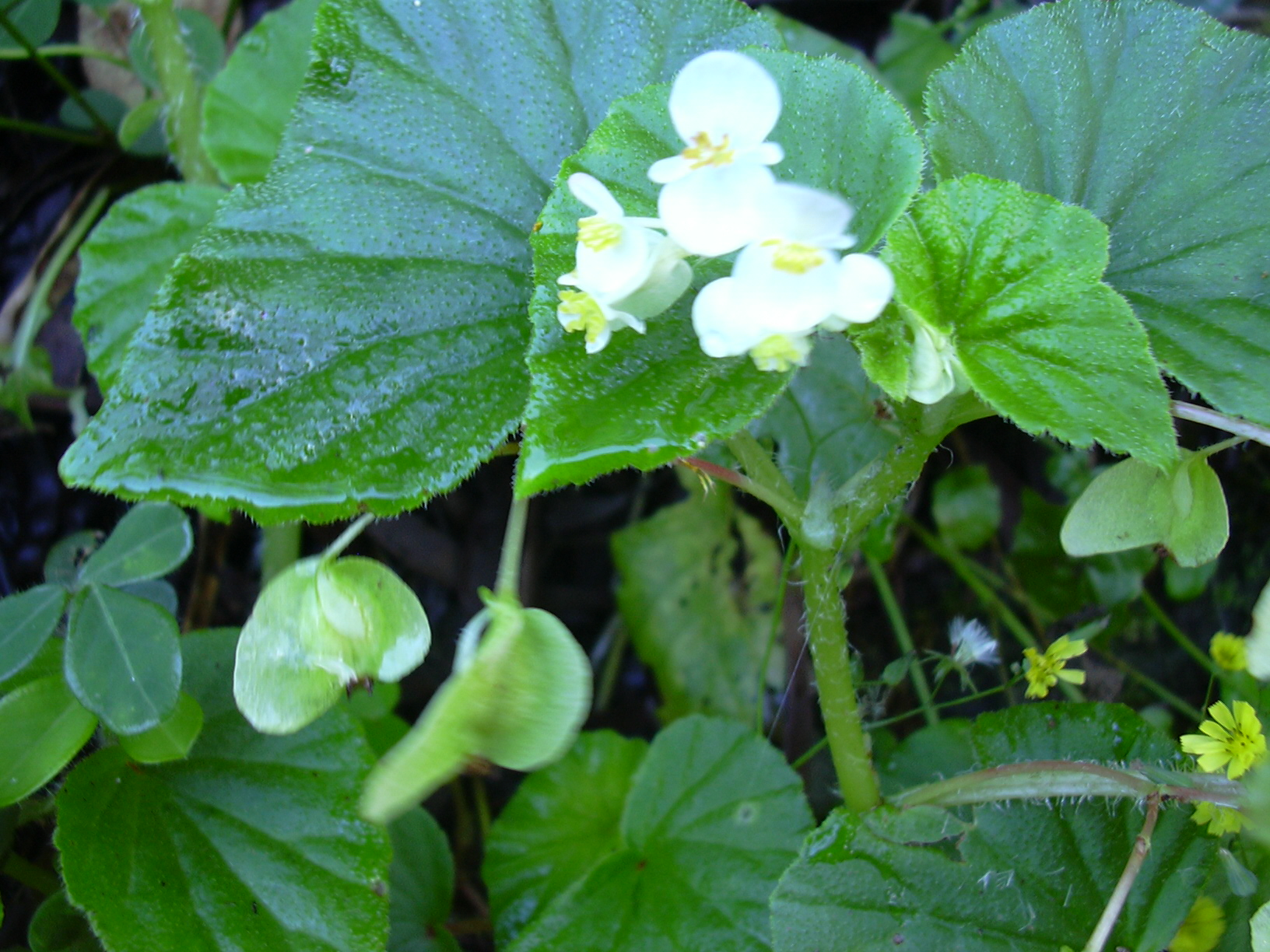
Begonia hirtella
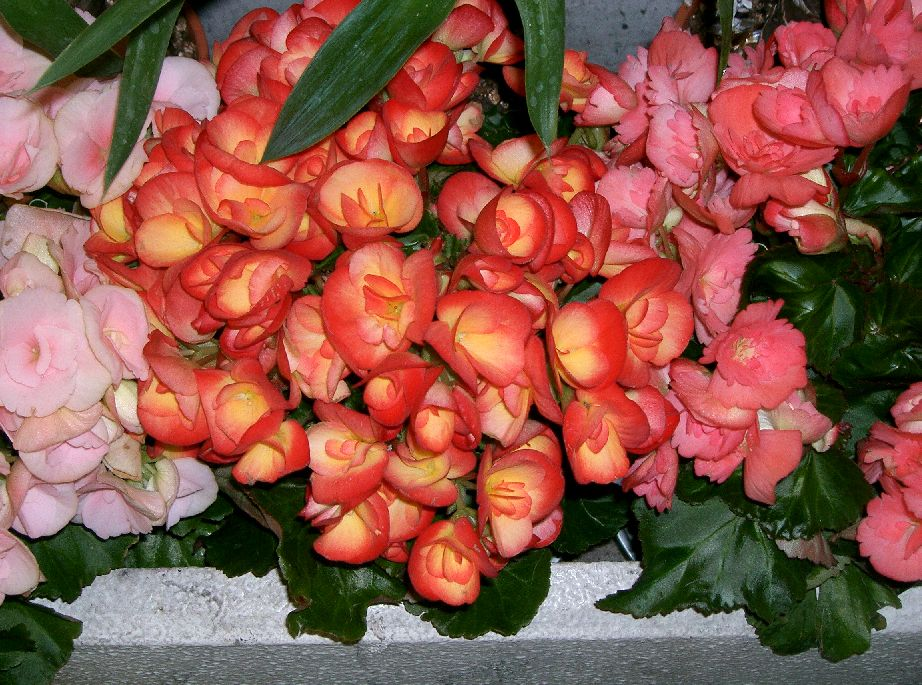
Die Elatior-Begonie (Begonia ×hiemalis Fotsch, Syn.: Begonia ×elatior hort.), ist eine der häufigsten blühenden Zimmerpflanzen.

- Begonia hainanensis Chun & F.Chun (Sektion Petermannia)
- Begonia halconensis Merr. (Sektion Petermannia)
- Begonia handroi Brade (Sektion Pritzelia)
- Begonia haniffii Burkill (Sektion Parvibegonia)
- Begonia harlingii L.B.Sm. & Wassh. (Sektion Begonia)
- Begonia harmandii Gagnep. (Sektion Reichenheimia)
- Begonia hasskarliana (Miq.) A.DC. (Syn.: Diploclinium hasskarlianum Miq.) (Sektion Reichenheimia)
- Begonia hassleri C.DC. (Sektion Begonia)
- Begonia hatacoa Buch.-Ham. ex D.Don (Syn.: Begonia rubronervia hort. ex Klotzsch, nom. inval., Begonia rubrovenia Hook.) (Sektion Platycentrum)
- Begonia havilandii Ridl. (Sektion Diploclinium)
- Begonia hayatae Gagnep. (Sektion Sphenanthera)
- Begonia hekouensis S.H.Huang (Syn.: Begonia gesnerioides S.H.Huang & Y.M.Shui) (Sektion Platycentrum)
- Begonia heliostrophe Kiew (Sektion Petermannia)
- Begonia heloisana Brade (Sektion Donaldia)
- Begonia hemsleyana Hook. f. (Sektion Platycentrum)
- Begonia henryi Hemsl. (Sektion Reichenheimia)
- Begonia heracleifolia Cham. & Schltdl. (Sektion Gireoudia)
- Begonia herbacea Vell. (Sektion Trachelocarpus)
- Begonia heringeri Brade (Sektion Pritzelia)
- Begonia hernandioides Merr. (Sektion Diploclinium)
- Begonia herrerae L.B.Sm. & B.G.Schub. (Sektion Eupetalum)
- Begonia herteri Irmsch.
- Begonia herveyana King (Sektion Petermannia)
- Begonia heterochroma Sosef (Sektion Loasibegonia)
- Begonia heteroclinis Miq. ex Koord. (Sektion Sphenanthera)
- Begonia heteropoda Baker (Sektion Quadrilobaria)
- Begonia hexandra Irmsch. (Sektion Semibegoniella)
- Begonia hexaptera Sands
- Begonia heydei C.DC. (sect. Urniformia)

- Begonia ×hiemalis Fotsch (Syn.: Begonia ×elatior hort.)
- Begonia hilariana A.DC. (Sektion Pritzelia)
- Begonia hintoniana L.B.Sm. & B.G.Schub. (Sektion Knesebeckia)
- Begonia hirsuta Aubl. (Sektion Doratometra)
- Begonia hirsuticaulis Irmsch. (Sektion Petermannia)
- Begonia hirsutula Hook. f. (Sektion Scutobegonia)
- Begonia hirta (Klotzsch) L.B.Sm. & B.G.Schub. (Syn.: Casparya hirta Klotzsch) (Sektion Casparya)
- Begonia hirtella Link (Sektion Doratometra)
- Begonia hispida Schott ex A.DC. (Sektion Pritzelia):
  - Begonia hispida var. cucullifera Irmsch. (Sektion Pritzelia)
- Begonia hispidissima Zipp. ex Koord. (Sektion Petermannia)
- Begonia hispidivillosa Ziesenh. (Sektion Gireoudia)
- Begonia hitchcockii Irmsch. (Sektion Gobenia)
- Begonia hochbaumii hort. ex Ed.Otto
- Begonia hoehneana Irmsch.
- Begonia holmnielseniana L.B.Sm. & Wassh. (Sektion Semibegoniella)
- Begonia holosericea Teijsm. & Binn. (Sektion Petermannia)
- Begonia holtonis A.DC. (Sektion Ruizopavonia)
- Begonia holttumii Irmsch. (Sektion Petermannia)
- Begonia homonyma Steud. (Sektion Augustia)
- Begonia hondurensis Burt-Utley & Utley (Sektion Weilbachia)
- Begonia hookeriana Gardner (Sektion Pritzelia)
- Begonia horsfieldii Miq. ex A.DC. (Sektion Petermannia)
- Begonia horticola Irmsch. (Sektion Tetraphila)
- Begonia houttuynioides T.T.Yu (Sektion Platycentrum)
- Begonia howii Merr. & Chun (Sektion Platycentrum)
- Begonia huberti Ziesenh. (Sektion Gireoudia)
- Begonia hugelii (Klotzsch) hort. ex A.DC. (Syn.: Wageneria hugelii Klotzsch) (Sektion Pritzelia)
- Begonia hullettii Ridl. (Sektion Petermannia)
- Begonia humbertii Keraudren (Sektion Mezierea)
- Begonia humboldtiana Gibbs (Sektion Petermannia)
- Begonia humilicaulis Irmsch. (Sektion Petermannia)
- Begonia humilis Aiton
- Begonia humillima L.B.Sm. & Wassh.
- Begonia hydrocotylifolia Otto ex Hook. (Sektion Gireoudia)
- Begonia hydrophylloides L.B.Sm. & B.G.Schub. (Sektion Knesebeckia)
- Begonia hymenocarpa C.Y.Wu (Sektion Diploclinium)
- Begonia hymenophylla Gagnep. (Sektion Reichenheimia)
- Begonia hymenophylloides Kingdon-Ward ex L.B.Sm. & Wassh. (Sektion Diploclinium)

## I
- Begonia ignea Warsz. ex A.DC. (Sektion Knesebeckia)
- Begonia ignorata Irmsch. (Sektion Reichenheimia)
- Begonia imbricata Sands (Sektion Petermannia)
- Begonia imitans Irmsch. (Sektion Diploclinium)
- Begonia imperfecta Irmsch. (Sektion Petermannia)
- Begonia imperialis Lem. (Sektion Weilbachia)
- Begonia incarnata Link & Otto (Sektion Knesebeckia)
- Begonia incerta Craib (Sektion Diploclinium)
- Begonia incisa A.DC. (Sektion Petermannia)
- Begonia incisoserrata A.DC. (Sektion Scheidweileria)
- Begonia incondita Craib (Sektion Diploclinium)
- Begonia inconspicua Brade (Sektion Wageneria)
- Begonia inculta Irmsch. (Sektion Pritzelia)
- Begonia inostegia Stapf (Sektion Petermannia)
- Begonia insularis Brade (Sektion Pritzelia)
- Begonia insularum Irmsch. (Sektion Petermannia)
- Begonia integerrima Spreng. (Sektion Solananthera)
- Begonia integrifolia Dalzell (Sektion Platycentrum)
- Begonia intermixta Irmsch. (Sektion Reichenheimia)
- Begonia inversa Irmsch. (Sektion Diploclinium)
- Begonia involucrata Liebm. (Syn.: Begonia metachroa Fotsch) (Sektion Gireoudia)
- Begonia ionophylla Irmsch. (Sektion Diploclinium)
- Begonia iridescens Dunn (Sektion Platycentrum)
- Begonia irmscheri L.B.Sm. & B.G.Schub. (Sektion Semibegoniella)
- Begonia isabelensis Quisumb. & Merr. (Sektion Diploclinium)
- Begonia isalensis Humbert ex Keraudren & Bosser (Sektion Quadrilobaria)
- Begonia isoptera Dryand. ex Sm. (Sektion Petermannia)
- Begonia isopterocarpa Irmsch. (Sektion Pritzelia)
- Begonia isopteroidea King (Sektion Petermannia)
- Begonia itaguassuensis Brade (Sektion Pritzelia)
- Begonia itatiaiensis Brade (Sektion Pritzelia)
- Begonia itatinensis Irmsch. ex Brade (Sektion Pritzelia)
- Begonia itupavensis Brade (Sektion Pritzelia)
- Begonia iucunda Irmsch.

## J

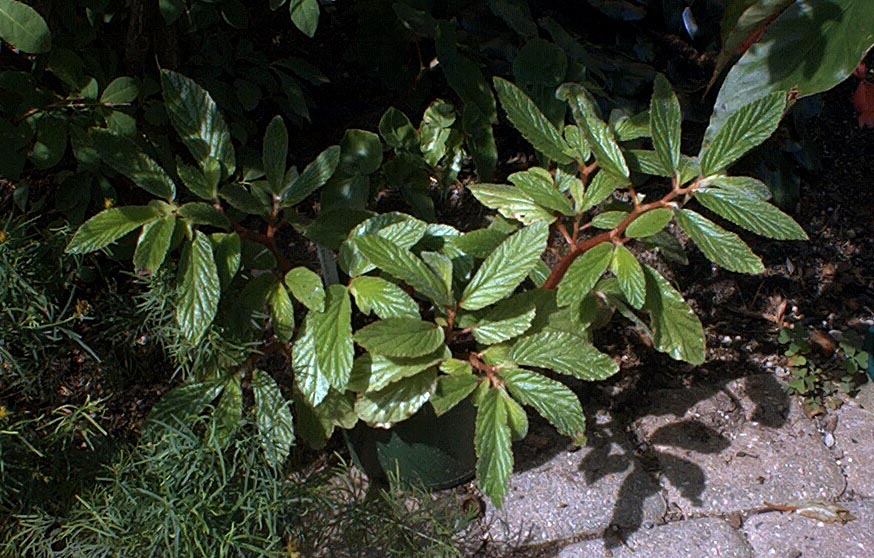
Begonia jairii

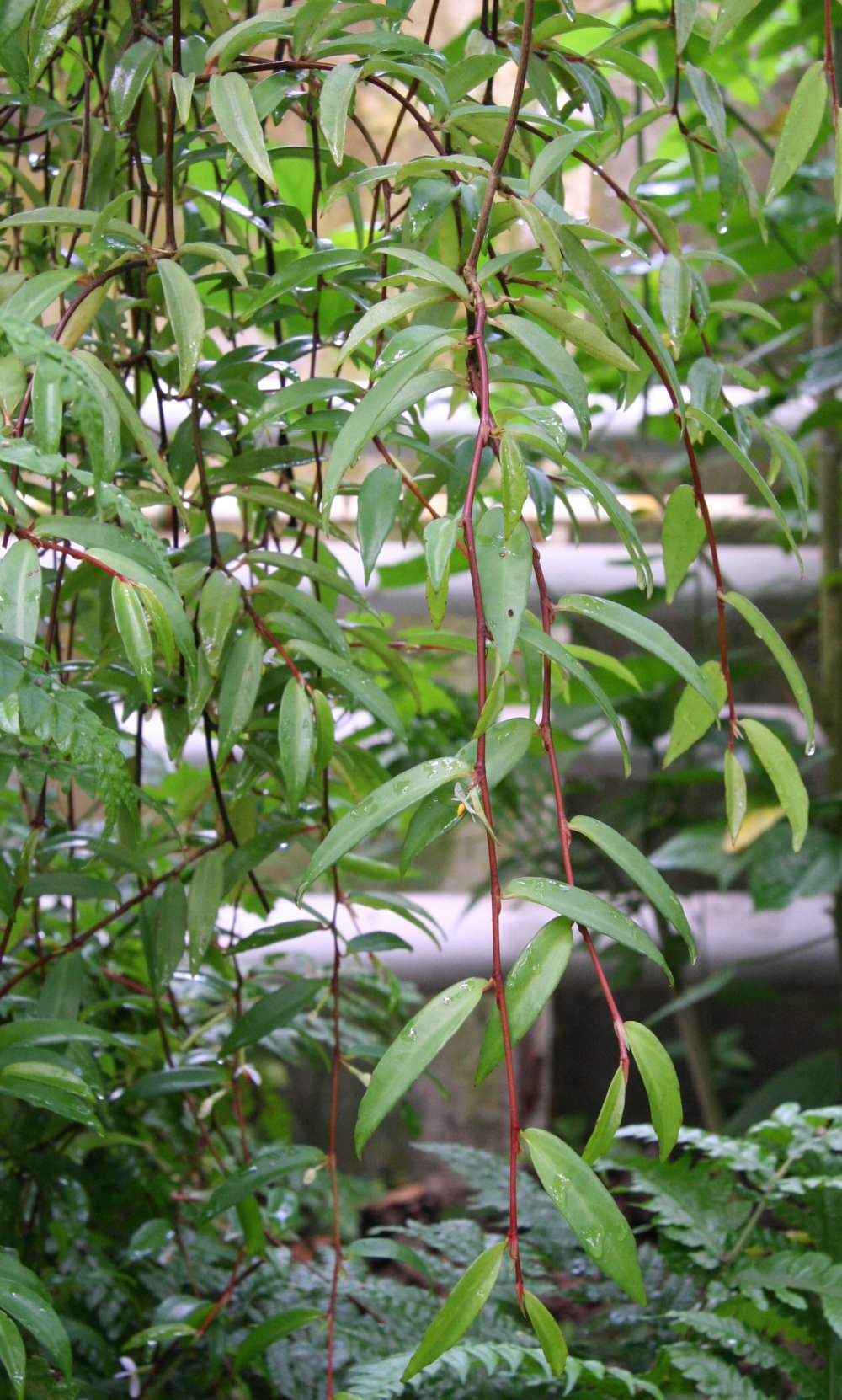
Begonia jussiaeicarpa

- Begonia jagorii Warb. (Sektion Petermannia)
- Begonia jairii Brade (Sektion Donaldia)
- Begonia jaliscana Burt-Utley (Sektion Gireoudia)
- Begonia jamaicensis A.DC. (Sektion Begonia)
- Begonia jenmanii Tutin (Sektion Pilderia)
- Begonia jocelinoi Brade (Sektion Pritzelia)
- Begonia johnstonii Oliv. ex Hook. f. (Sektion Rostrobegonia)
- Begonia josephii A.DC. (Sektion Diploclinium)
- Begonia juliana Loefgr. ex Irmsch. (Sektion Pritzelia)
- Begonia juninensis Irmsch. (Sektion Ruizopavonia)
- Begonia juntasensis Kuntze (Sektion Hydristyles)
- Begonia jureiensis (Sektion Gaerdtia)
- Begonia jussiaeicarpa Warb.

## K
- Begonia kalabenonensis Humbert ex Keraudren & Bosser (Sektion Muscibegonia)
- Begonia kalbreyeri L.B.Sm. & B.G.Schub. (Sektion Semibegoniella)
- Begonia kaniensis Irmsch. (Sektion Diploclinium)
- Begonia karperi Arends (Sektion Tetraphila)
- Begonia karwinskyana A.DC. (Sektion Gireoudia)
- Begonia kautskyana Handro (Sektion Pritzelia)
- Begonia keeana Kiew (Sektion Petermannia)
- Begonia keithii Kiew (Sektion Petermannia)
- Begonia kellermanii C.DC. (Sektion Gireoudia)
- Begonia kelliana Irmsch. (Sektion Petermannia)
- Begonia keniensis Gilg ex Engl. (Sektion Rostrobegonia)
- Begonia kenworthyae Ziesenh. (Sektion Gireoudia)
- Begonia keraudrenae Bosser (Sektion Erminea)
- Begonia kerrii Craib (Sektion Diploclinium)
- Begonia kerstingii Irmsch. (Sektion Petermannia)
- Begonia khasiana C.B.Clarke
- Begonia killipiana L.B.Sm. & B.G.Schub. (Sektion Semibegoniella)
- Begonia kinabulunesis Sands (Sektion Petermannia)
- Begonia kingiana Irmsch. (Sektion Ridleyella)
- Begonia kisuluana Büttner (Sektion Tetraphila)
- Begonia klemmei Merr. (Sektion Diploclinium)
- Begonia klossii Ridl. (Sektion Platycentrum)
- Begonia knoopii Ziesenh. (Sektion Gireoudia)
- Begonia komoensis Irmsch. (Sektion Tetraphila)
- Begonia konder-reisiana L.B.Sm. & R.C.Sm. (Sektion Begonia)
- Begonia koordersii Warb. ex L.B.Sm. & Wassh. (Sektion Petermannia)
- Begonia kortsiae Ziesenh. (Sektion Gireoudia)
- Begonia kouy-tcheouensis Guillaumin (Sektion Platycentrum)
- Begonia kuhlmannii Brade (Sektion Knesebeckia)
- Begonia kunthiana Walp. (Sektion Gaerdtia)

## L
- Begonia labordei Lév. (Sektion Diploclinium)
- Begonia laccophora Sands
- Begonia lacera Merr. (Sektion Petermannia)
- Begonia lacerata Irmsch. (Sektion Platycentrum)
- Begonia lachaoensis Ziesenh. (Sektion Knesebeckia)
- Begonia lacunosa Warb. (Sektion Scutobegonia)
- Begonia lacustris Irmsch. ex Peekel, nom. inval. (Sektion Petermannia)
- Begonia laevis Ridl. (Sektion Petermannia)
- Begonia lagunensis Elmer (Sektion Petermannia)
- Begonia lambii Kiew (Sektion Petermannia)
- Begonia laminariae Irmsch. (Sektion Platycentrum)
- Begonia lancangensis S.H.Huang (Sektion Sphenanthera)
- Begonia lanceolata Vell. (Sektion Trachelocarpus)
- Begonia lancifolia Merr. (Sektion Petermannia)
- Begonia lancilimba Merr. (Sektion Diploclinium)
- Begonia langbianensis Baker f. (Sektion Platycentrum)
- Begonia lansbergeae L.Linden & Rodigas (Sektion Diploclinium)
- Begonia lanstyakii Brade (Sektion Begonia)
- Begonia lanternaria Irmsch. (Sektion Coelocentrum)
- Begonia laporteifolia Warb. (Sektion Scutobegonia)
- Begonia larorum L.B.Sm. & Wassh. (Sektion Pritzelia)
- Begonia latistipula Merr. (Sektion Petermannia)
- Begonia lauterbachii Warb. (Sektion Petermannia)
- Begonia laxa L.B. m. & B.G.Schub. (Sektion Cyathocnemis)
- Begonia layang-layang Kiew (Sektion Petermannia)
- Begonia lazat Kiew & Azmi (Sektion Petermannia)
- Begonia lealii Brade (Sektion Pritzelia)
- Begonia leandrii Humbert ex Keraudren & Bosser (Sektion Quadrilobaria)
- Begonia leathermaniae O’Reilly & Kareg. (Sektion Knesebeckia)
- Begonia lecomtei Gagnep.
- Begonia ledermannii Irmsch. (Sektion Petermannia)
- Begonia lehmannii (Irmsch.) L.B.Sm. & B.G.Schub. (Syn.: Begoniella lehmannii Irmsch.) (Sektion Semibegoniella)
- Begonia leivae J.Sierra (Sektion Begonia)
- Begonia lemurica Keraudren (Sektion Erminea)
- Begonia lepida Blume (Sektion Bracteibegonia)
- Begonia lepidella Ridl. (Sektion Petermannia)
- Begonia leprosa Hance (Sektion Leprosae)
- Begonia leptantha C.B.Rob. (Sektion Petermannia)
- Begonia leptophylla Taub.
- Begonia leptoptera H.Hara (Sektion Diploclinium)
- Begonia leptostyla Irmsch. (Sektion Ruizopavonia)
- Begonia letestui J.J. de Wilde (Sektion Tetraphila)
- Begonia letouzeyi Sosef (Sektion Loasibegonia)
- Begonia leucantha Ridl. (Sektion Parvibegonia)
- Begonia leucochlora Sands
- Begonia leuconeura Urb. & Ekman (Sektion Begonia)
- Begonia leucosticta Warb. (Sektion Petermannia)
- Begonia leucotricha Sands
- Begonia libanensis Urb. (Sektion Begonia)
- Begonia libera L.B.Sm. & B.G.Schub. (Sektion Semibegoniella)
- Begonia lignescens Morton (Sektion Ruizopavonia)
- Begonia limprichtii Irmsch. (Sektion Platycentrum)
- Begonia lindleyana Walp. (Sektion Gireoudia)
- Begonia lindmanii Brade (Sektion Begonia)
- Begonia linearifolia J.Sierra (Sektion Begonia)
- Begonia lineolata Brade (Sektion Pritzelia)
- Begonia lipingensis Irmsch. (Sektion Platycentrum)
- Begonia lipolepis L.B.Sm. (Sektion Casparya)
- Begonia listada L.B.Sm. & Wassh. (Sektion Pritzelia)
- Begonia lithophila C.Y.Wu (Sektion Reichenheimia)
- Begonia littleri Merr. (Sektion Platycentrum)
- Begonia lobbii A.DC. (Sektion Reichenheimia)
- Begonia loheri Merr. (Sektion Petermannia)
- Begonia lomensis Britton & Wilson (Sektion Begonia)
- Begonia longanensis C.Y.Wu (Sektion Platycentrum)
- Begonia longialata K.Y.Guan & D.K.Tian (Sektion Platycentrum)
- Begonia longibarbata Brade (Sektion Pritzelia)
- Begonia longibractea Merr. (Sektion Petermannia)
- Begonia longicarpa K.Y.Guan & D.K.Tian (Sektion Leprosae)
- Begonia longicaulis Ridl. (Sektion Platycentrum)
- Begonia longifolia Blume (Syn.: Begonia crassirostris Irmsch., Begonia inflata C.B.Clarke, Begonia tricornis Ridl., Begonia trisulcata (A.DC.) Warb., Casparya trisulcata A.DC.) (Sektion Sphenanthera)
- Begonia longimaculata Irmsch. (Sektion Knesebeckia)
- Begonia longinoda Merr. (Sektion Diploclinium)
- Begonia longipedunculata Golding & Kareg. (Sektion Platycentrum)
- Begonia longipetiolata Gilg (Sektion Tetraphila)
- Begonia longirostris Benth. (Sektion Semibegoniella)
- Begonia longiscapa Warb. (Sektion Diploclinium)
- Begonia longiseta Irmsch. (Sektion Petermannia)
- Begonia longistipula Merr. (Sektion Petermannia)
- Begonia longovillosa A.DC. (Sektion Diploclinium)
- Begonia lopensis Sosef & Leal (Sektion Scutobegonia)
- Begonia lophoptera Rolfe (Sektion Cyathocnemis)
- Begonia loranthoides Hook. f. (Sektion Tetraphila)
- Begonia louis-williamsii Burt-Utley (Sektion Gireoudia)
- Begonia lowiana King (Sektion Platycentrum)
- Begonia lubbersii E.Morren (Sektion Gaerdtia)
- Begonia lucidissima Golding & Kareg. (Sektion Begonia)
- Begonia lucifuga Irmsch. (Sektion Cyathocnemis)
- Begonia ludicra A.DC. (Sektion Weilbachia)
- Begonia ludwigii Irmsch. (Sektion Knesebeckia)
- Begonia lugonis L.B. Sm. & Wassh. (Sektion Knesebeckia)
- Begonia lukuana Y.C.Liu & C.H.Ou (Sektion Diploclinium)
- Begonia lunatistyla Irmsch. (Sektion Petermannia)
- Begonia lushaiensis C.E.C.Fisch. (Sektion Diploclinium)
- Begonia lutea L.B.Sm. & B.G.Schub. (Sektion Eupetalum)
- Begonia luxurians Scheidw. (Sektion Scheidweileria)
- Begonia luzhaiensis T.C.Ku (Sektion Coelocentrum)
- Begonia luzonensis Warb. (Sektion Diploclinium)
- Begonia lyallii A.DC. (Sektion Nerviplacentaria)
- Begonia lyman-smithii Burt-Utley & Utley (Sektion Gireoudia)
- Begonia lyniceorum Burt-Utley (Sektion Weilbachia)

## M

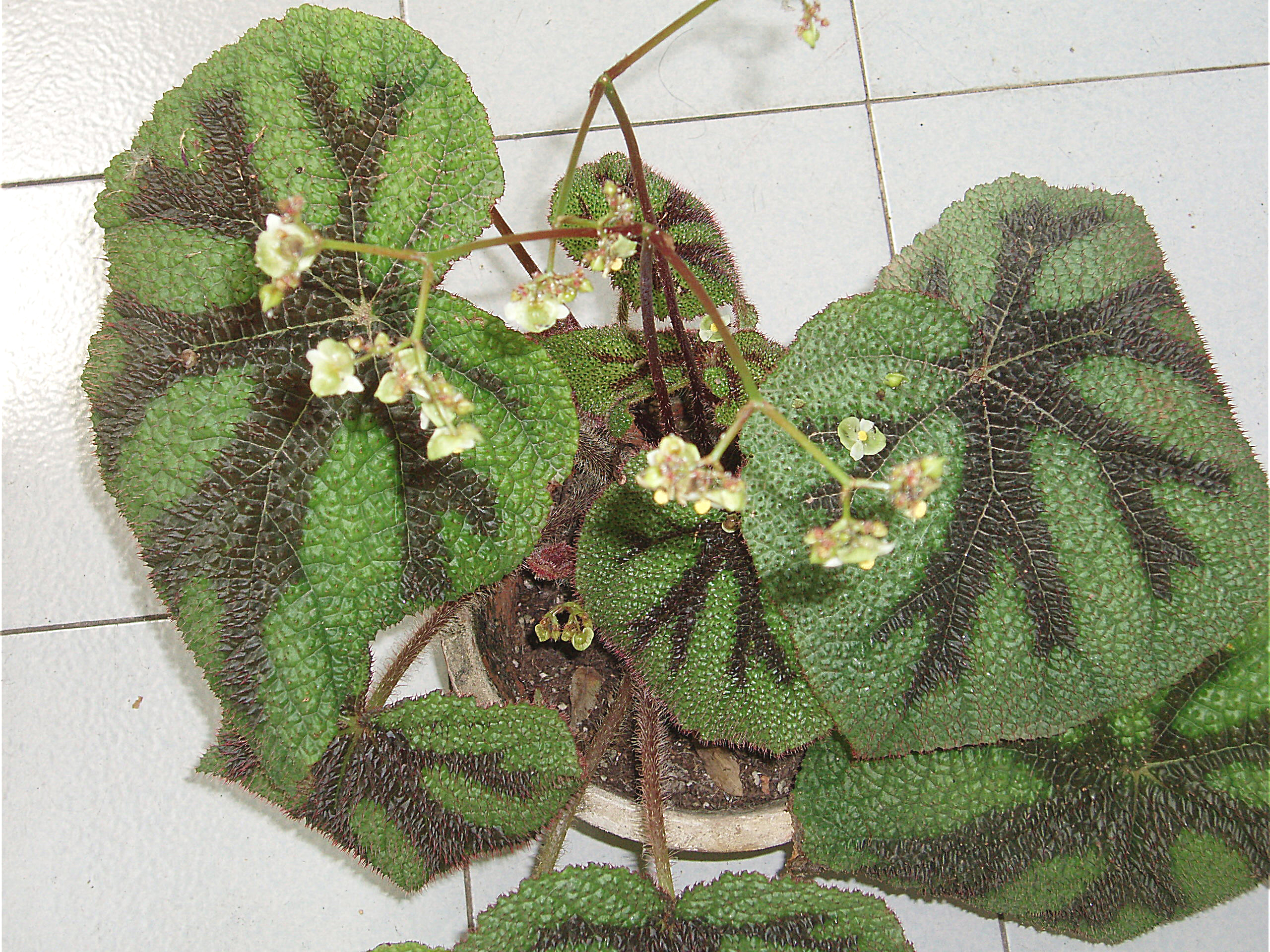
Begonia masoniana
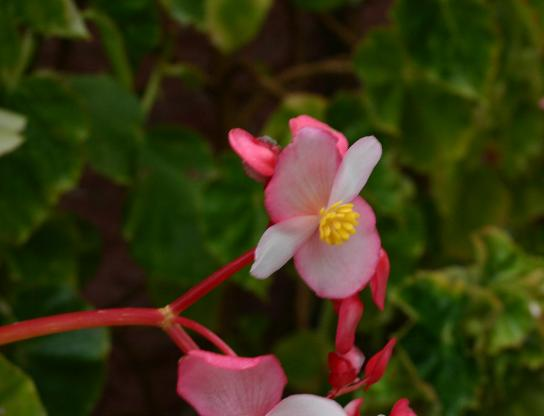
Begonia minor

- Begonia macahensis Glaz.
- Begonia macduffieana L.B.Sm. & B.G.Schub. (Sektion Gaerdtia)
- Begonia macgregorii Merr. (Sektion Petermannia)
- Begonia machrisiana L.B.Sm. & B.G.Schub. (Sektion Cyathocnemis)
- Begonia macra A.DC. (Sektion Eupetalum)
- Begonia macrocarpa Warb. (Sektion Filicibegonia)
- Begonia macrotoma Irmsch. (Sektion Platycentrum)
- Begonia maculata Raddi (Sektion Gaerdtia)
- Begonia madaiensis Kiew (Sektion Petermannia)
- Begonia madecassa Keraudren (Sektion Nerviplacentaria)
- Begonia maestrensis Urb. (Sektion Begonia)
- Begonia magdalenae L.B.Sm. & B.G.Schub. (Sektion Cyathocnemis)
- Begonia magdalenensis Brade (Sektion Pritzelia)
- Begonia maguanensis S.H.Huang & Y.M.Shui (Sektion Platycentrum)
- Begonia majungaensis Guillaumin (Sektion Nerviplacentaria)
- Begonia malabarica Lam.
- Begonia malachosticta Sands (Sektion Petermannia)
- Begonia malindangensis Merr. (Sektion Petermannia)
- Begonia malipoensis S.H.Huang & Y.M.Shui (Sektion Diploclinium)
- Begonia malmquistiana Irmsch. (Sektion Petermannia)
- Begonia mananjebensis Humbert ex Bosser & Keraudren (Sektion Quadrilobaria)
- Begonia mangorensis Humbert ex Bosser & Keraudren (Sektion Nerviplacentaria)
- Begonia manhaoensis S.H.Huang & Y.M.Shui (Sektion Platycentrum)
- Begonia manicata Brongn. ex Cels:
  - Begonia manicata var. aureomaculata Ziesenh. (Sektion Alicida)
  - Begonia manicata var. manicata (Sektion Alicida)
- Begonia manillensis A.DC. (Sektion Diploclinium)
- Begonia mannii Hook. f.
- Begonia maracayuensis Parodi
- Begonia mariae L.B.Sm. (Sektion Casparya)
- Begonia mariannensis Wassh. & McLellan (Sektion Knesebeckia)
- Begonia mariti Burt-Utley (Sektion Gireoudia)
- Begonia marnieri Keraudren (Sektion Nerviplacentaria)
- Begonia marojejyensis Humbert (Sektion Erminea)
- Begonia martabanica A.DC. (Sektion Parvibegonia)
- Begonia masarangensis Irmsch. (Sektion Petermannia)
- Begonia masoniana Irmsch. (Sektion Coelocentrum)
- Begonia maurandiae A.DC. (Sektion Gobenia)
- Begonia maxwelliana King (Sektion Platycentrum)
- Begonia mayasiana L.B.Sm. & B.G.Schub. (Sektion Knesebeckia)
- Begonia maynensis A.DC. (Sektion Knesebeckia)
- Begonia mazae Ziesenh. (Sektion Gireoudia)
- Begonia mbangaensis Sosef (Sektion Scutobegonia)
- Begonia mearnsii Merr. (Sektion Petermannia)
- Begonia media Merr. & L.M.Perry (Sektion Petermannia)
- Begonia medusae Linden
- Begonia megacarpa Merr. (Sektion Petermannia)
- Begonia megalantha Merr. (Sektion Petermannia)
- Begonia megalophyllaria C.Y.Wu (Sektion Platycentrum)
- Begonia megaptera A.DC.
- Begonia melikopia Kiew (Sektion Petermannia)
- Begonia membranacea A.DC. (Sektion Pritzelia)
- Begonia mengtzeana Irmsch. (Sektion Platycentrum)
- Begonia meridensis A.DC. (Sektion Ruizopavonia)
- Begonia merrittii Merr. (Sektion Petermannia)
- Begonia metallica W.G.Sm. (Sektion Pritzelia)
- Begonia mexicana H.Karst. ex Fotsch
- Begonia meyeri-johannis Engl. (Sektion Mezierea)
- Begonia meysselliana Linden
- Begonia michoacana L.B.Sm. & B.G.Schub. (Sektion Knesebeckia)
- Begonia micranthera Griseb. (Sektion Eupetalum)
- Begonia micranthera var. fimbriata L.B.Sm. & B.G.Schub. (Sektion Eupetalum)
- Begonia micranthera var. hieronymi L.B.Sm. & B.G.Schub. (Sektion Eupetalum)
- Begonia microcarpa A.DC. (Sektion Knesebeckia)
- Begonia microptera Hook. f.
- Begonia microsperma Warb. (Sektion Loasibegonia)
- Begonia mildbraedii Gilg (Sektion Sektion)
- Begonia militaris L.B.Sm. & B.G.Schub.
- Begonia mindanaensis Warb. (Sektion Petermannia)
- Begonia mindorensis Merr. (Sektion Diploclinium)
- Begonia minicarpa H.Hara (Sektion Diploclinium)
- Begonia minjemensis Irmsch. (Sektion Diploclinium)
- Begonia minor Jacq. (Sektion Begonia)
- Begonia minuta Sosef (Sektion Loasibegonia)
- Begonia minutifolia N.Hallé (Sektion Filicibegonia)
- Begonia miranda Irmsch. (Sektion Diploclinium)
- Begonia modestiflora Kurz (Sektion Diploclinium)
- Begonia molinana Burt-Utley (Sektion Knesebeckia)
- Begonia molleri (C.DC.) Warb. (Syn.: Mezierea molleri C.DC.) (Sektion Tetraphila)
- Begonia mollicaulis Irmsch. (Sektion Begonia)
- Begonia mollis A.DC. (Sektion Reichenheimia)
- Begonia monadelpha Ruiz & Pav. ex A.DC. (Sektion Barya)
- Begonia monantha Warb. (Sektion Petermannia)
- Begonia monicae Aymonin & Bosser (Sektion Erminea)
- Begonia monophylla Pav. ex A.DC. (Syn.: Begonia unifolia Rose ex Trel.) (Sektion Eupetalum)
- Begonia montana (A.DC.) Warb. (Syn.: Casparya montana A.DC.) (Sektion Casparya)
- Begonia montis-bismarckii Warb. (Sektion Petermannia)
- Begonia montis-elephantis J.J. de Wilde (Sektion Scutobegonia)
- Begonia mooreana (Irmsch.) L.L.Forrest & Hollingsw. (Syn.: Symbegonia mooreana Irmsch.) (Sektion Symbegonia)
- Begonia morifolia T.T.Yu (Sektion Diploclinium)
- Begonia morii Burt-Utley (Sektion Gireoudia)
- Begonia morsei Irmsch. (Sektion Coelocentrum)
- Begonia moszkowskii Irmsch. (Sektion Petermannia)
- Begonia moulmeinensis C.B.Clarke (Sektion Diploclinium)
- Begonia moysesii Brade (Sektion Pritzelia)
- Begonia mucronistipula C.DC. (Sektion Gireoudia)
- Begonia muliensis T.T.Yu (Sektion Diploclinium)
- Begonia multangula Blume (Sektion Sphenanthera)
- Begonia multidentata Warb. (Sektion Petermannia)
- Begonia multiflora Benth. (Sektion Ruizopavonia)
- Begonia multinervia Liebm. (Sektion Gireoudia)
- Begonia multistaminea Burt-Utley (Sektion Gireoudia)
- Begonia muricata Blume (Sektion Reichenheimia)
- Begonia murina Craib (Sektion Diploclinium)
- Begonia murudensis Merr. (Sektion Petermannia)
- Begonia mystacina L.B.Sm. & Wassh. (Sektion Petermannia)

## N
- Begonia nana L'Hér. (Sektion Erminea)

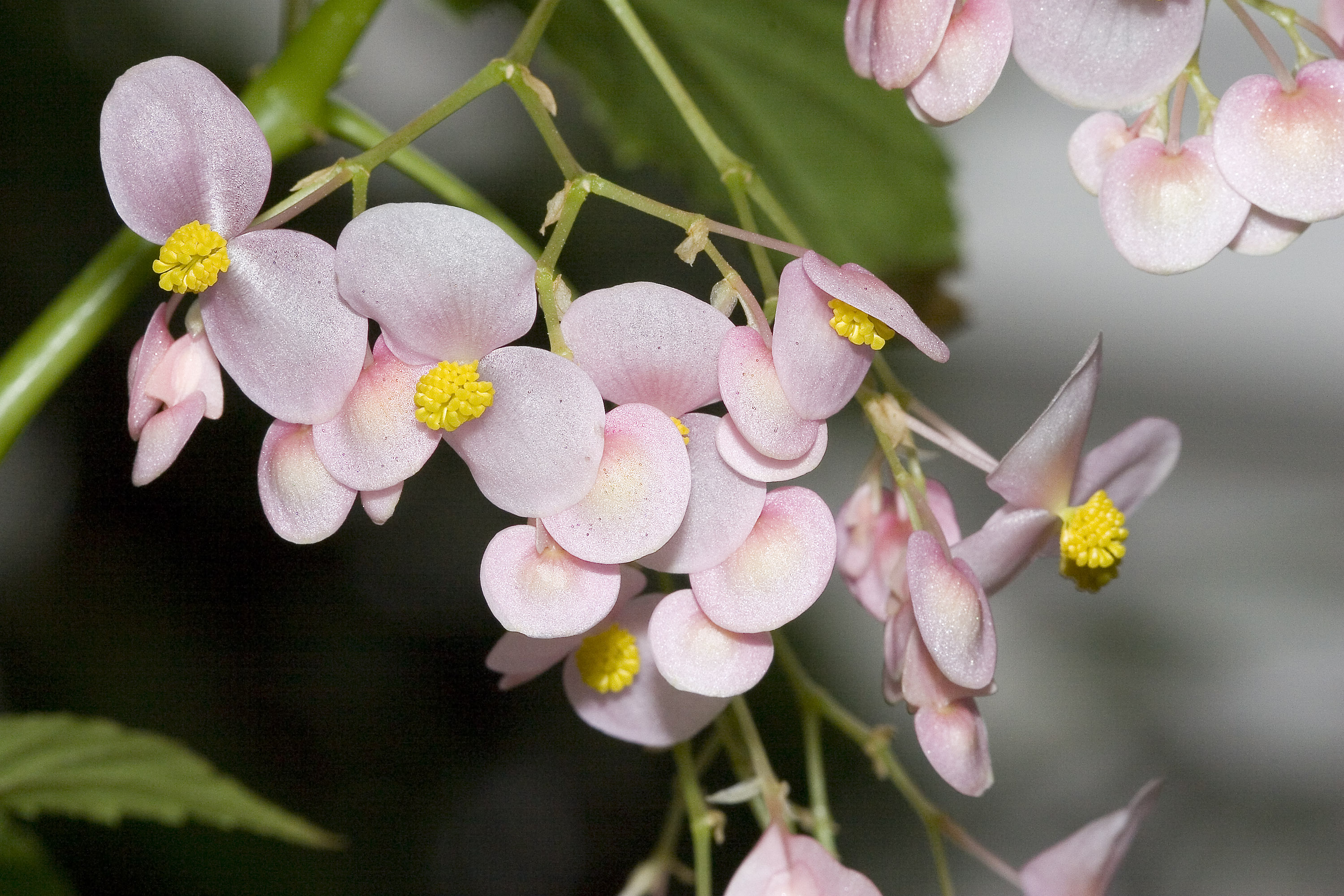
Begonia naumoniensis

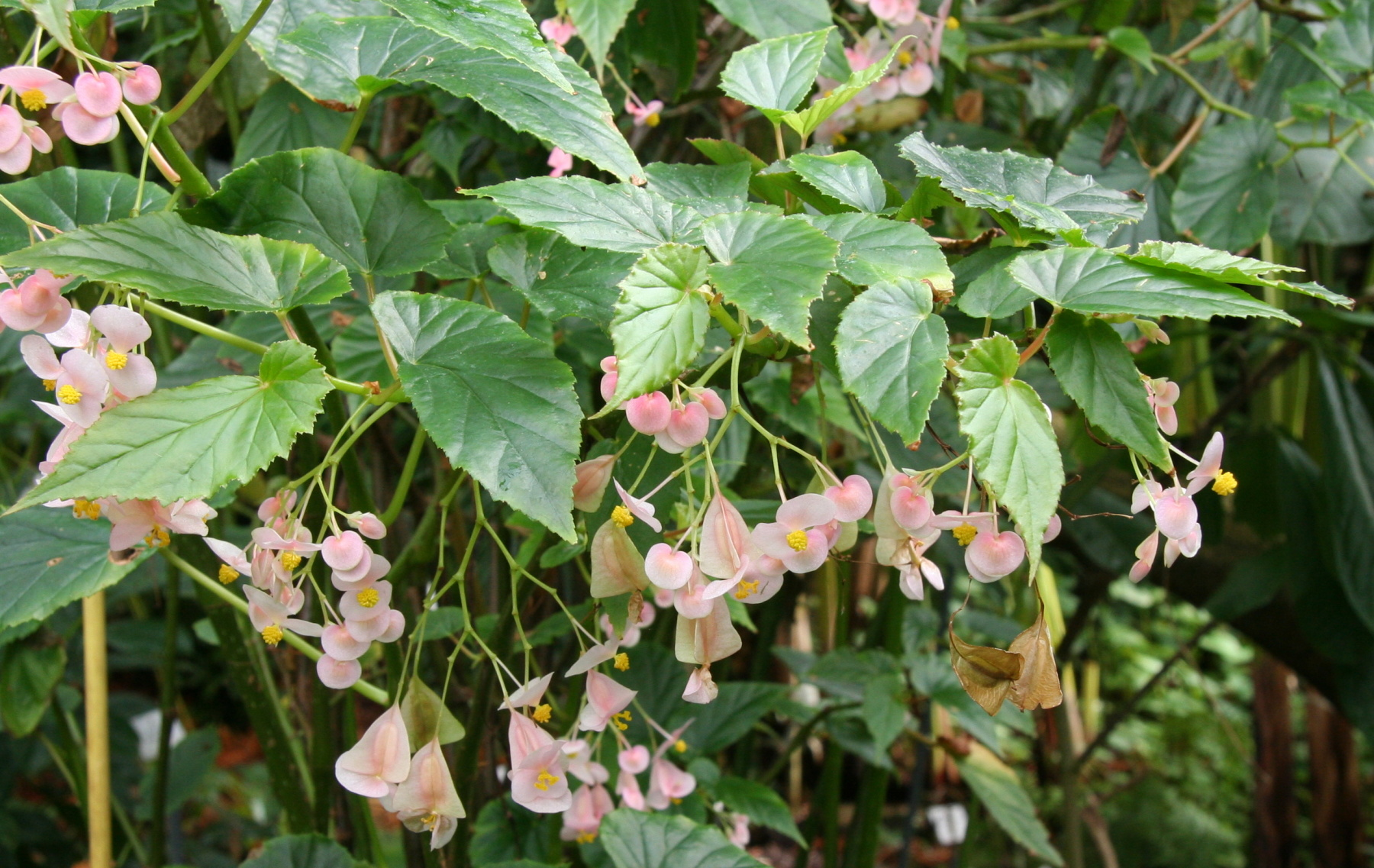
Begonia naumoniensis

- Begonia nantoensis M.J.Lai & N.J.Chung (Sektion Platycentrum)
- Begonia napoensis L.B.Sm. & Wassh. (Sektion Semibegoniella)
- Begonia naumoniensis Irmsch. (Sektion Petermannia)
- Begonia neglecta A.DC. (Sektion Pritzelia)
- Begonia negrosensis Elmer (Sektion Petermannia)
- Begonia nelumbiifolia Cham. & Schltdl. (Sektion Gireoudia)
- Begonia nemoralis L.B.Sm. & B.G.Schub. (Sektion Knesebeckia)
- Begonia neocomensium A.DC. (Sektion Pritzelia)
- Begonia neoharlingei L.B.Sm. & Wassh. (Sektion Eupetalum)
- Begonia neoperrieri Humbert ex Keraudren (Sektion Quadrilobaria)
- Begonia neopurpurea L.B.Sm. & Wassh. (Sektion Diploclinium)
- Begonia nepalensis (A.DC.) Warb. (Syn.: Begonia gigantea Wall. ex C.B.Clarke, Mezierea nepalensis A.DC.) (Sektion Monopteron)
- Begonia nevadensis Dorr (Sektion Casparya)
- Begonia nigritarum Steud. (Sektion Diploclinium)
- Begonia nivea Parish ex Kurz (Sektion Reichenheimia)
- Begonia nossibea A.DC. (Sektion Quadrilobaria)
- Begonia notata Craib (Sektion Diploclinium)
- Begonia notiophila Urb. (Sektion Begonia)
- Begonia novogranatae A.DC. (Sektion Eupetalum)
- Begonia novoguineensis Merr. & L.M.Perry (Sektion Petermannia)
- Begonia nubicola L.B.Sm. & B.G.Schub. (Sektion Cyathocnemis)
- Begonia nuda Irmsch. (Sektion Pritzelia)
- Begonia nummulariifolia Putz.
- Begonia nurii Irmsch. (Sektion Reichenheimia)
- Begonia nyassensis Irmsch. (Sektion Rostrobegonia)
- Begonia nymphaeifolia T.T.Yu (Sektion Diploclinium)

## O

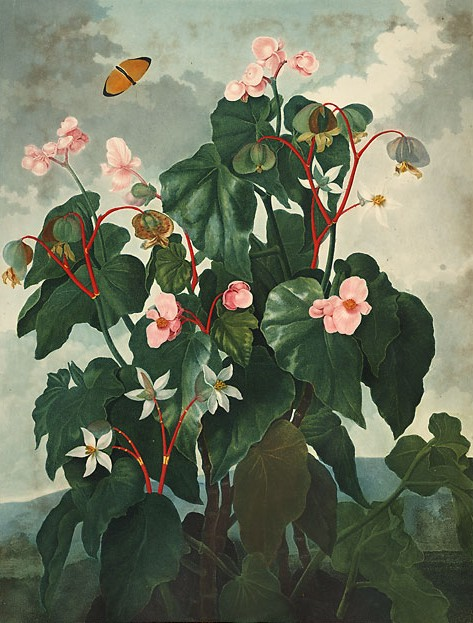
Begonia obliqua

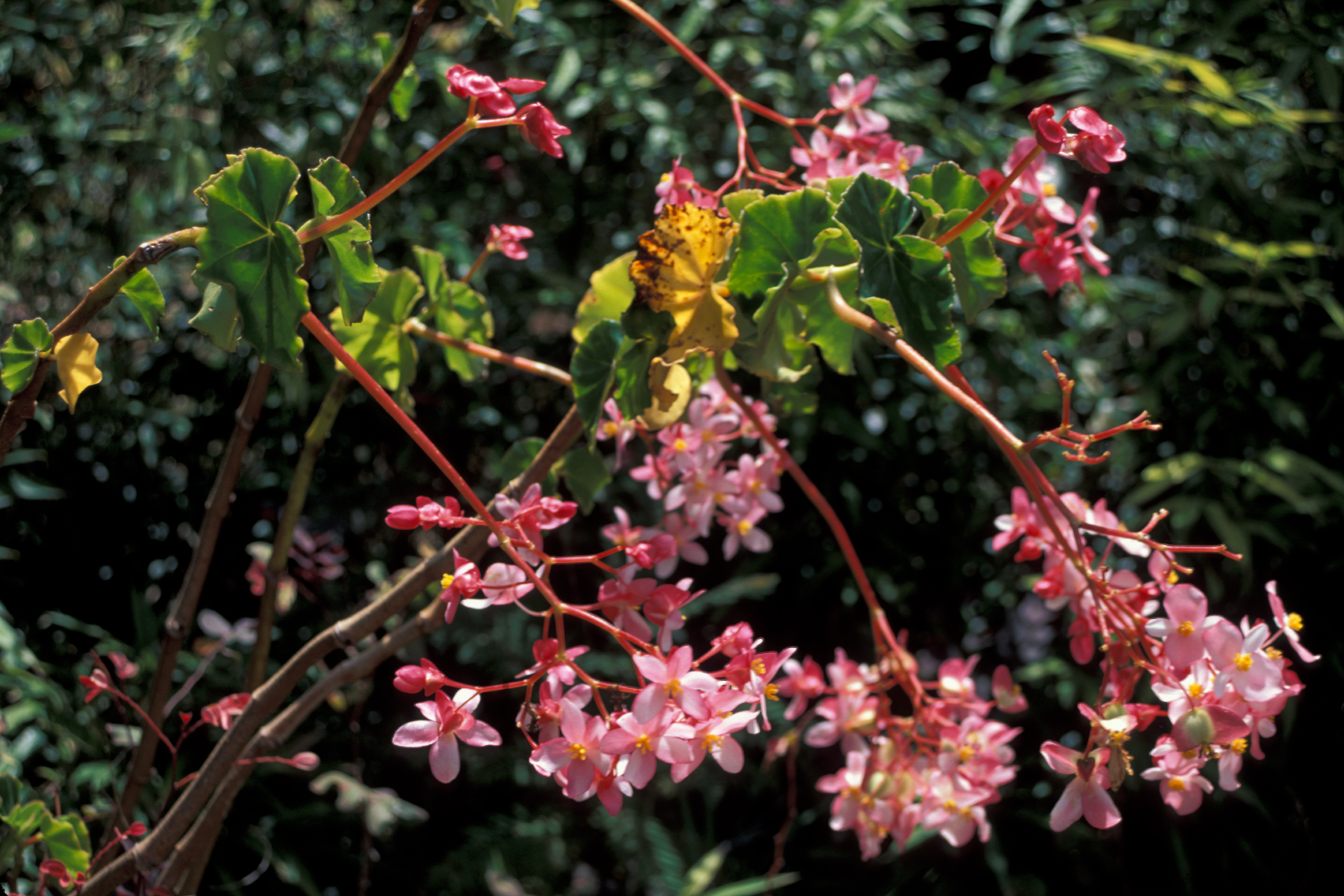
Begonia odorata

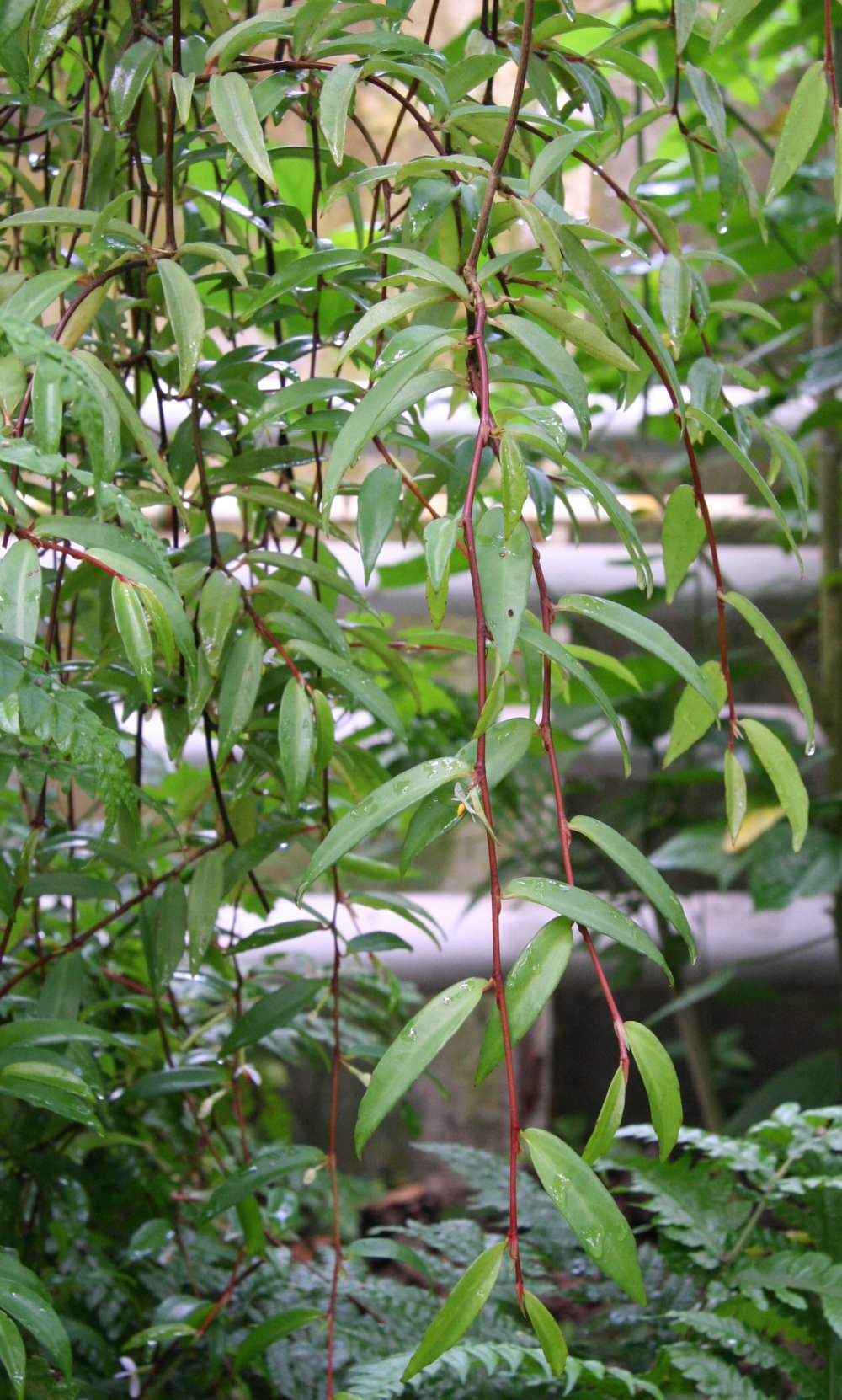
Begonia oxyanthera

- Begonia oaxacana A.DC. (Sektion Parietoplacentalia)
- Begonia oblanceolata Rusby (Sektion Ruizopavonia)
- Begonia obliqua L. (Synonyms: Begonia macrophylla Lam.) (Sektion Begonia)
- Begonia obliquefolia S.H.Huang & Y.M.Shui (Sektion Coelocentrum)
- Begonia oblongata Merr. (Sektion Petermannia)
- Begonia oblongifolia Stapf (Sektion Petermannia)
- Begonia obovatistipula C.DC. (Sektion Pritzelia)
- Begonia obovoidea Craib (Sektion Sphenanthera)
- Begonia obscura Brade (Sektion Pritzelia)
- Begonia obsolescens Irmsch. (Syn.: Begonia fengii T.C.Ku) (Sektion Diploclinium)
- Begonia obtecticaulis Irmsch. (Sektion Ruizopavonia)
- Begonia obtusifolia Merr. (Sektion Diploclinium)
- Begonia obversa C.B.Clarke (Sektion Platycentrum)
- Begonia occhionii Brade (Sektion Pritzelia)
- Begonia octopetala L'Hér. (Sektion Eupetalum)
- Begonia odeteiantha Handro (Sektion Pritzelia)
- Begonia odorata Willd. (Sektion Begonia)
- Begonia oellgaardii L.B.Sm. & Wassh. (Sektion Knesebeckia)
- Begonia olbia Kerch. (Sektion Knesebeckia)
- Begonia oligandra Merr. & L.M.Perry (Sektion Diploclinium)
- Begonia oligantha Merr. (Sektion Petermannia)
- Begonia oligocarpa A.DC. ex Koord.
- Begonia oliveri L.B.Sm. & B.G.Schub. (Sektion Semibegoniella)
- Begonia olsoniae L.B.Sm. & B.G.Schub. (Syn.: Begonia vellozoana Brade) (Sektion Pritzelia)
- Begonia ophiogyma L.B.Sm. & B.G.Schub. (Sektion Hydristyles)
- Begonia opuliflora Putz. (Sektion Ruizopavonia)
- Begonia orbiculata Jack (Sektion Diploclinium)
- Begonia orchidiflora Griff.
- Begonia oreodoxa Chun & F.Chun (Sektion Platycentrum)
- Begonia organensis Brade (Sektion Begonia)
- Begonia ornithocarpa Standl. (Sektion Quadriperigonia)
- Begonia ornithophylla Irmsch. (Sektion Coelocentrum)
- Begonia otophora Merr. & L.M.Perry (Sektion Petermannia)
- Begonia otophylla L.B.Sm. & B.G.Schub. (Sektion Pritzelia)
- Begonia ovatifolia A.DC. (Sektion Diploclinium)
- Begonia oxyanthera Warb. (Sektion Tetraphila)
- Begonia oxyloba Welw. ex Hook. f. (Sektion Mezierea)
- Begonia oxyphylla A.DC. (Sektion Pritzelia)
- Begonia oxysperma A.DC. (Sektion Baryandra)
- Begonia oxyura Merr. & L. M. Perry (Sektion Petermannia)

## P

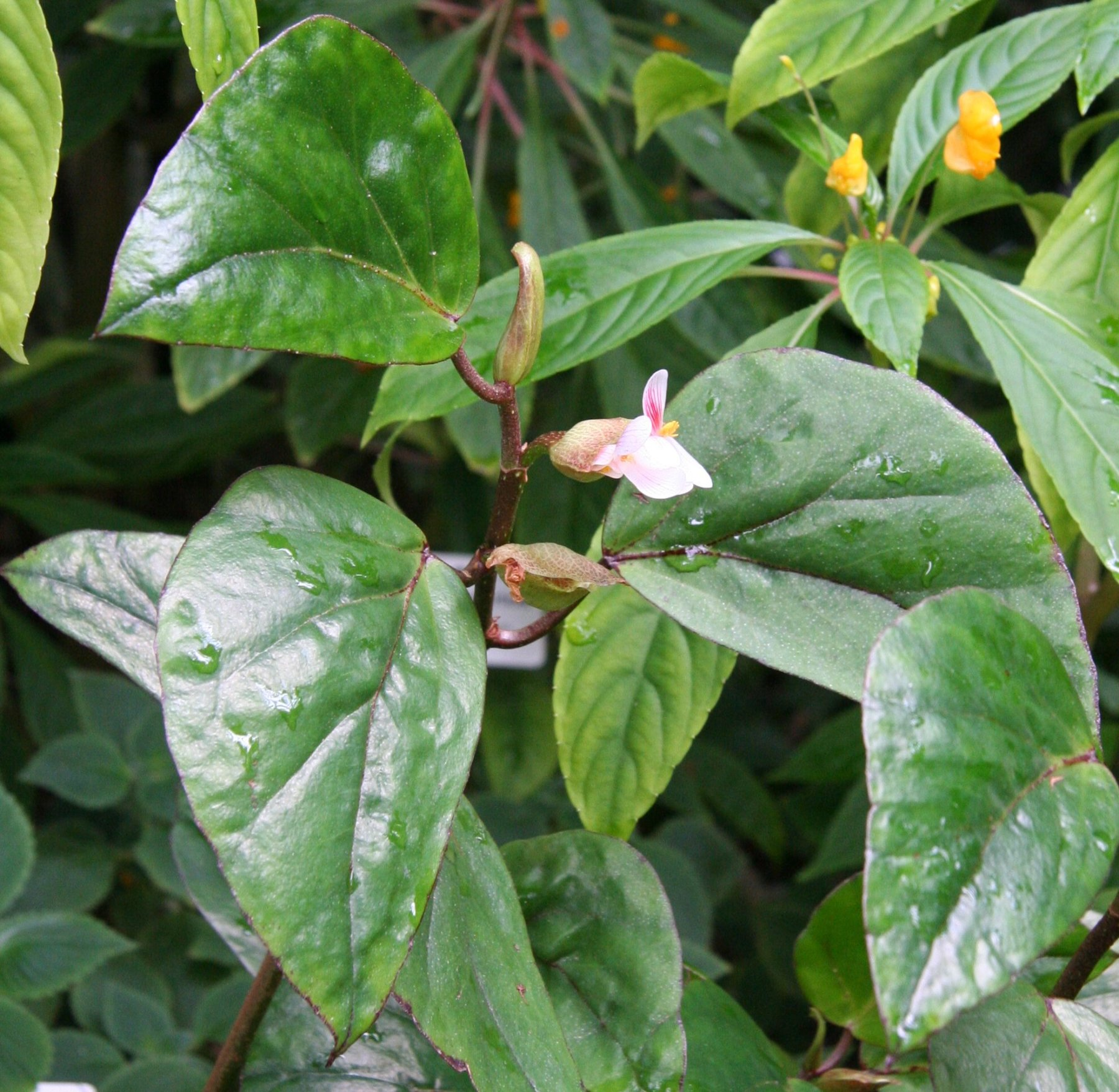
Begonia poculifera

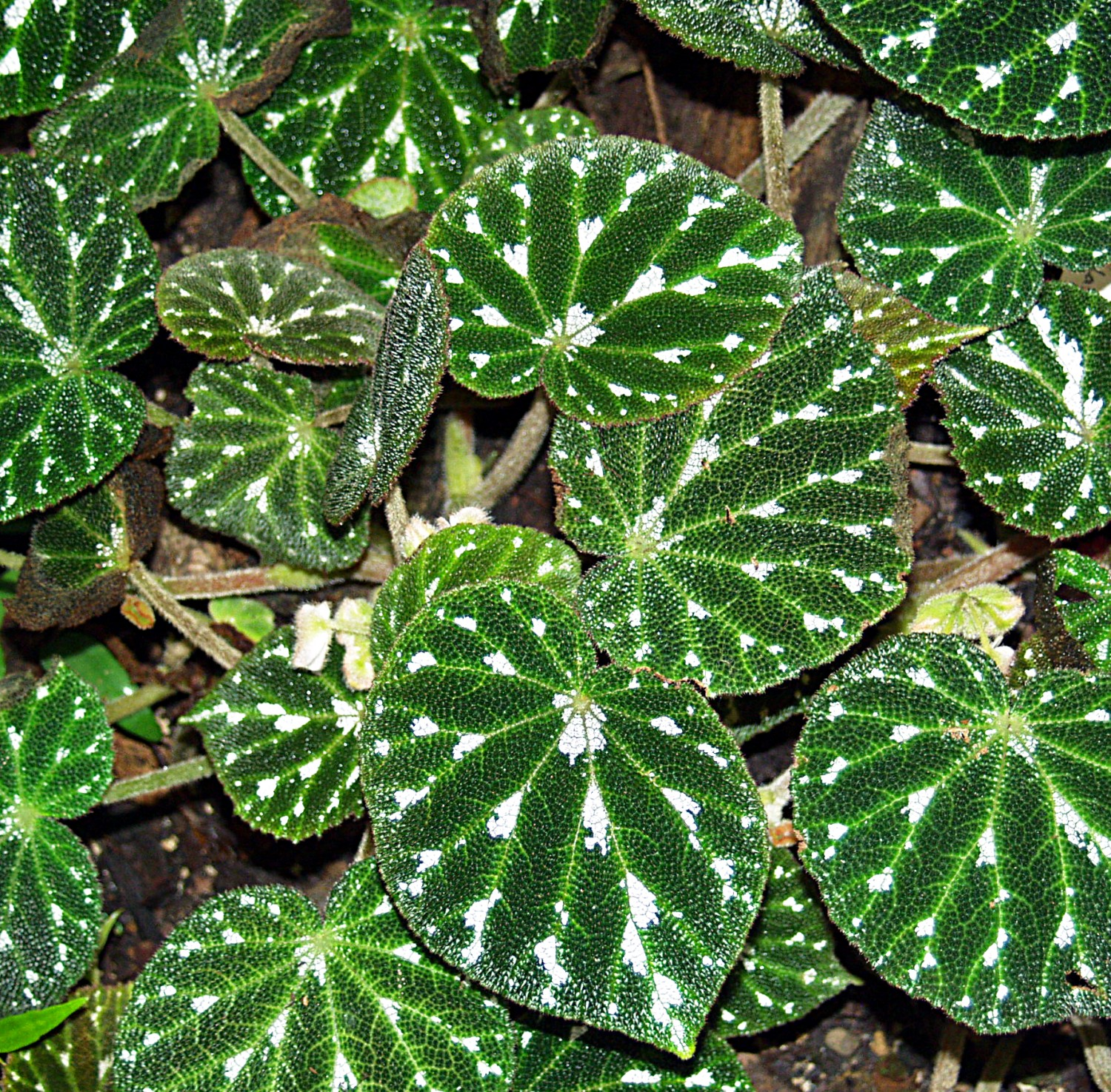
Begonia pustulata, eine Blattbegonie.

- Begonia pachyrhacis L.B. m. & Wassh. (Sektion Sphenanthera)
- Begonia padangensis Irmsch. (Sektion Petermannia)
- Begonia palawanensis Merr. (Sektion Petermannia)
- Begonia paleacea Kurz (Sektion Monophyllon)
- Begonia paleata A.DC. (Sektion Pritzelia)
- Begonia palmata D.Don (Syn.: Begonia laciniata Roxb.) (Sektion Platycentrum)
- Begonia palmatiloba Linden & André
- Begonia palmeri S.Watson (Syn.: Begonia macdanielsii Standl.) (Sektion Quadriperigonia)
- Begonia panayensis Merr. (Sektion Petermannia)
- Begonia paniculata Parodi
- Begonia pantherina Putz. ex Linden
- Begonia papuana Warb. (Sektion Petermannia)
- Begonia papyraptera Sands
- Begonia paraguayensis Parodi
- Begonia paranaensis Brade (Sektion Pritzelia)
- Begonia parcifolia C.DC. (Sektion Knesebeckia)
- Begonia parilis Irmsch. (Sektion Pritzelia)
- Begonia parishii C.B.Clarke (Sektion Parvibegonia)
- Begonia parodiana L.B.Sm. & B.G.Schub. (Sektion Knesebeckia)
- Begonia parva Merr. (Sektion Diploclinium)
- Begonia parviflora Poepp. & Endl. (Sektion Scheidweileria)
- Begonia parvifolia Schott (Sektion Pritzelia)
- Begonia parvilimba Merr. (Sektion Petermannia)
- Begonia parvistipulata Irmsch. (Sektion Pritzelia)
- Begonia parvula Lév. & Vaniot (Sektion Reichenheimia)
- Begonia parvuliflora A.DC. (Sektion Diploclinium)
- Begonia pastoensis A.DC. (Sektion Knesebeckia)
- Begonia paucilobata C.Y.Wu (Sektion Platycentrum)
- Begonia paulensis A.DC. (Sektion Pritzelia)
- Begonia paupercula King (Sektion Platycentrum)
- Begonia pavonina Ridl. (Sektion Platycentrum)
- Begonia pearcei Hook. f. (Sektion Eupetalum)
- Begonia pectennervia L.B.Sm. & Wassh. (Sektion Semibegoniella)
- Begonia pedata Liebm. (Sektion Quadriperigonia)
- Begonia pedatifida Lév. (Sektion Platycentrum)
- Begonia pediophylla Merr. & L.M.Perry (Sektion Petermannia)
- Begonia pedunculosa Wall. (Sektion Diploclinium)
- Begonia peekelii Irmsch. (Sektion Petermannia)
- Begonia peii C.Y.Wu (Sektion Alicida)
- Begonia pelargoniiflora J.J. de Wilde & Arends (Sektion Tetraphila)
- Begonia peltata Otto & A.Dietr. (Sektion Gireoudia)
- Begonia peltatifolia H.L.Li (Sektion Petermannia)
- Begonia peltifolia Schott (Sektion Pritzelia)
- Begonia peltigera Irmsch. (Sektion Hydristyles)
- Begonia pendula Ridl. (Sektion Petermannia)
- Begonia peninsulae Irmsch. (Sektion Reichenheimia)
- Begonia pensilis L.B.Sm. & Wassh. (Sektion Begonia)
- Begonia pentaphragmifolia Ridl. (Sektion Petermannia)
- Begonia pentaphylla Walp. (Sektion Scheidweileria)
- Begonia peperomioides Hook. f. (Sektion Scutobegonia)
- Begonia per-dusenii Brade (Sektion Begonia)
- Begonia perakensis King (Sektion Platycentrum)
- Begonia peristegia Stapf (Sektion Pritzelia)
- Begonia pernambucensis Brade (Sektion Pritzelia)
- Begonia perpusilla A.DC. (Sektion Muscibegonia)
- Begonia perrieri Bois
- Begonia perryae L.B.Sm. & Wassh. (Sektion Petermannia)
- Begonia peruibensis Handro (Sektion Pritzelia)
- Begonia peruviana A.DC. (Sektion Ruizopavonia)
- Begonia petasitifolia Brade (Sektion Pritzelia)
- Begonia philodendroides Ziesenh. (Sektion Gireoudia)
- Begonia phoeniogramma Ridl. (Sektion Parvibegonia)
- Begonia phrixophylla Blatt. & McCann (Sektion Reichenheimia)
- Begonia phuthoensis H.Q.Nguyen (Sektion Coelocentrum)
- Begonia ×phyllomaniaca Mart.
- Begonia physandra Merr. & L.M.Perry
- Begonia pickelii Irmsch. (Sektion Pritzelia)
- Begonia picta Sm. (Sektion Diploclinium)
- Begonia pierrei Gagnep. (Sektion Reichenheimia)
- Begonia pilderifolia C.DC. (Sektion Pritzelia)
- Begonia pilgeriana Irmsch. (Sektion Pritzelia)
- Begonia pilosa Jack (Sektion Petermannia)
- Begonia pilosella Irmsch. (Sektion Ruizopavonia)
- Begonia pinamalayensis Merr. (Sektion Diploclinium)
- Begonia pinetorum A.DC. (Sektion Gireoudia)
- Begonia pinheironis L.B.Sm. ex S.F.Sm. & Wassh. (Sektion Pritzelia)
- Begonia pinnatifida Merr. & L.M.Perry (Sektion Petermannia)
- Begonia piresiana Handro (Sektion Pritzelia)
- Begonia piurensis L.B.Sm. & B.G.Schub. (Sektion Knesebeckia)
- Begonia plantaginea L.B.Sm. & B.G.Schub. (Sektion Gireoudia)
- Begonia platanifolia Schott (Sektion Knesebeckia)
- Begonia platyphylla Merr. (Sektion Petermannia)
- Begonia platyptera Urb. (Sektion Begonia)
- Begonia plebeja Liebm. (Sektion Gireoudia)
- Begonia pleioclada Irmsch. (Sektion Petermannia)
- Begonia pleiopetala A.DC. (Sektion Eupetalum)
- Begonia plumieri A.DC. (Sektion Begonia):
  - Begonia plumieri var. barahonensis O.E.Schulz (Sektion Begonia)
  - Begonia plumieri var. plumieri (Sektion Begonia)
- Begonia pluvialis L.B.Sm. ex S.F.Sm. & Wassh. (Sektion Pritzelia)
- Begonia poculifera Hook. f. (Sektion Squamibegonia)
- Begonia poecila K.Koch (Sektion Platycentrum)
- Begonia polyandra Irmsch. (Sektion Pritzelia)
- Begonia polygonata Liebm. (Sektion Gireoudia)
- Begonia polygonifolia A.DC. (Sektion Wageneria)
- Begonia polygonoides Hook. f. (Sektion Tetraphila)
- Begonia polypetala A.DC. (Sektion Eupetalum)
- Begonia polytricha C.Y.Wu (Sektion Platycentrum)
- Begonia popenoei Standl.
- Begonia porteana Van Geert
- Begonia porteri Lév. & Vaniot (Sektion Coelocentrum)
- Begonia portillana S.Watson (Sektion Quadriperigonia)
- Begonia postarii Kiew (Sektion Petermannia)
- Begonia potamophila Gilg (Sektion Loasibegonia)
- Begonia praerupta Irmsch. (Sektion Lepsia)
- Begonia preussii Warb. (Sektion Tetraphila)
- Begonia prieurii A.DC. (Sektion Doratometra)
- Begonia princeae Gilg (Sektion Augustia)
- Begonia princeps A.DC. (Sektion Pritzelia)
- Begonia pringlei S.Watson (Sektion Gireoudia)
- Begonia prionophylla Irmsch. (Sektion Ruizopavonia)
- Begonia prismatocarpa Hook. (Sektion Loasibegonia)
- Begonia procridifolia Wall. ex A.DC. (Sektion Parvibegonia)
- Begonia prolifera A.DC. (Sektion Monophyllon)
- Begonia prolixa Craib (Sektion Platycentrum)
- Begonia promethea Ridl. (Sektion Petermannia)
- Begonia propinqua Ridl. (Sektion Petermannia)
- Begonia prostrata Irmsch. (Sektion Sphenanthera)
- Begonia pruinata (Klotzsch) A.DC. (Syn.: Gireoudia pruinata Klotzsch) (Sektion Gireoudia)
- Begonia pryeriana Ridl. (Sektion Petermannia)
- Begonia pseudodryadis C.Y.Wu (Sektion Coelocentrum)
- Begonia pseudoglauca Irmsch. (Sektion Cyathocnemis)
- Begonia pseudolateralis Warb. (Sektion Petermannia)
- Begonia pseudolubbersii Brade (Sektion Gaerdtia)
- Begonia pseudoviola Gilg (Sektion Loasibegonia)
- Begonia psilophylla Irmsch. (Sektion Platycentrum)
- Begonia pubescens Ridl. (Sektion Petermannia)
- Begonia pudica L.B.Sm. & B.G.Schub. (Sektion Gireoudia)
- Begonia pulchella Raddi (Sektion Pritzelia)
- Begonia pulchera (Ridl.) L.L.Forrest & Hollingsw. (Syn.: Symbegonia pulchera Ridl.) (Sektion Symbegonia)
- Begonia pulcherrima Sosef (Sektion Loasibegonia)
- Begonia pululahuana C.DC. (Sektion Gobenia)
- Begonia pumila Craib (Sektion Ridleyella)
- Begonia pumilio Irmsch. (Sektion Reichenheimia)
- Begonia punbatuensis Kiew (Sektion Petermannia)
- Begonia purdieana A.DC. (Sektion Begonia)
- Begonia purpureofolia S.H.Huang & Y.M.Shui (Sektion Platycentrum)
- Begonia purpusii Houghton ex Ziesenh. (Sektion Weilbachia)
- Begonia pustulata Liebm. (Sektion Weilbachia)
- Begonia putii Craib (Sektion Diploclinium)
- Begonia pycnantha Urb. & Ekman (Sektion Begonia)
- Begonia pygmaea Irmsch. (Sektion Augustia)
- Begonia pyrrha Ridl. (Sektion Diploclinium)

## Q
- Begonia quadrialata Warb.:
  - Begonia quadrialata subsp. dusenii (Warb.) Sosef (Syn.: Begonia dusenii Warb.) (Sektion Alicida)
  - Begonia quadrialata subsp. nimbaensis Sosef (Sektion Alicida)
  - Begonia quadrialata subsp. quadrialata (Sektion Alicida)
- Begonia quaternata L.B.Sm. & B.G.Schub. (Sektion Gireoudia)
- Begonia quercifolia A.DC. (Sektion Petermannia)

## R

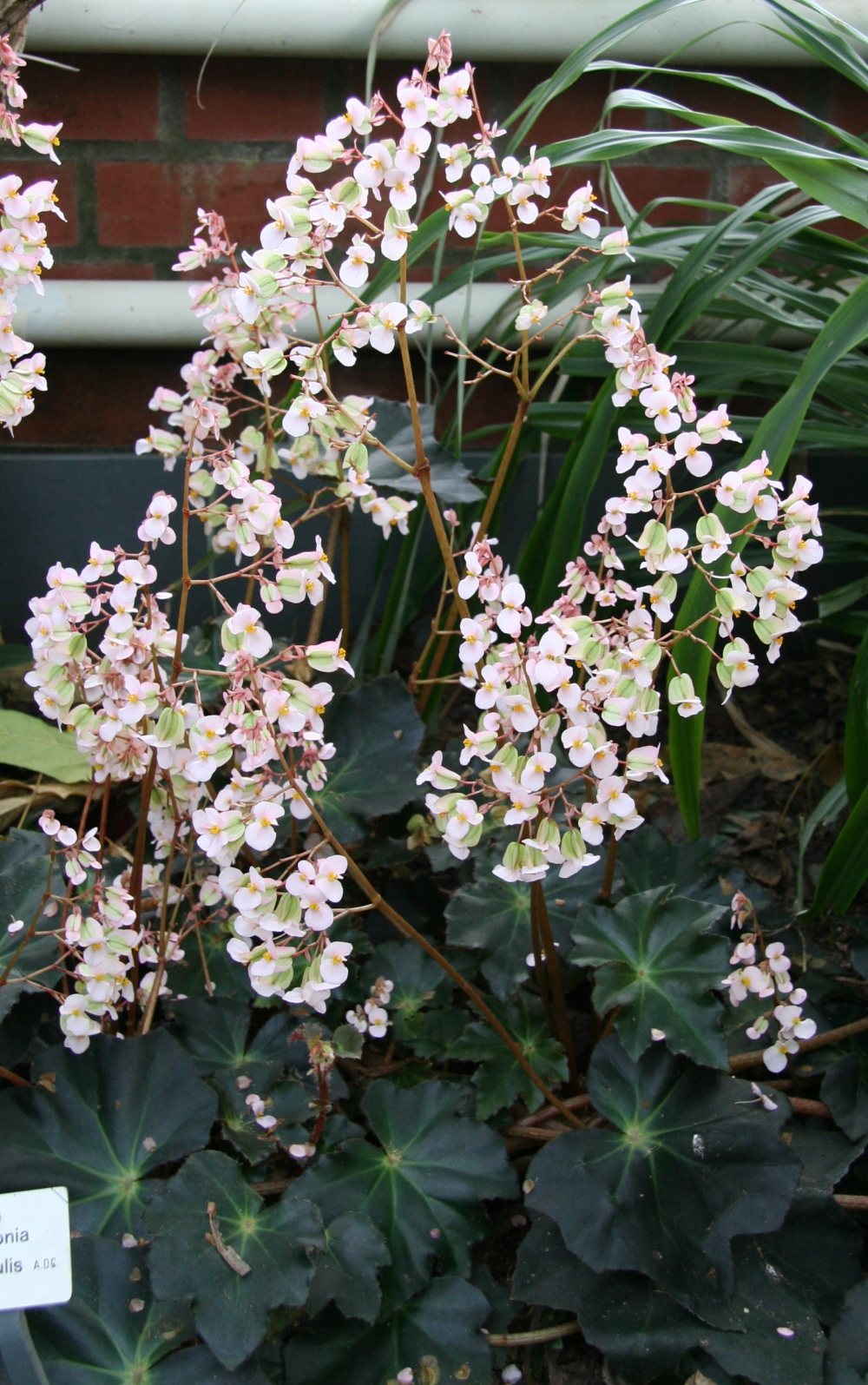
Begonia rhizocaulis

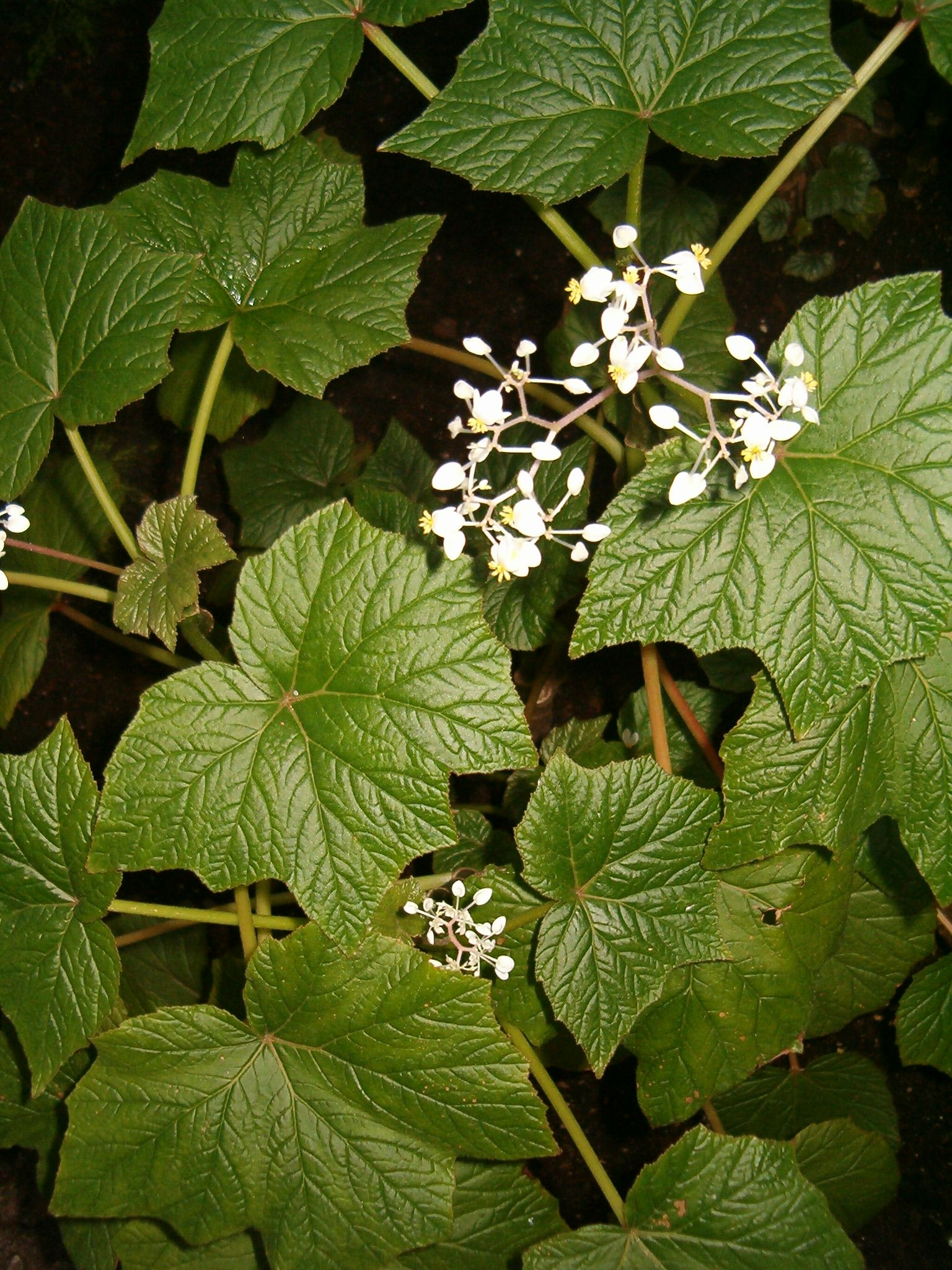
Begonia reniformis

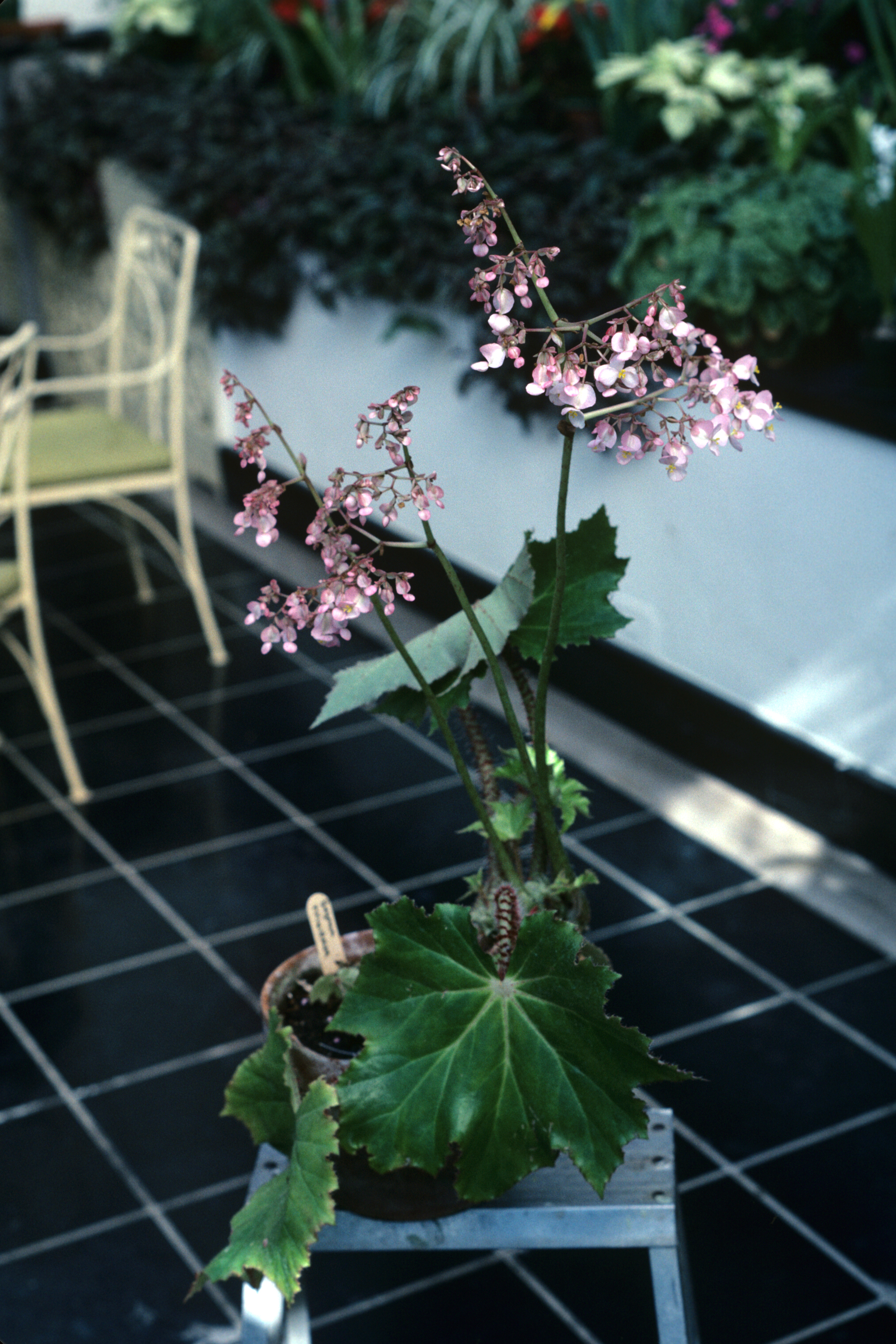
Begonia ricinifolia

- Begonia rabilii Craib (Sektion Reichenheimia)
- Begonia racemosa Jack (Sektion Petermannia)
- Begonia radicans Vell. (Sektion Solananthera)
- Begonia rafel-torresii Burt-Utley (Sektion Gireoudia)
- Begonia raimondii Irmsch. (Sektion Casparya)
- Begonia rajah Ridl. (Sektion Reichenheimia)
- Begonia ramentacea Paxton (Sektion Pritzelia)
- Begonia ramosii Merr. (Sektion Petermannia)
- Begonia randiana Merr. & L.M.Perry (Sektion Petermannia)
- Begonia ravenii C.I.Peng & Y.K.Chen (Sektion Diploclinium)
- Begonia razafinjohanyi Aymonin & Bosser (Sektion Erminea)
- Begonia reflexisquamosa C.Y.Wu (Sektion Platycentrum)
- Begonia relicta L.B.Sm. & B.G.Schub. (Sektion Knesebeckia)
- Begonia renifolia Irmsch. (Sektion Sphenanthera)
- Begonia reniformis Dryand. (Syn.: Begonia vitifolia Schott) (Sektion Pritzelia)
- Begonia repens Lam. (Sektion Begonia)
- Begonia repenticaulis Irmsch. (Sektion Platycentrum)
- Begonia reptans Benth. (Sektion Weilbachia)
- Begonia retusa O.E.Schulz (Sektion Begonia)
- Begonia rex Putz. (Syn.: Begonia longiciliata C.Y.Wu) (Sektion Platycentrum)
- Begonia rex-cultorum (Syn.: Gireoudia rhizocaulis Klotzsch) L.H.Bailey
- Begonia rheifolia Irmsch. (Sektion Platycentrum)
- Begonia rhizocaulis (Klotzsch) A.DC. (Sektion Gireoudia)
- Begonia rhodantha Ridl. (Sektion Petermannia)
- Begonia rhodochlamys L.B.Sm. & B.G.Schub. (Sektion Quadriperigonia)
- Begonia rhoephila Ridl. (Sektion Platycentrum)
- Begonia rieckei Warb. (Sektion Petermannia)
- Begonia riedelii A.DC. (Sektion Pritzelia)
- Begonia rigida Linden ex Regel (Sektion Pritzelia)
- Begonia rimarum Craib (Sektion Parvibegonia)
- Begonia riparia Irmsch. (Sektion Augustia)
- Begonia rizalensis Merr. (Sektion Petermannia)
- Begonia robinsonii Ridl. (Sektion Platycentrum)
- Begonia robusta Blume:
  - Begonia robusta var. glabriscula (A.DC.) J.Door. ex F.A.Barkley & Golding (Sektion Alicida)
  - Begonia robusta var. hirsutior (Miq.) Golding & Kareg. (Sektion Alicida)
  - Begonia robusta var. robusta (Sektion Alicida)
- Begonia rockii Irmsch. (Sektion Platycentrum)
- Begonia roezlii Regel (Sektion Cyathocnemis)
- Begonia rongjiangensis T.C.Ku (Sektion Diploclinium)
- Begonia rosacea Putz. (Sektion Eupetalum)
- Begonia roseibractea Ziesenh. (Sektion Gireoudia)
- Begonia rossmanniae A.DC. (Sektion Rossmannia)
- Begonia rostrata Welw. ex Hook. f. (Sektion Rostrobegonia)
- Begonia rotunda Vell. (Sektion Pritzelia)
- Begonia rotundifolia Lam. (Sektion Begonia)
- Begonia rotundilimba S.H.Huang & Y.M.Shui (Sektion Diploclinium)
- Begonia roxburghii A.DC. (Sektion Sphenanthera)
- Begonia rubella Buch.-Ham. ex D.Don (Sektion Diploclinium)
- Begonia rubida Ridl. (Sektion Petermannia)
- Begonia rubiginosipes Irmsch. (Sektion Ruizopavonia)
- Begonia ruboides C.M.Hu ex C.Y.Wu & T.C.Ku (Sektion Diploclinium)
- Begonia rubricaulis Hook. (Sektion Eupetalum)
- Begonia rubrifolia Merr. (Sektion Diploclinium)
- Begonia rubromarginata Gilg (Sektion Tetraphila)
- Begonia rubronervata De Wild. (Sektion Tetraphila)
- Begonia rubropilosa A.DC.
- Begonia rubropunctata S.H.Huang & Y.M.Shui (Sektion Platycentrum)
- Begonia rubrotincta L.B.Sm. & B.G.Schub. (Sektion Gobenia)
- Begonia rufa Thunb. (Sektion Pritzelia)
- Begonia rufipila Merr. (Sektion Diploclinium)
- Begonia rufosericea Toledo (Sektion Pritzelia)
- Begonia ruhlandiana Irmsch. (Sektion Pritzelia)
- Begonia rumpiensis Kupicha (Sektion Rostrobegonia)
- Begonia rupicola Miq. (Sektion Parvibegonia)
- Begonia rupium Irmsch. (Sektion Pritzelia)
- Begonia rutilans Van Houtte ex A.DC. (Sektion Pritzelia)
- Begonia rwandensis Arends (Sektion Tetraphila)

## S

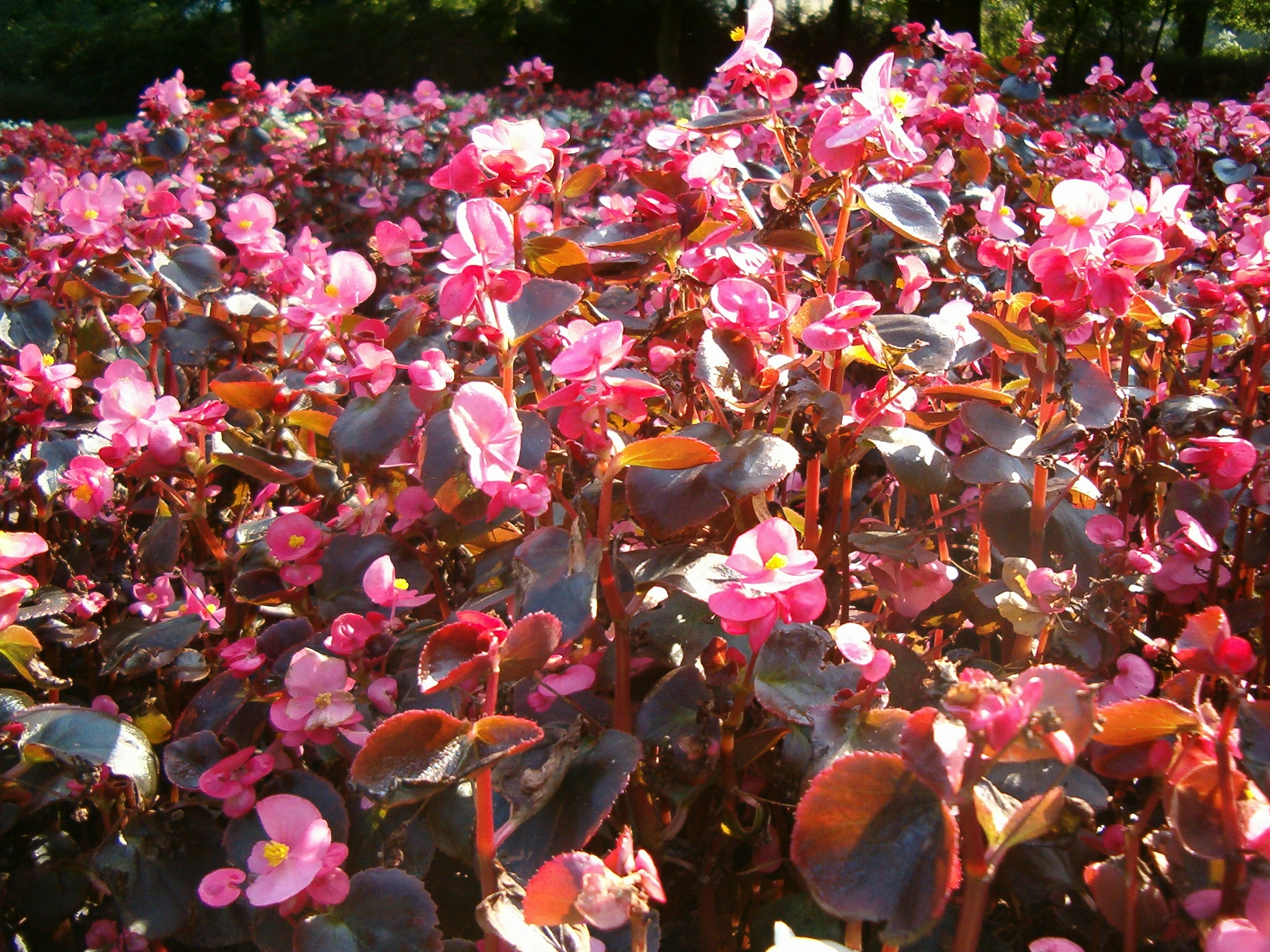
Begonia ×semperflorens-cultorum

- Begonia salaziensis (Gaudich.) Warb. (Syn.: Mezierea salaziensis Gaudich.) (Sektion Mezierea)
- Begonia salesopolensis S.J.Gomes da Silva & Mamede (Sektion Pritzelia)
- Begonia salicifolia A.DC. (Sektion Gaerdtia)
- Begonia salisburyana Irmsch. (Sektion Loasibegonia)
- Begonia salomonensis Merr. & L.M.Perry (Sektion Petermannia)
- Begonia samarensis Merr. (Sektion Petermannia)
- Begonia sambiranensis Humbert ex Keraudren & Bosser (Sektion Quadrilobaria)
- Begonia sandalifolia C.B.Clarke (Sektion Platycentrum)
- Begonia sandtii Houghton ex Ziesenh. (Sektion Quadriperigonia)
- Begonia sanguinea Raddi (Sektion Pritzelia)
- Begonia santarosensis Kuntze (Sektion Hydristyles)
- Begonia santos-limae Brade (Sektion Knesebeckia)
- Begonia sarasinorum Irmsch. (Sektion Petermannia)
- Begonia sarawakensis Ridl. (Sektion Petermannia)
- Begonia sarcocarpa Ridl. (Sektion Sphenanthera)
- Begonia sarmentacea hort. ex Brilmayer (Sektion Pritzelia)
- Begonia sarmentosa L.B.Sm. & Wassh. (Sektion Petermannia)
- Begonia sartorii Liebm. (Syn.: Begonia sarcophylla Liebm.) (Sektion Gireoudia)
- Begonia satrapis C.B.Clarke (Sektion Diploclinium)
- Begonia saxicola A.DC. (Sektion Donaldia)
- Begonia saxifraga A.DC. (Sektion Pritzelia)
- Begonia saxifragifolia Craib (Sektion Diploclinium)
- Begonia scabrida A.DC. (Sektion Pritzelia)
- Begonia scabridoidea L.B.Sm. & Wassh.
- Begonia scapigera Hook. f. (Sektion Loasibegonia)
- Begonia schaeferi Engl. (Sektion Loasibegonia)
- Begonia scharffiana Regel (Sektion Pritzelia)
- Begonia scharffii Hook. f. (Sektion Pritzelia)
- Begonia schenckii Irmsch. (Sektion Begonia)
- Begonia schliebenii Irmsch. (Sektion Rostrobegonia)
- Begonia schlumbergeriana Lem. (Sektion Pritzelia)
- Begonia schmidtiana Regel (Sektion Begonia)
- Begonia schulziana Urb. & Ekman (Sektion Begonia)
- Begonia sciadiophora L.B.Sm. & B.G.Schub. (Sektion Begonia)
- Begonia sciaphila Gilg ex Engl. (Sektion Filicibegonia)
- Begonia scintillans Dunn (Sektion Diploclinium)
- Begonia scitifolia Irmsch. (Sektion. Platycentrum)
- Begonia scortechinii King (Sektion Platycentrum)
- Begonia scutifolia Hook. f. (Sektion Loasibegonia)
- Begonia scutulum Hook. f. (Sektion Scutobegonia)
- Begonia secunda L.B.Sm. & Wassh. (Sektion Gobenia)
- Begonia seemanniana A.DC. (Sektion Ruizopavonia)
- Begonia segregata L.B.Sm. & B.G.Schub. (Sektion Gobenia)
- Begonia semidigitata Brade (Sektion Scheidweileria)
- Begonia semiovata Liebm. (Sektion Doratometra)
- Begonia ×semperflorens-cultorum hort.
- Begonia sericoneura Liebm. (Syn.: Begonia pilifera A.DC.) (Sektion Gireoudia)
- Begonia serotina A.DC. (Sektion Knesebeckia)
- Begonia serpens Merr. (Sektion Diploclinium)
- Begonia serranegrae L.B.Sm. ex S.F.Sm. & Wassh. (Sektion Pritzelia)
- Begonia serraticauda Merr. & L.M.Perry (Sektion Petermannia)
- Begonia serratipetala Irmsch. (Sektion Petermannia)
- Begonia sessilifolia Hook. f. (Sektion Filicibegonia)
- Begonia setifolia Irmsch. (Syn.: Begonia tsaii Irmsch.) (Sektion Diploclinium)
- Begonia setulosa Bertol. (Sektion Gireoudia)
- Begonia setulosopeltata C.Y.Wu (Sektion Coelocentrum)
- Begonia seychellensis Hemsl. (Sektion Mezierea)
- Begonia sharpeana F.Muell. (Sektion Diploclinium)
- Begonia siamensis Gagnep. (Sektion Platycentrum)
- Begonia sibthorpioides Ridl. (Sektion Heeringia)
- Begonia sibutensis Sands
- Begonia siccacaudata Door. (Sektion Petermannia)
- Begonia sikkimensis A.DC. (Sektion Platycentrum)
- Begonia silletensis (A.DC.) C.B.Clarke (Syn.: Casparya silletensis A.DC.) (Sektion Sphenanthera)
- Begonia simulans Merr. & L.M.Perry (Sektion Petermannia)
- Begonia sino-vietnamica C.Y.Wu (Sektion Diploclinium)
- Begonia sinofloribunda Dorr (Syn.: Begonia floribunda T.C.Ku) (Sektion Diploclinium)
- Begonia sinuata Wall. ex Meisn. (Sektion Parvibegonia)
- Begonia sizemoreae Kiew (Sektion Platycentrum)
- Begonia sleumeri L.B.Sm. & B.G.Schub. (Sektion Eupetalum)
- Begonia smilacina A.DC. (Sektion Wageneria)
- Begonia smithiae E.T.Geddes (Sektion Platycentrum)
- Begonia smithiana T.T.Yu ex Irmsch. (Sektion Platycentrum)
- Begonia socia Craib (Sektion Parvibegonia)
- Begonia socotrana Hook. f. (Sektion Peltaugustia)
- Begonia sodiroi C.DC. (Sektion Gobenia)
- Begonia sogerensis Ridl. (Sektion Petermannia)
- Begonia solananthera A.DC. (Sektion Solananthera)
- Begonia soli-mutata L.B.Sm. & Wassh. (Sektion Pritzelia)
- Begonia solitudinis Brade (Sektion Pritzelia)
- Begonia soluta Craib (Sektion Diploclinium)
- Begonia somervillei Hemsl. (Sektion Petermannia)
- Begonia sonderana Irmsch. (Sektion Rostrobegonia)
- Begonia soror Irmsch. (Sektion Barya)
- Begonia sorsogonensis Elmer (Sektion Petermannia)
- Begonia sousae Burt-Utley (Sektion Gireoudia)
- Begonia spadiciflora L.B.Sm. & B.G.Schub. (Sektion Gobenia)
- Begonia sparreana L.B.Sm. & Wassh. (Sektion Knesebeckia)
- Begonia sparsipila Baker (Sektion Gireoudia)
- Begonia speluncae Ridl. (Sektion Reichenheimia)
- Begonia sphenocarpa Irmsch. (Sektion Petermannia)
- Begonia spilotophylla F.Muell. (Sektion Petermannia)
- Begonia spinibarbis Irmsch. (Sektion Pritzelia)
- Begonia squamipes Irmsch. (Sektion Begonia)
- Begonia squamulosa Hook. f. (Sektion Tetraphila)
- Begonia squarrosa Liebm. (Sektion Gireoudia)
- Begonia staudtii Gilg (Sektion Loasibegonia)
- Begonia stellata Sosef (Sektion Loasibegonia)
- Begonia stenocardia L.B.Sm. & B.G.Schub. (Sektion Knesebeckia)
- Begonia stenogyna Sands
- Begonia stenolepis L.B.Sm. & R.C.Sm. (Sektion Pritzelia)
- Begonia stenophylla A.DC. (Sektion Pritzelia)
- Begonia stenotepala L.B.Sm. & B.G.Schub. (Sektion Begonia)
- Begonia steyermarkii L.B.Sm. & B.G.Schub. (Sektion Doratometra)
- Begonia stictopoda (Miq.) A.DC. (Synonyms: Mitscherlichia stictopoda Miq.) (Sektion Reichenheimia)
- Begonia stigmosa Lindl. (Syn.: Begonia mexiae Standl.) (Sektion Gireoudia)
- Begonia stilandra Merr. & L.M.Perry (Sektion Petermannia)
- Begonia stipulacea Willd. (Sektion Begonia)
- Begonia stipularis Spreng.
- Begonia stolzii Irmsch. (Sektion Augustia)
- Begonia strachwitzii Warb. ex Irmsch. (Sektion Petermannia)
- Begonia strictinervis Irmsch. (Sektion Petermannia)
- Begonia strictipetiolaris Irmsch. (Sektion Petermannia)
- Begonia strigillosa A.Dietr. (Sektion Gireoudia)
- Begonia strigosa (Warb.) L.L.Forrest & Hollingsw. (Syn.: Symbegonia strigosa Warb.) (Sektion Symbegonia)
- Begonia strigulosa A.DC.
- Begonia subacida Irmsch. (Sektion Pritzelia)
- Begonia subalpestris A.Chev. (Sektion Tetraphila)
- Begonia subcaudata Rusby ex L.B.Sm. & B.G.Schub. (Sektion Hydristyles)
- Begonia subciliata A.DC. (Sektion Cyathocnemis)
- Begonia subcostata Rusby (Sektion Doratometra)
- Begonia subcyclophylla Irmsch. (Sektion Diploclinium)
- Begonia subelliptica Merr. & L.M.Perry (Sektion Petermannia)
- Begonia subhowii S.H.Huang (Sektion Platycentrum)
- Begonia sublobata Jack (Sektion Diploclinium)
- Begonia subnummularifolia Merr. (Sektion Diploclinium)
- Begonia suborbiculata Merr. (Sektion Diploclinium)
- Begonia subpeltata Wight (Sektion Reichenheimia)
- Begonia subperfoliata Parish ex Kurz (Sektion Diploclinium)
- Begonia subprostrata Merr. (Sektion Petermannia)
- Begonia subscutata De Wild. (Sektion Tetraphila)
- Begonia subspinulosa Irmsch. (Sektion Cyathocnemis)
- Begonia subtruncata Merr. (Sektion Petermannia)
- Begonia subvillosa Klotzsch (Sektion Begonia)
- Begonia subviridis Craib (Sektion Diploclinium)
- Begonia sudjanae C.-A.Jansson (Sektion Reichenheimia)
- Begonia suffrutescens Merr. & L.M.Perry (Sektion Petermannia)
- Begonia summoglabra T.T.Yu (Sektion Diploclinium)
- Begonia suprafastigiata Irmsch. (Sektion Cyathocnemis)
- Begonia surculigera Kurz (Sektion Diploclinium)
- Begonia susaniae Sosef (Sektion Scutobegonia)
- Begonia sutherlandii Hook. f. (Sektion Augustia)
- Begonia sychnatha L.B.Sm. & Wassh. (Sektion Reichenheimia)
- Begonia sylvatica Meisn. ex A.DC. (Sektion Pritzelia)
- Begonia symbeccarii L.L.Forrest & Hollingsw. (Syn.: Symbegonia beccarii Irmsch.) (Sektion Symbegonia)
- Begonia symbracteosa L.L.Forrest & Hollingsw. (Syn.: Symbegonia bracteosa Warb.) (Sektion Symbegonia)
- Begonia symgeraniifolia L.L.Forrest & Hollingsw. (Syn.: Symbegonia geraniifolia Ridl.) (Sektion Symbegonia)
- Begonia symhirta L.L.Forrest & Hollingsw. (Syn.: Symbegonia hirta Ridl.) (Sektion Symbegonia)
- Begonia sympapuana L.L.Forrest & Hollingsw. (Syn.: Symbegonia papuana Merr. & L.M.Perry) (Sektion Symbegonia)
- Begonia symparvifolia L.L.Forrest & Hollingsw. (Syn.: Symbegonia parvifolia Gibbs) (Sektion Symbegonia)
- Begonia sympodialis Irmsch. (Sektion Petermannia)
- Begonia symsanguinea L.L.Forrest & Hollingsw. (Syn.: Symbegonia sanguinea Warb.) (Sektion Symbegonia)

## T

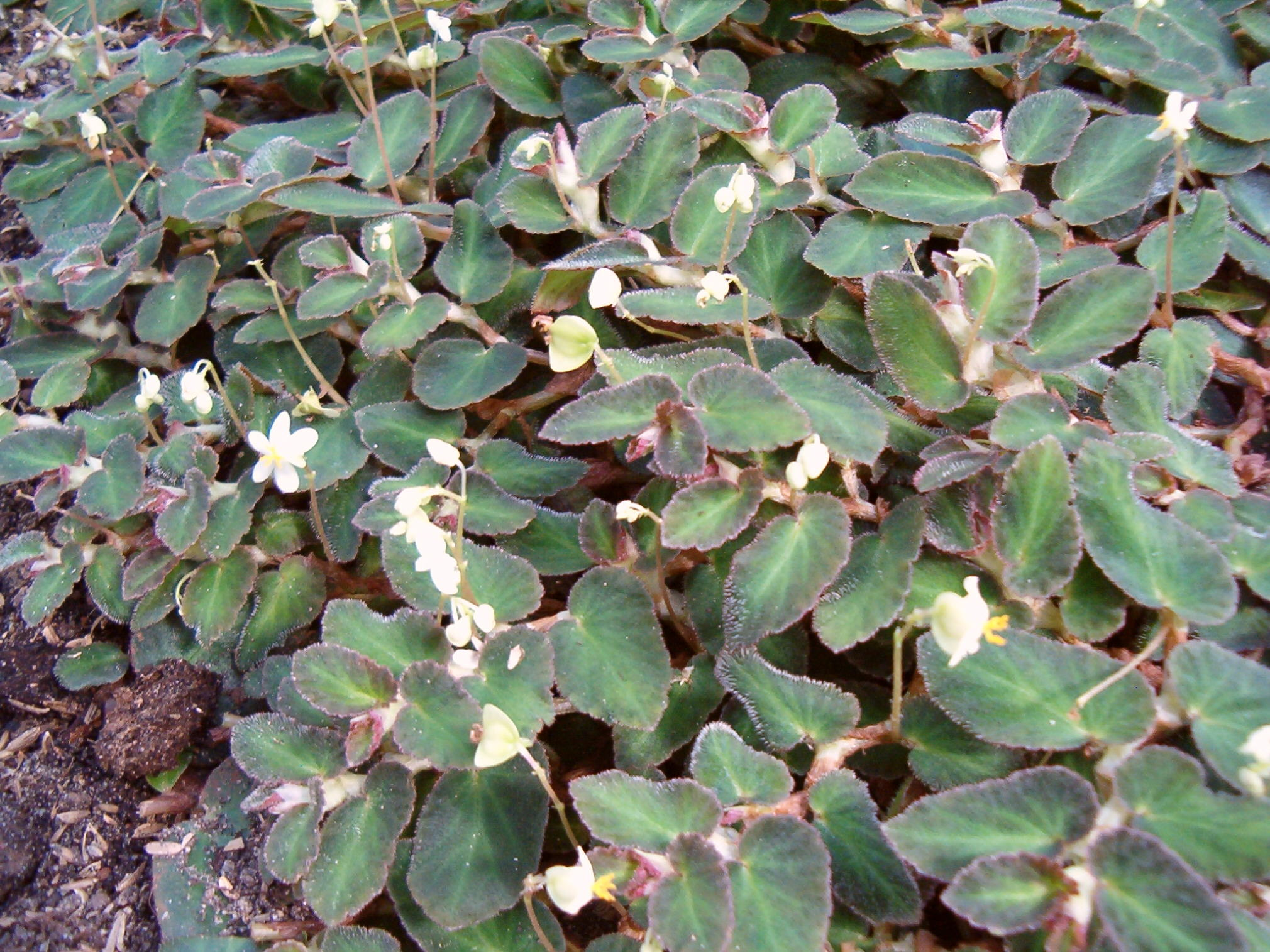
Begonia thelmae

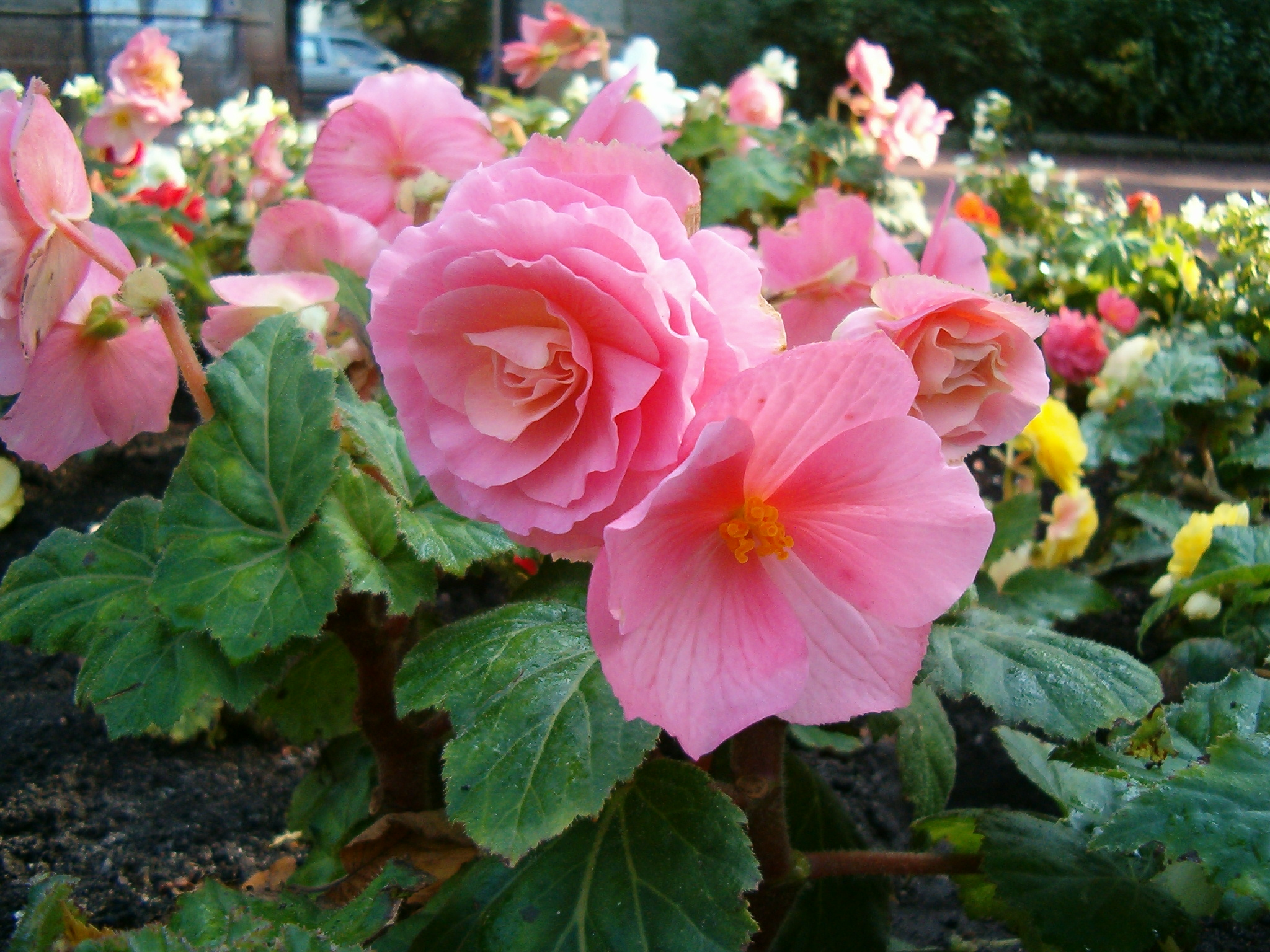
Begonia ×tuberhybrida

- Begonia tacanana Ziesenh. (Sektion Gireoudia)
- Begonia tafaensis Merr. & L. M. Perry (Sektion Petermannia)
- Begonia tafiensis Lillo (Sektion Eupetalum)
- Begonia taiwaniana Hayata (Sektion Diploclinium)
- Begonia taliensis Gagnep. (Sektion Diploclinium)
- Begonia tampinica Burkill ex Irmsch. (Sektion Platycentrum)
- Begonia tanala Humbert ex Bosser & Keraudren
- Begonia tapatia Burt-Utley & McVaugh (Sektion Quadriperigonia)
- Begonia tatoniana R.Wilczek (Sektion Tetraphila)
- Begonia tawaensis Merr. (Sektion Petermannia)
- Begonia tayabensis Merr. (Sektion Reichenheimia)
- Begonia tayloriana Irmsch. (Sektion Augustia)
- Begonia temburongensis Sands
- Begonia tenera Dryand. (Sektion Reichenheimia)
- Begonia tenericaulis Ridl. (Sektion Petermannia)
- Begonia tenuicaulis A.DC. (Sektion Eupetalum)
- Begonia tenuifolia Dryand. (Sektion Parvibegonia)
- Begonia tessaricarpa C.B.Clarke (Sektion Sphenanthera)
- Begonia tetrandra Irmsch. (Sektion Semibegoniella)
- Begonia teuscheri Linden ex André (Sektion Pritzelia)
- Begonia teysmanniana (Miq.) Warb. (Syn.: Platycentrum teysmannianum Miq.) (Sektion Platycentrum)
- Begonia thaipingensis King (Sektion Parvibegonia)
- Begonia thelmae L.B.Sm. & Wassh.
- Begonia thiemei C.DC. ex Donn. Sm. (Sektion Gireoudia)
- Begonia thomeana C.DC. (Sektion Cristasemen)
- Begonia thomsonii A.DC. (Sektion Platycentrum)
- Begonia thyrsoidea Irmsch. (Sektion Quadriperigonia)
- Begonia tiliifolia C.DC. (Sektion Begonia)
- Begonia timorensis (Miq.) Golding & Kareg. (Syn.: Diploclinium timorense Miq.) (Sektion Petermannia)
- Begonia tiomanensis Ridl. (Sektion Platycentrum)
- Begonia toledana L.B.Sm. & B.G.Schub. (Sektion Casparya)
- Begonia toledoana Handro (Sektion Pritzelia)
- Begonia tomentosa Schott (Sektion Pritzelia)
- Begonia tominana Golding (Sektion Eupetalum)
- Begonia tonduzii C.DC. (Sektion Ruizopavonia)
- Begonia tonkinensis Gagnep. (Sektion Diploclinium)
- Begonia torricellensis Warb. (Sektion Petermannia)
- Begonia trapa L.B.Sm. & B.G.Schub. (Sektion Casparya)
- Begonia trianae (A.DC.) Warb. (Syn.: Casparya trianae A.DC.) (Sektion Casparya)
- Begonia tribenensis C.R.Rao (Sektion Diploclinium)
- Begonia tribracteata Irmsch. (Sektion Cyathocnemis)
- Begonia trichocarpa Dalzell (Sektion Reichenheimia)
- Begonia trichopoda Miq. (sect. Reichenheimia)
- Begonia trichosepala C.DC. (Sektion Weilbachia)
- Begonia tricuspidata C.B.Clarke (Sektion Alicida)
- Begonia trigoncarpa Ridl. (Sektion Sphenanthera)
- Begonia triradiata C.B.Clarke (Sektion Alicida)
- Begonia triramosa Irmsch. (Sektion Knesebeckia)
- Begonia trispathulata (A.DC.) Warb. (Syn.: Casparya trispathulata A.DC.) (Sektion Casparya)
- Begonia tropaeolifolia A.DC. (Sektion Gobenia)
- Begonia trujillensis L.B.Sm. (Sektion Casparya)
- Begonia trullifolia Guillaumin
- Begonia truncatiloba Irmsch. (Sektion Platycentrum)
- Begonia truncicola Soderstr. ex C.DC. (Sektion Gobenia)
- Begonia tsaratananensis Aymonin & Bosser (Sektion Quadrilobaria)
- Begonia tsimihety Humbert ex Bosser & Keraudren (Sektion Erminea)
- Begonia tsoongii C.Y.Wu (Sektion Platycentrum)
- Begonia ×tuberhybrida Voss (Syn.: Begonia tuberosa hort.)
- Begonia tumbezensis Irmsch. (Sektion Eupetalum)
- Begonia turbinata Ridl. (Sektion Sphenanthera)
- Begonia turrialbae Burt-Utley & Utley (Sektion Weilbachia)

## U

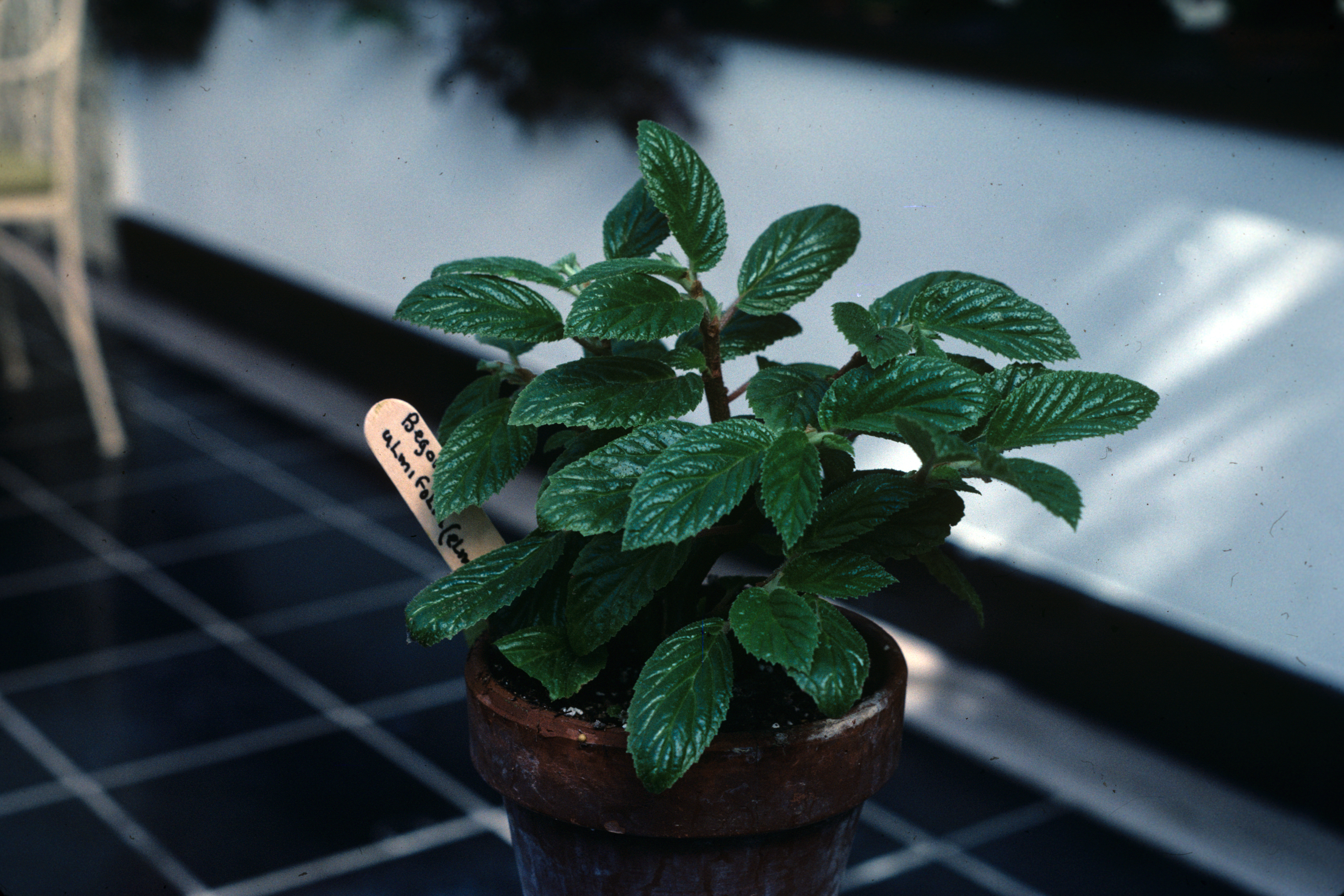
Begonia ulmifolia

- Begonia udisilvestris C.DC. (Sektion Parietoplacentalia)
- Begonia ulmifolia Willd. (Sektion Donaldia)
- Begonia umbellata Kunth (Sektion Casparya)
- Begonia umbraculifera Hook. f. (Sektion Pritzelia)
- Begonia umbraculifolia Y.Wan & B.N.Chang (Sektion Coelocentrum)
- Begonia unduavensis Rusby (Sektion Hydristyles)
- Begonia undulata Schott (Sektion Gaerdtia)
- Begonia uniflora S.Watson (Sektion Knesebeckia)
- Begonia unilateralis Rusby (Sektion Hydristyles)
- Begonia urdanetensis Elmer (Sektion Petermannia)
- Begonia urophylla Hook. (Sektion Gireoudia)
- Begonia ursina L.B.Sm. & B.G.Schub. (Sektion Casparya)
- Begonia urticae L. f. (Sektion Casparya)
- Begonia uruapensis Sessé & Moc. (Sektion Quadriperigonia)
- Begonia urunensis Kiew (Sektion Petermannia)

## V

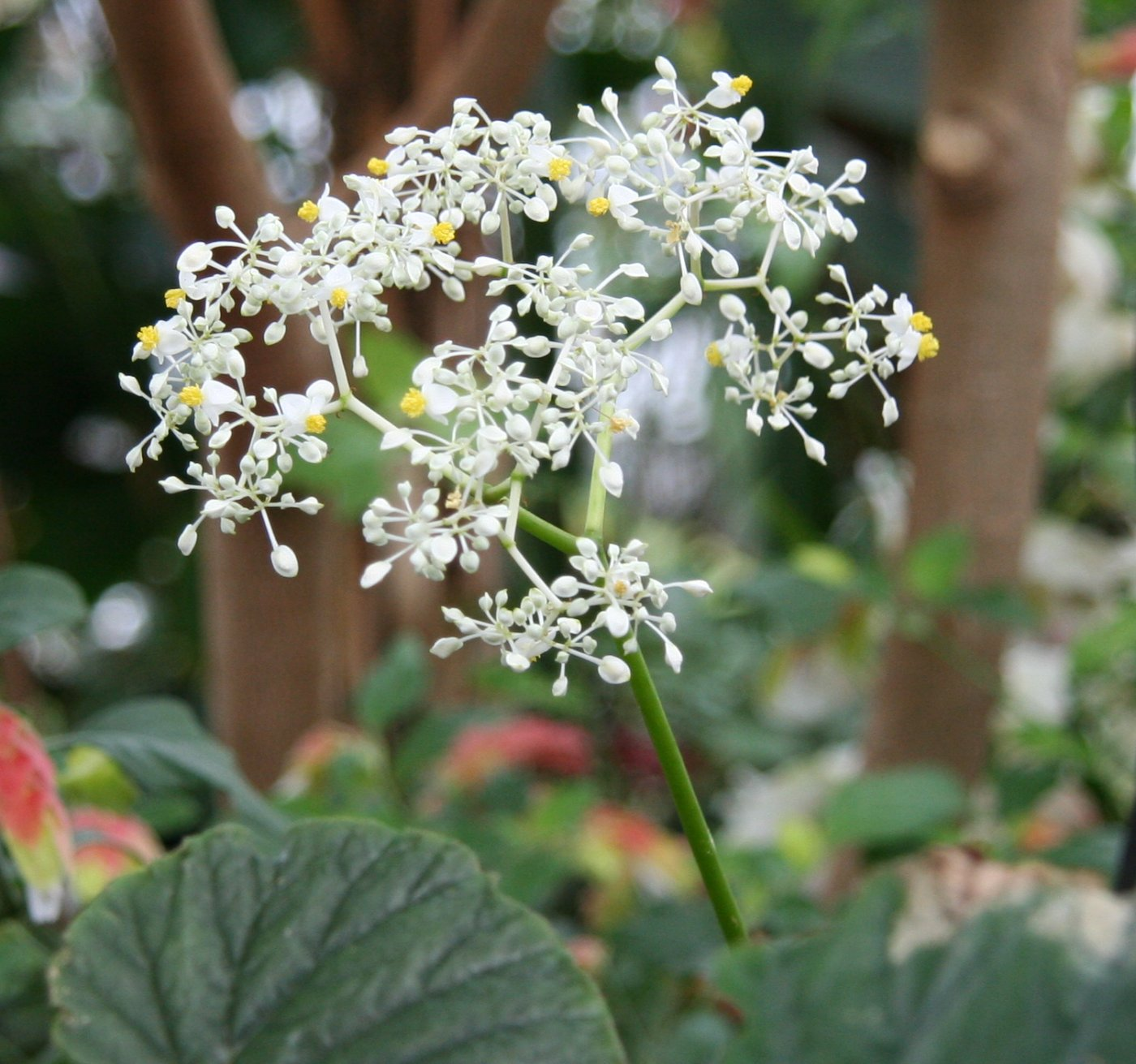
Begonia valida

- Begonia vagans Craib (Sektion Parvibegonia)
- Begonia valdensium A.DC. (Sektion Pritzelia)
- Begonia valerioi Standl. (Sektion Weilbachia)
- Begonia valida K.I.Goebel (Sektion Pritzelia)
- Begonia valvata L.B.Sm. & B.G.Schub. (Sektion Semibegoniella)
- Begonia vanderwateri Ridl. (Sektion Petermannia)
- Begonia vankerckhovenii De Wild. (Sektion Scutobegonia)
- Begonia vanoverberghii Merr. (Sektion Diploclinium)
- Begonia vareschii Irmsch. (Sektion Casparya)
- Begonia variabilis Ridl. (Sektion Parvibegonia)
- Begonia varistyla Irmsch. (Sektion Ruizopavonia)
- Begonia veitchii Hook. f. (Sektion Eupetalum)
- Begonia velata L.B.Sm. & B.G.Schub. (Sektion Knesebeckia)
- Begonia velloziana Walp. (Sektion Trachelocarpus)
- Begonia venosa Skan ex Hook. f. (Sektion Begonia)
- Begonia venusta King (Sektion Platycentrum)
- Begonia verruculosa L.B.Sm. (Sektion Pritzelia)
- Begonia versicolor Irmsch. (Sektion Platycentrum)
- Begonia vestita C.DC. (Sektion Gireoudia)
- Begonia vicina Irmsch. (Sektion Pritzelia)
- Begonia villifolia Irmsch. (Sektion Platycentrum)
- Begonia vincentiana O.E.Schulz (Sektion Begonia)
- Begonia violifolia A.DC. (Sektion Weilbachia)
- Begonia viridiflora A.DC. (Sektion Cyathocnemis)
- Begonia viscida Ziesenh. (Sektion Knesebeckia)
- Begonia vitensis A.C.Sm. (Sektion Diploclinium)
- Begonia vittarifolia N.Hallé (Sektion Scutobegonia)
- Begonia vuijckii Koord. (Sektion Reichenheimia)

## W

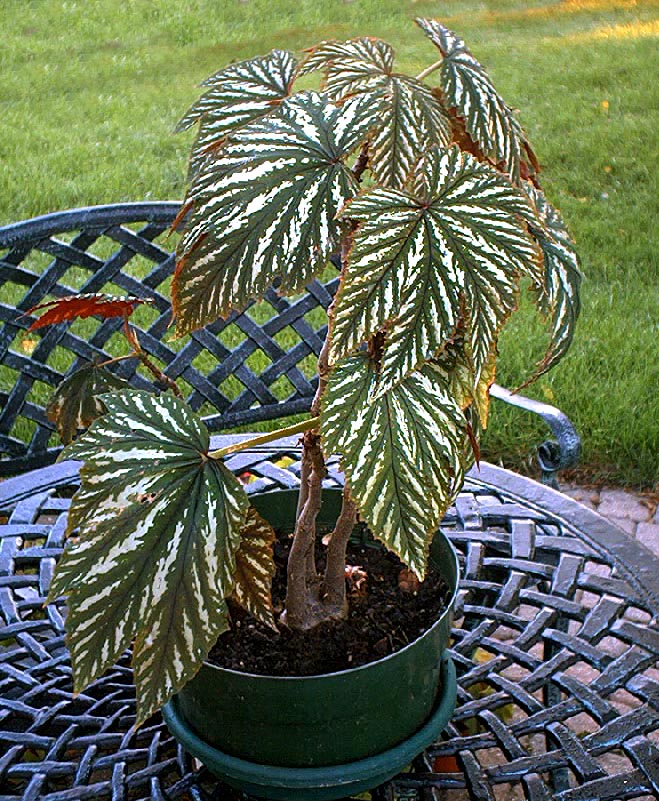
Begonia wollnyi, es ist eine Strauchbegonie.

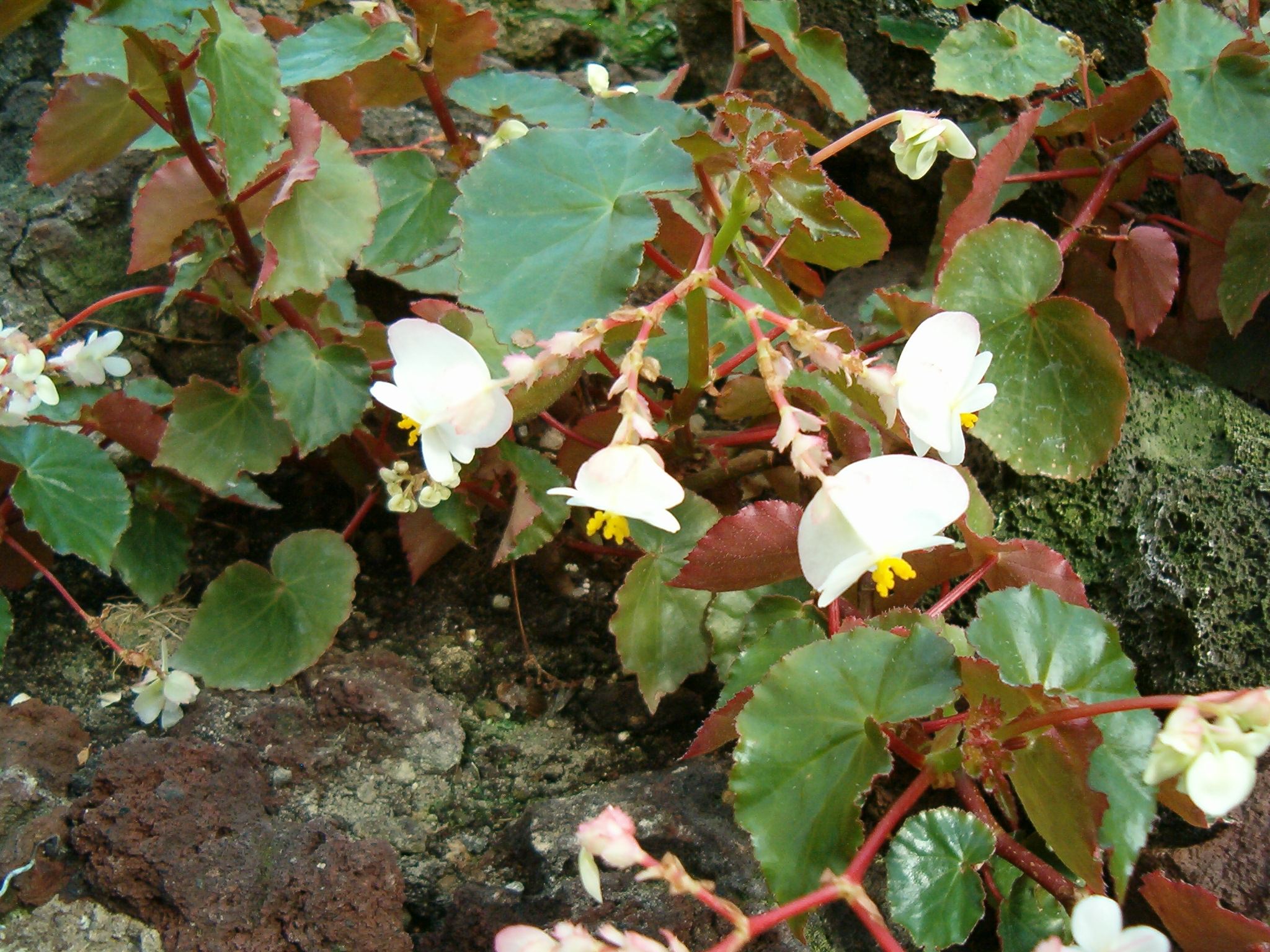
Begonia wrightiana

- Begonia wadei Merr. & Quisumb. (Sektion Diploclinium)
- Begonia wagenerana Hook. (Sektion Cyathocnemis)
- Begonia wakefieldii Gilg ex Engl. (Sektion Augustia)
- Begonia wallichiana Lehm. (Sektion Doratometra)
- Begonia walteriana Irmsch. (Sektion Petermannia)
- Begonia wangii T.T.Yu (Sektion Diploclinium)
- Begonia warburgii K.Schum. & Lauterb. (Sektion Petermannia)
- Begonia wariana Irmsch. (Sektion Petermannia)
- Begonia wattii C.B.Clarke (sect. Parvibegonia)
- Begonia weberbaueri Irmsch. (Sektion Eupetalum)
- Begonia weberi Merr. (Sektion Petermannia)
- Begonia weberlingii Irmsch. (Sektion Knesebeckia)
- Begonia weddelliana A.DC. (Sektion Knesebeckia)
- Begonia weigallii Hemsl. (Sektion Petermannia)
- Begonia wengeri C.E.C.Fisch. (Sektion Diploclinium)
- Begonia wenshanensis C.M.Hu (Sektion Diploclinium)
- Begonia wenzelii Merr. (Sektion Petermannia)
- Begonia wilksii Sosef (Sektion Scutobegonia)
- Begonia wilsonii Gagnep. (Sektion Reichenheimia)
- Begonia windischii L.B.Sm. ex S.F.Sm. & Wassh. (Sektion Pritzelia)
- Begonia wollastonii Baker f. (Sektion Rostrobegonia)
- Begonia wollnyi Herzog (sect. Knesebeckia)
- Begonia woodii Merr. (Sektion Diploclinium)
- Begonia wrayi Hemsl. (Syn.: Begonia pseudisoptera Irmsch.) (Sektion Petermannia)
- Begonia wrightiana A.DC. (Sektion Begonia)
- Begonia wurdackii L.B.Sm. & B.G.Schub. (Sektion Gobenia)

## X
- Begonia xanthina Hook. (Sektion Platycentrum)
- Begonia xerophyta L.B.Sm. & Wassh. (Sektion Eupetalum)
- Begonia xilitlensis Burt-Utley (Sektion Gireoudia)
- Begonia xingyiensis T.C.Ku (Sektion Diploclinium)
- Begonia xiphophylla Irmsch. (Sektion Petermannia)
- Begonia xishuiensis T.C.Ku (Sektion Diploclinium)
- Begonia xylopoda L.B.Sm. & B.G.Schub. (Sektion Ruizopavonia)

## Y
- Begonia yappii Ridl. (Sektion Diploclinium)
- Begonia yingjiangensis S.H.Huang (Sektion Platycentrum)
- Begonia yishanensis T.C.Ku (Sektion Coelocentrum)
- Begonia ynesiae L.B.Sm. & Wassh. (Sektion Gobenia)
- Begonia yui Irmsch. (Sektion Diploclinium)
- Begonia yunckeri Standl.
- Begonia yunnanensis Lév. (Sektion Diploclinium)

## Z
- Begonia zairensis Sosef (Sektion Scutobegonia)
- Begonia zamboangensis Merr. (Sektion Petermannia)
- Begonia zenkeriana L.B.Sm. & Wassh. (Sektion Scutobegonia)
- Begonia zhengyiana Y.M.Shui (Sektion Coelocentrum)
- Begonia zimmermannii Peter ex Irmsch. (Sektion Tetraphila)
- Begonia zollingeriana A.DC. (Sektion Parvibegonia)

## Weiterführende Literatur
- Mark Hughes, Wayne Takeuchi: A new section (Begonia sect. Oligandrae sect. nov.) and a new species (Begonia pentandra sp. nov.) in Begoniaceae from New Guinea. In: Phytotaxa, Volume 201, Issue 3, 2015. doi:10.11646/phytotaxa.201.3.9
- Rosario Rivera Rubite, Ching-I Peng, Kuo-Fang Chung, Che-Wei Lin, John Rey Callado, Luisito Evangelista, D. N. Tandang, Mark Hughes: Three new species of Begonia (section Baryandra, Begoniaceae) from Luzon Island, the Philippines. In: Phytotaxa, Volume 347, Issue 3, 2018, S. 201. doi:10.11646/phytotaxa.347.3.1
- Yoshiko Kono, Ching-I Peng, Kazuo Oginuma, Yan Liu, Wei-Bin Xu, Hsun-An Yang, Kuo-Fang Chung: Cytological Study of Begonia Sect. Coelocentrum (Begoniaceae). In: Cytologia, Volume 85, Issue 4, Dezember 2020, S. 333–340. doi:10.1508/cytologia.85.333
- Yan Liu, Yu-Hsin Tseng, Hsun-An Yang, Ai-Qun Hu, Wei-Bin Xu, Che-Wei Lin, Yoshiko Kono, Chiung-Chih Chang, Ching-I Peng, Kuo-Fang Chung: Six new species of Begonia from Guangxi, China. In: Botanical Studies, Volume 61, Dezember 2020, 21. doi:10.1186/s40529-020-00298-y
- Yoshiko Kono, Ching-I Peng, Kazuo Oginuma, Rosario Rivera Rubite, Yu-Hsin Tseng, Hsun-An Yang, Kuo-Fang Chung: Cytological Study of Begonia Sect. Baryandra (Begoniaceae). In: Cytologia, Volume 86, Issue 2, Juni 2021, S. 133–141. doi:10.1508/cytologia.86.133